# Feria de Albacete
La Feria de Albacete es la fiesta grande , declarada de Interés Turístico Internacional, que se celebra anualmente del 7 al 17 de septiembre en honor a la Virgen de los Llanos en la ciudad española de Albacete. Se desarrolla principalmente en el área de más de 180 000 m² comprendida por el Recinto Ferial de Albacete (Bien de Interés Cultural con la categoría de monumento), el Paseo Ferial, los Ejidos de la Feria y la Plaza de toros de Albacete, en el castizo barrio Feria de la capital albaceteña, en pleno centro de la ciudad, así como en diversos puntos de la urbe manchega. Con una de las mejores ferias taurinas de España, la Feria Taurina de Albacete, y cientos de actividades las 24 horas del día, la ciudad llega a cuadruplicar su población en el transcurso de la Feria. En 2019 tuvo 2 500 000 visitantes.
En 2009, la Feria de Albacete ganó el Concurso a la Mejor Fiesta de España de Telecinco, así como el de Antena 3 en 2013, 2015 y 2017.
La Feria de Albacete es una de las ferias más antiguas de España. En 1375, cuando Albacete se separa de Chinchilla y se convierte en villa, recibe oficialmente el derecho a celebrar una feria anual.Sin embargo, el primer documento que habla de la misma nos retrotrae hasta el año 1325, en el que se avisa a los comerciantes de Valencia de que se realizarán las ferias de Albacete en Chinchilla por un ataque de los musulmanes. Con ello podemos saber que se celebraban feria con anterioridad al 1325 ya en Albacete, teniendo más de 700 años de historia.  Estas ferias con el paso de los siglos fueron ganando importancia, lo que llevó a que los Reyes Católicos las reconocieran. Pero sin duda el momento que marcó históricamente a la Feria de Albacete y a la ciudad fue el 6 de marzo de 1710: en plena guerra de sucesión, el primer Borbón, Felipe V, dio a la ciudad el privilegio de realizar una feria franca anual con una duración de cuatro días que, con el transcurso de los años, pasó a tener 11 días como en la actualidad. 
En 1783 se construyó el Recinto Ferial de Albacete, conocido popularmente como La Sartén o Los Redondeles, en la ubicación actual. El edificio ferial, con planta en forma de sartén, es un ejemplo de arquitectura manchega orientada hacia la actividad comercial. El cuerpo de la sartén está formado por anillos concéntricos que albergan puestos comerciales.

## Historia

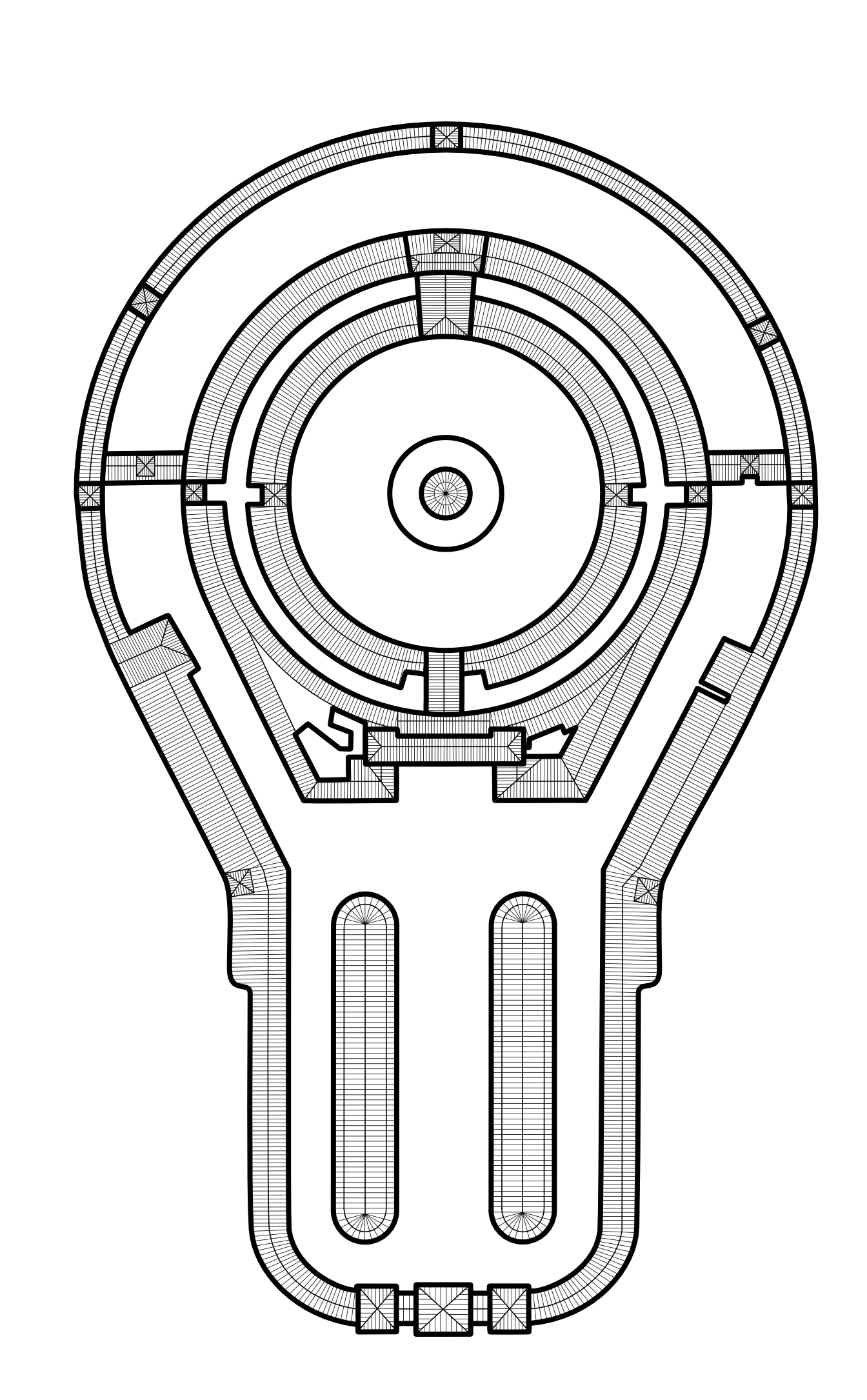
Plano actual del Recinto Ferial de Albacete

El origen de la Feria de Albacete se encuentra en el S. XIV, probablemente dentro de un plan realizado por Don Juan Manuel, señor de Villena, en varias de sus aldeas y villas, documentando la albaceteña ya en el año 1325. Es en 1375 cuando Albacete se separa de Chinchilla y se convierte en villa, adquiriendo oficialmente el derecho a celebrar una feria anual, otorgado por el marqués de Villena .don Alfonso de Aragón.
Ya en el siglo XV se cita una feria o mercado regular ubicado en la calle de la Feria. Esta calle ha mantenido su denominación hasta nuestros días, uniendo la iglesia de San Juan con las eras de Santa Catalina, ubicación correspondiente al actual Recinto Ferial. Precisamente era en estas donde se vendía el ganado. El mercado tenía una duración de 10 días, que en un principio se celebraba a partir del 30 de noviembre, y más tarde a partir del 28 de agosto.

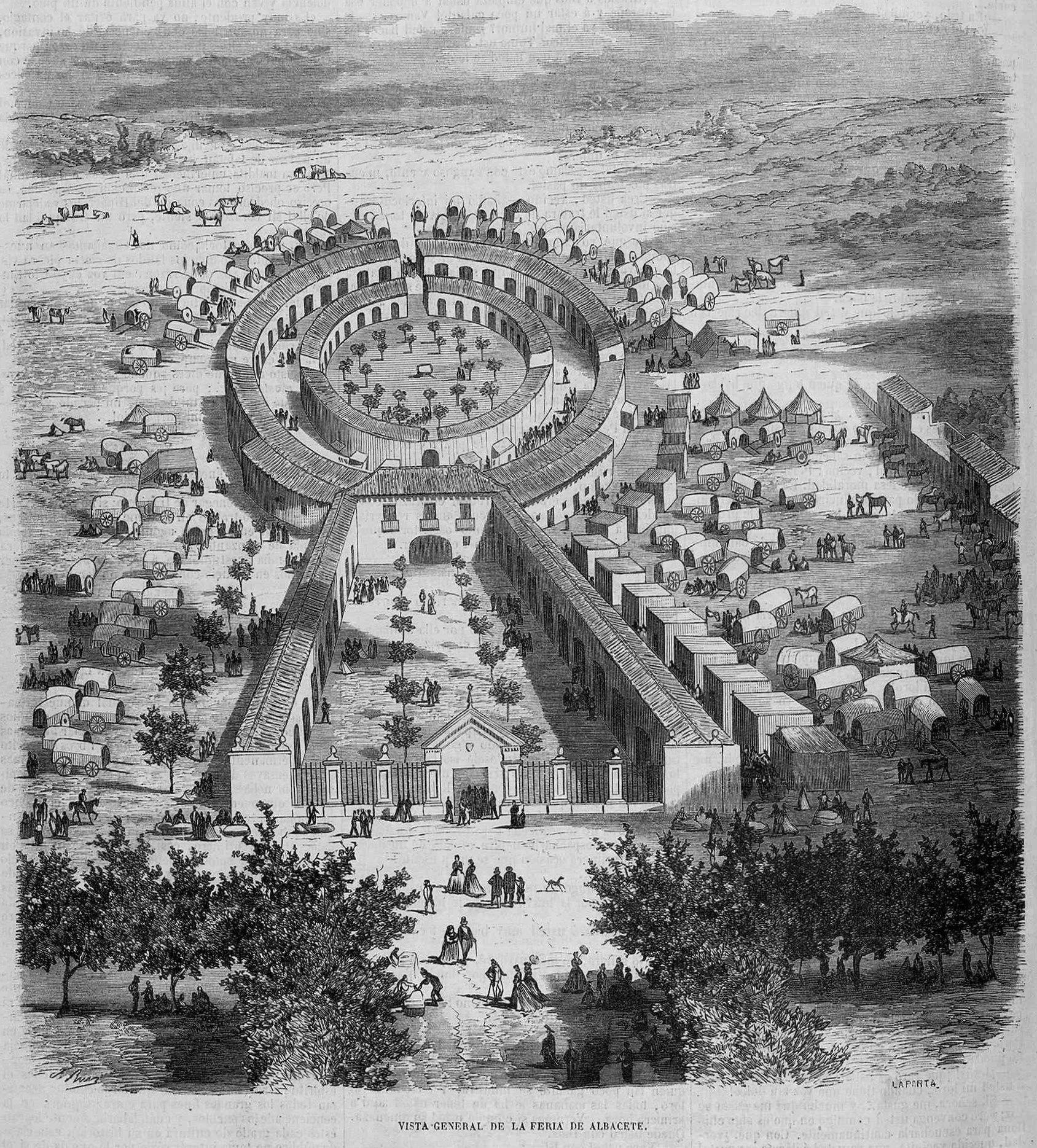
Vista general de la Feria de Albacete; grabado publicado en El Museo Universal el 25 de noviembre de 1866

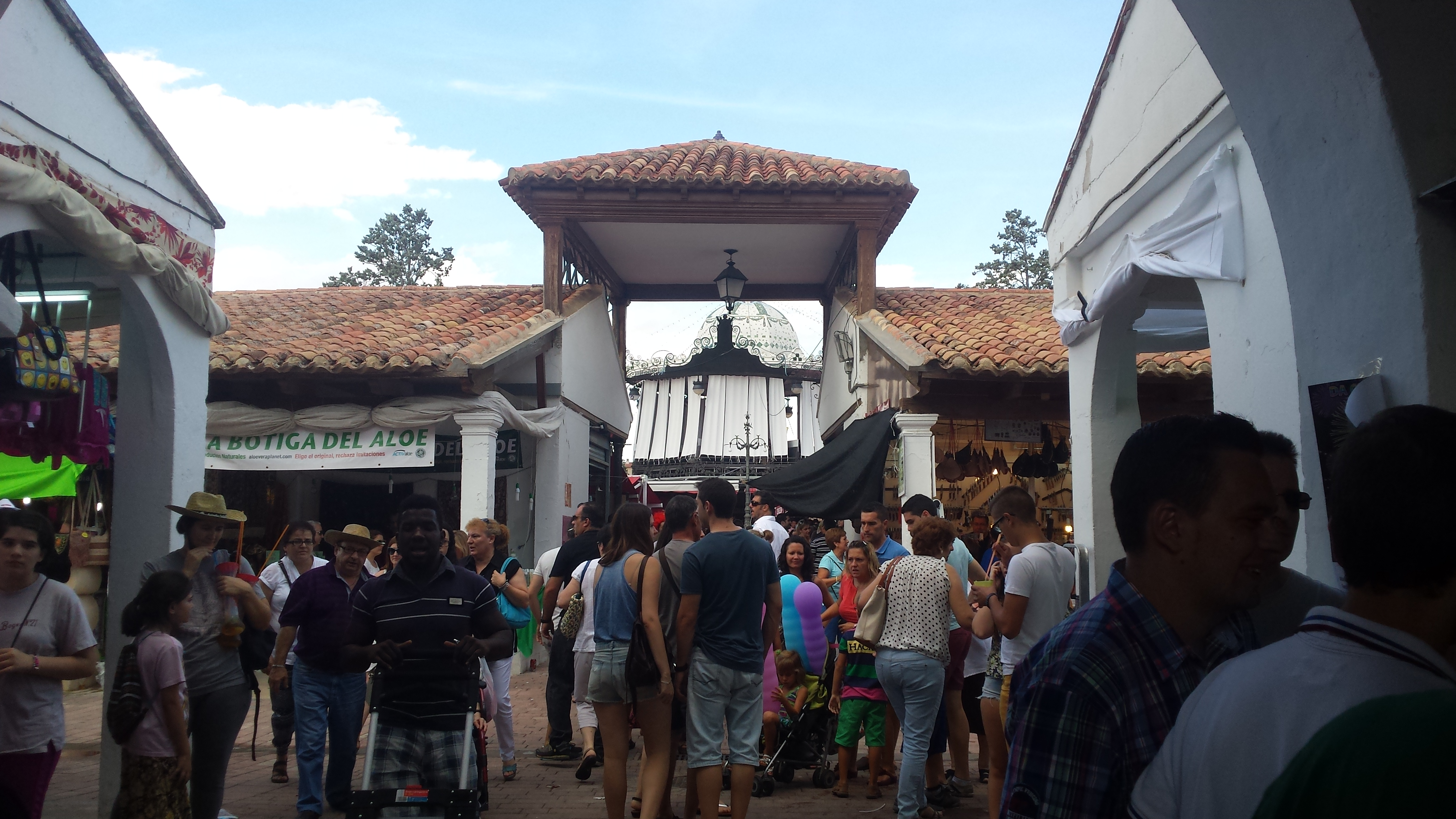
Vista de un rincón del Recinto Ferial de Albacete

En el siglo XVII se trasladó fuera del casco urbano, como una actividad económica paralela a la romería que se hacía cada 8 de septiembre al sitio de Los Llanos. Allí, junto a la ermita de la Virgen, se fundó en 1672 un convento franciscano que desempeñó un destacado papel en la época. En 1683 se solicitó al rey Carlos II su declaración de feria franca durante 3 días (7, 8 y 9 de septiembre) y su ubicación en las proximidades del convento, en el sitio de Los Llanos, ya que esto posibilitaba un mayor número de limosnas.
Aunque esta petición no fue satisfecha, el 6 de marzo de 1710, Felipe V concedió el privilegio de feria franca por término de 4 días (del 7 al 11 de septiembre). El concejo dispuso que se celebrara en el casco urbano, en la calle y la plaza Mayor, pero los feriantes seguían acudiendo al sitio de Los Llanos. En el periodo que va de 1710 a 1712, que ha llegado a calificarse como el de la feria dividida, esta se celebraba 2 días en el lugar indicado por el concejo y el resto en los aledaños del convento franciscano. 
Los intentos municipales de llevar la feria de nuevo a Albacete pasaron por la compra en 1767 de unas lonjas con el fin de establecer un recinto ferial. Dicho proyecto nunca se realizó, pero en 1783 se acordó levantar un edificio en las eras de Santa Catalina. Este fue inaugurado el 7 de septiembre de 1783 y terminado totalmente al año siguiente. A partir de esa fecha, la feria se celebraría en el casco urbano de Albacete. Posteriormente, el Recinto Ferial ha sido objeto de numerosas ampliaciones y reformas. La última data del año 2010.
La feria dejó de celebrarse los años 1937 y 1938 por el paréntesis de la guerra civil española, hecho que se repitió en 2020 debido a la pandemia del coronavirus.

### Reformas del Recinto Ferial

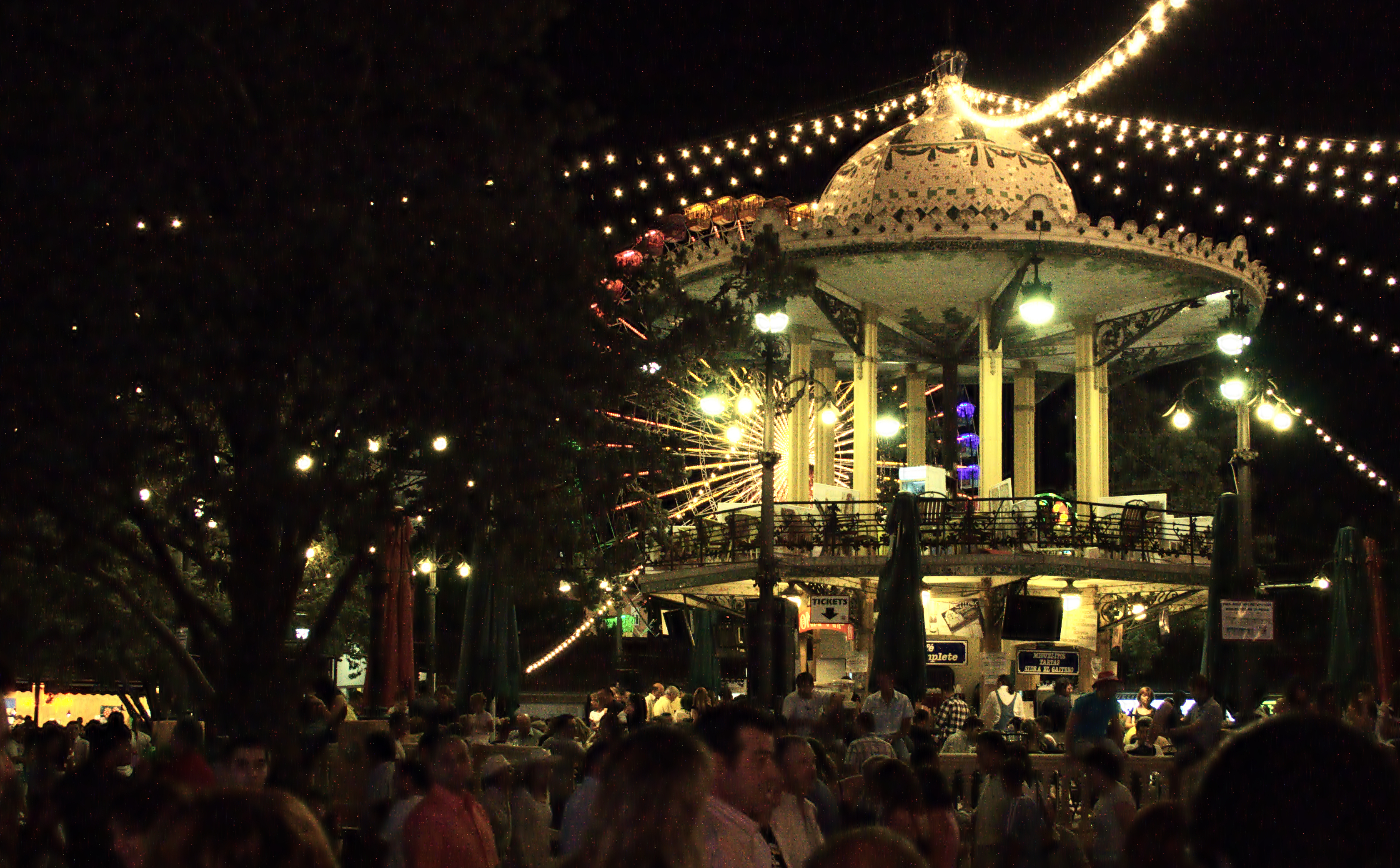
Templete de la Feria (Daniel Rubio, 1912), de estilo modernista, en el interior del círculo ferial

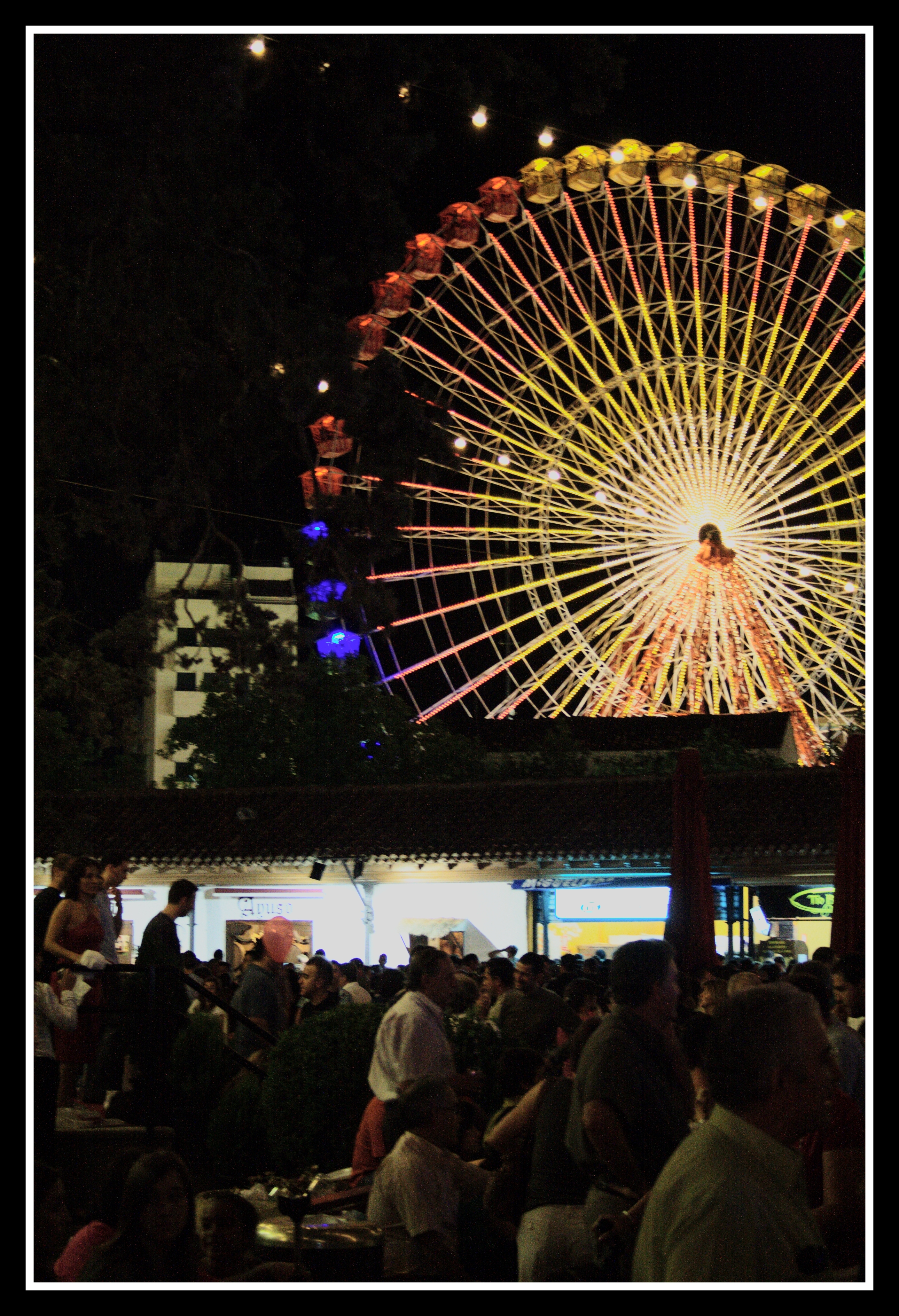
Vista de la noria desde el primer anillo del Recinto Ferial de Albacete

En el momento de la inauguración, en 1783, el edificio, realizado en el plazo de 33 días siguiendo los planos del arquitecto albacetense Josef López Ximénez, sólo constaba de los muros exteriores y del círculo interior. Fue totalmente terminado al año siguiente, 1784, por el maestro Antonio Cuesta, que mejoró el proyecto de Ximénez añadiendo un segundo anillo y alargando la calle de entrada (el llamado rabo de la sartén). 
Aunque sus dimensiones eran quizás excesivas para el momento (en 1778 la ciudad solo tenía 7200 habitantes y unas 60 calles), desde su creación fue sometido a diversas reformas y ampliaciones, entre las que destacan:
- En 1876 se cambiaron las columnas de los círculos centrales por las actuales de hierro.

- Hasta 1877 en el centro del Recinto Ferial había una balsa que tenía gran importancia para abastecer al ganado que se congregaba en la feria. Ese año se eliminó y se sustituyó por un quiosco.

- En 1888 se abrieron dos puertas laterales junto a la portada principal para facilitar los accesos masivos al recinto.

- En 1912 se construyó el quiosco modernista del círculo central (el templete de la Feria), diseño de Daniel Rubio. El mismo que, restaurado, se conserva en la actualidad.

- En 1944 se realizaron obras de ampliación añadiendo el tercer círculo de la sartén, el salón de exposiciones y los dos pabellones del paseo de entrada. Todo ello siguiendo los planos de Miguel Ortiz y Julio Carrilero.

- En 1974 la portada neoclásica se cambió por la actual de ladrillo blanco, siguiendo el diseño del arquitecto Manuel Carrilero.

- Entre 2008 y 2010, con motivo del tercer centenario de su confirmación, se realizaron mejoras tanto en el Recinto Ferial como en su entorno. Estas incluyeron un gran aparcamiento subterráneo público bajo el paseo de la Feria.[18] Una de las más visibles fue la réplica de la Antigua Puerta de Hierros de Albacete que se colocó en el acceso del parque de los Jardinillos frente a la plaza de toros.

En 2020 fue suspendida por la pandemia mundial de COVID-19 y en 2021 se celebró una versión reducida de la misma marcada por las restricciones que impone la pandemia.

## Eventos

### Cabalgata de la Feria

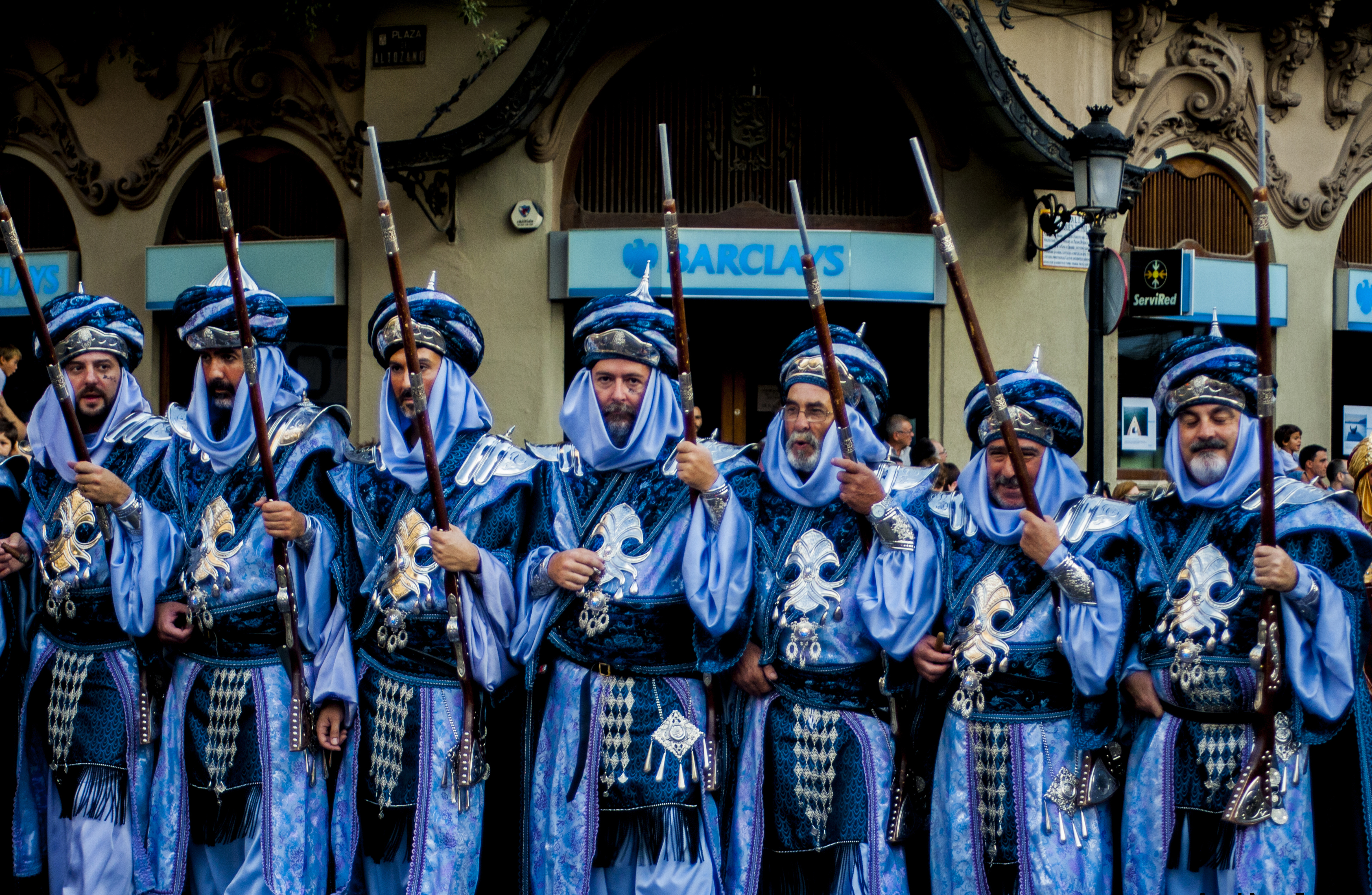
Moros y Cristianos desfilando al compás en la Cabalgata de la Feria de Albacete

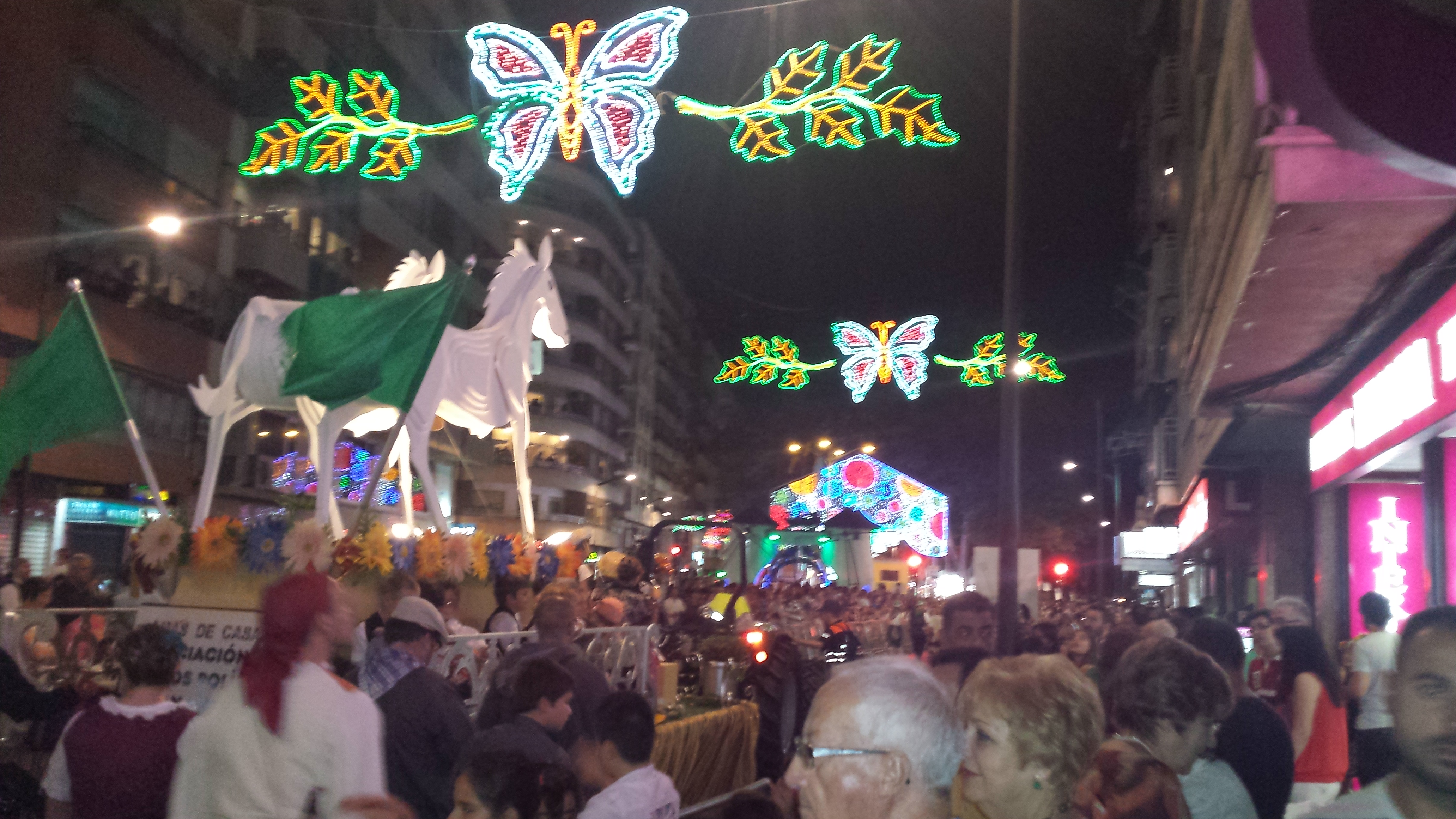
Cabalgata de 2014 a su paso por la calle Feria

La Cabalgata de la Feria de Albacete es uno de los eventos más importantes de la feria. Su misión es trasladar la imagen de la Virgen de Los Llanos al Recinto Ferial, culminando con la apertura de la puerta principal (Puerta de Hierros) del recinto. Dicha apertura se celebra por la noche desde 1909. Hasta ese año, la apertura era matinal.
En la cabalgata desfila del orden de un centenar de carrozas acompañadas por charangas, por manchegas ataviadas con el traje típico (de manchega, de serrana o de espigadora), por numerosas peñas y bandas de música que interpretan los temas más conocidos del panorama musical de fiestas. No faltan las típicas botas de vino y cuerda y platos de comida que se degustan durante la marcha de las peñas.

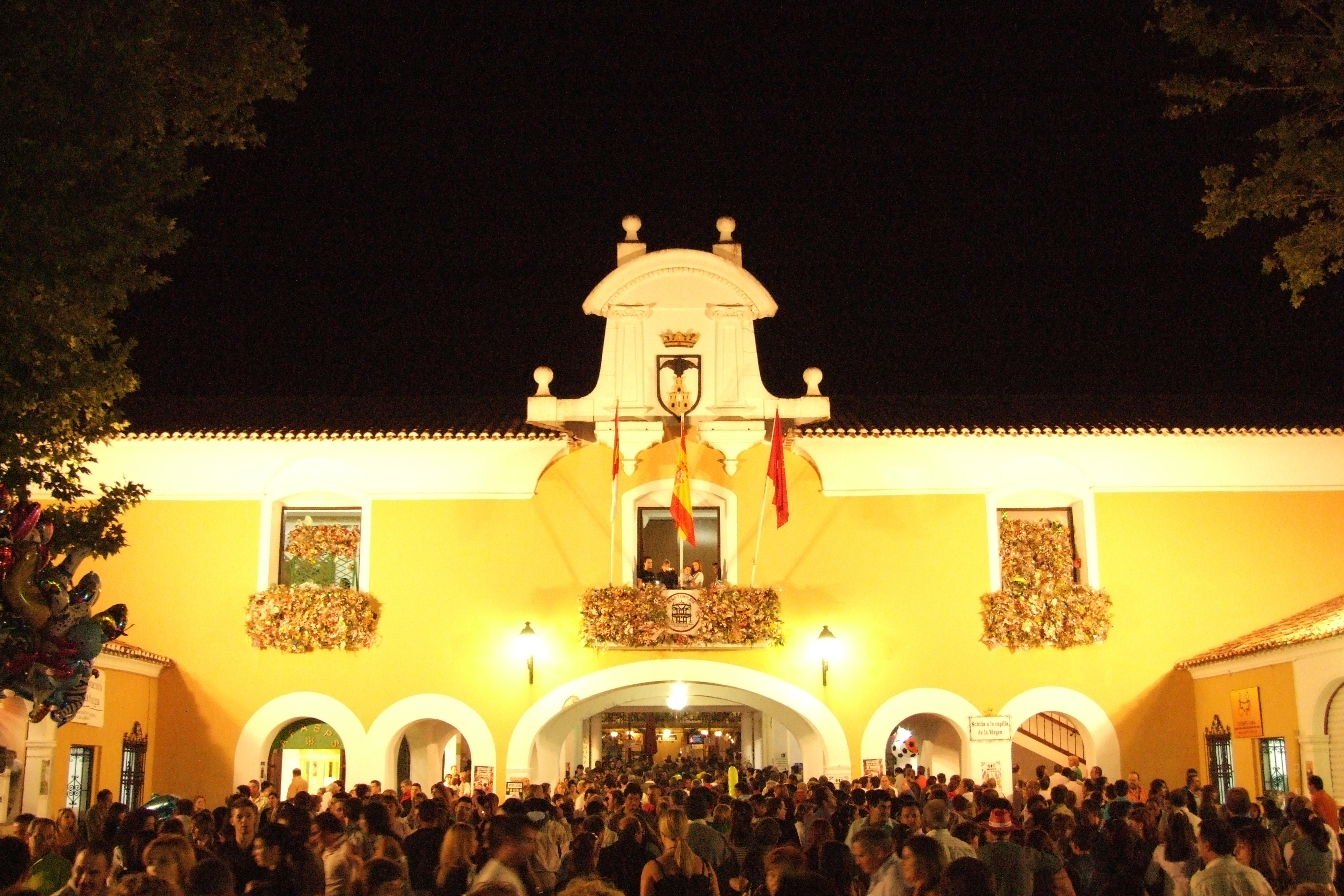
Capilla de la Virgen de Los Llanos en el Recinto Ferial

El desfile comienza en la avenida de España y finaliza en la puerta principal del Recinto Ferial, momento en que el alcalde de la ciudad procede a abrirla bajo fuegos artificiales (sustituidos en 2008 por un espectáculo de luces proyectadas en la puerta principal y sonido). De este modo comienza oficialmente la feria. Tras ello, traslada en sus brazos la imagen de la Virgen de Los Llanos a su Capilla de la Feria, desde donde preside durante diez días la feria en su honor. Excepcionalmente, el desfile de apertura de 1936, desprovisto de su carácter religioso, recorrió la ciudad sin la imagen de la Virgen de Los Llanos.

### Misa Pontificial
Multitudinaria Misa Pontifical en honor a la Virgen de Los Llanos que se celebra en la Catedral de Albacete previa a la Batalla de Flores.

### Batalla de Flores
La Batalla de Flores es una cabalgata que desfila con las mismas carrozas que la cabalgata de apertura. La procesión se desarrolla desde la plaza de Gabriel Lodares hasta la avenida de la Estación el día siguiente a la cabalgata de apertura. En ella desfilan manchegas y manchegos con los trajes típicos o con el atuendo de las peñas, los cuales lanzan serpentinas y confetis.

### Ofrenda floral
La Ofrenda de flores a la Virgen de Los Llanos es un acto organizado por la peña Templete desde 1989, que reúne la participación de más de 30.000 personas durante el primer domingo de Feria. La ofrenda se inicia en la Catedral y culmina frente a la Capilla de la Virgen de Los Llanos del Recinto Ferial, en cuyo balcón se presenta la imagen de la Virgen. Cuenta con la participación de la Banda Sinfónica Municipal de Albacete.

### Misa al aire libre en el Recinto Ferial

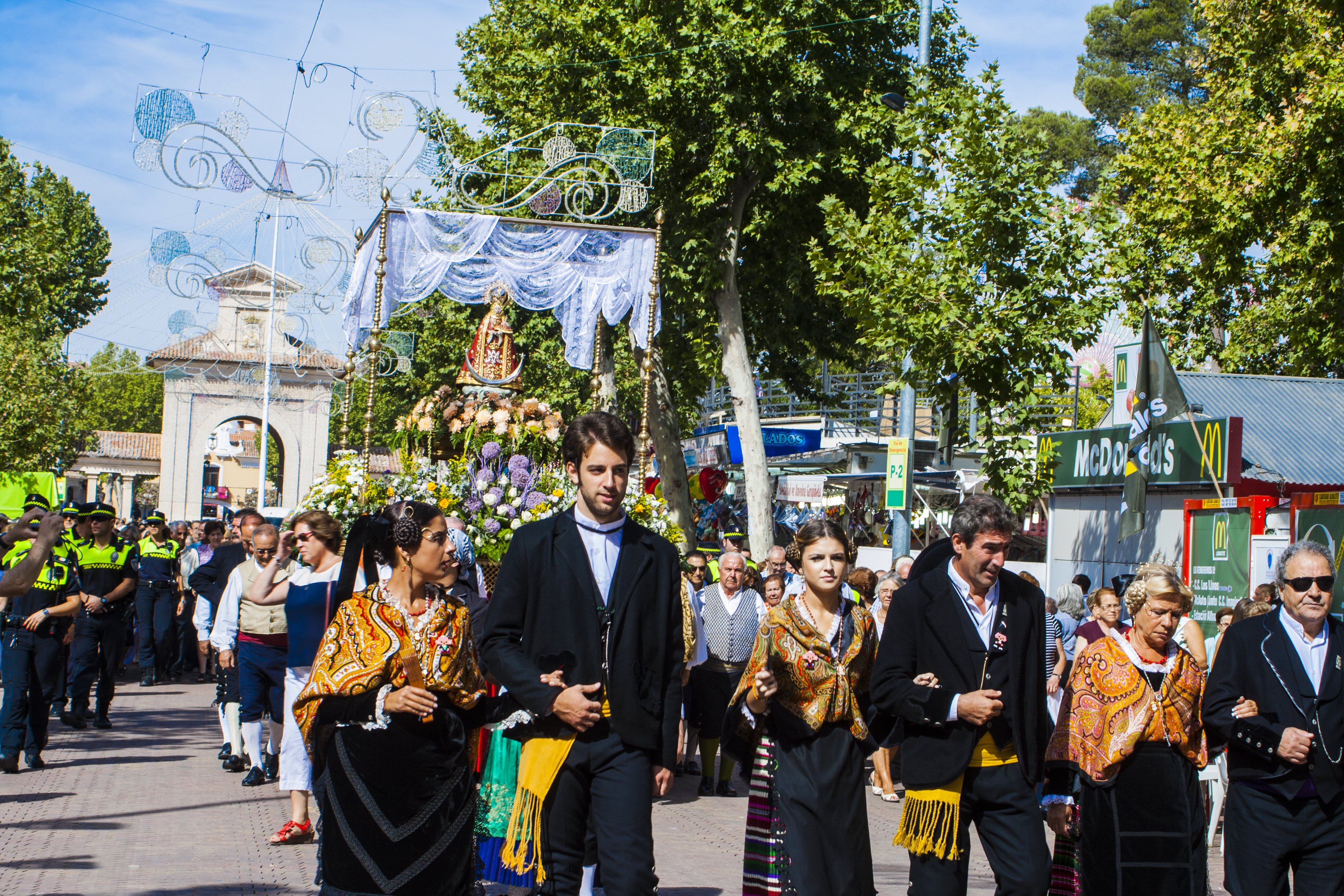
Traslado de la Virgen de los Llanos a la Capilla del Ayuntamiento de Albacete el último día de feria

El último día de feria, el 17 de septiembre, tiene lugar la multitudinaria misa en honor a la Virgen frente a la Capilla de la Virgen de Los Llanos, en el paseo central del Recinto Ferial de Albacete. Posteriormente la Virgen se traslada a su capilla del Ayuntamiento de Albacete tras haber presidido durante diez días la feria que se celebra en su honor. En 2014 la multitudinaria misa al aire libre en el Recinto Ferial contó con la participación de más de 3000 personas.

### Pregón de la Feria
El Pregón de la Feria es el primer acto oficial de la Feria de Albacete. Tiene lugar el 6 de septiembre en el Museo Municipal de Albacete, situado en la plaza del Altozano. El Ayuntamiento de Albacete escoge a una ilustre personalidad para ser el pregonero de la Feria de Albacete, acto con el que se inicia la celebración de la fiesta grande.

### Manchegos de la Feria

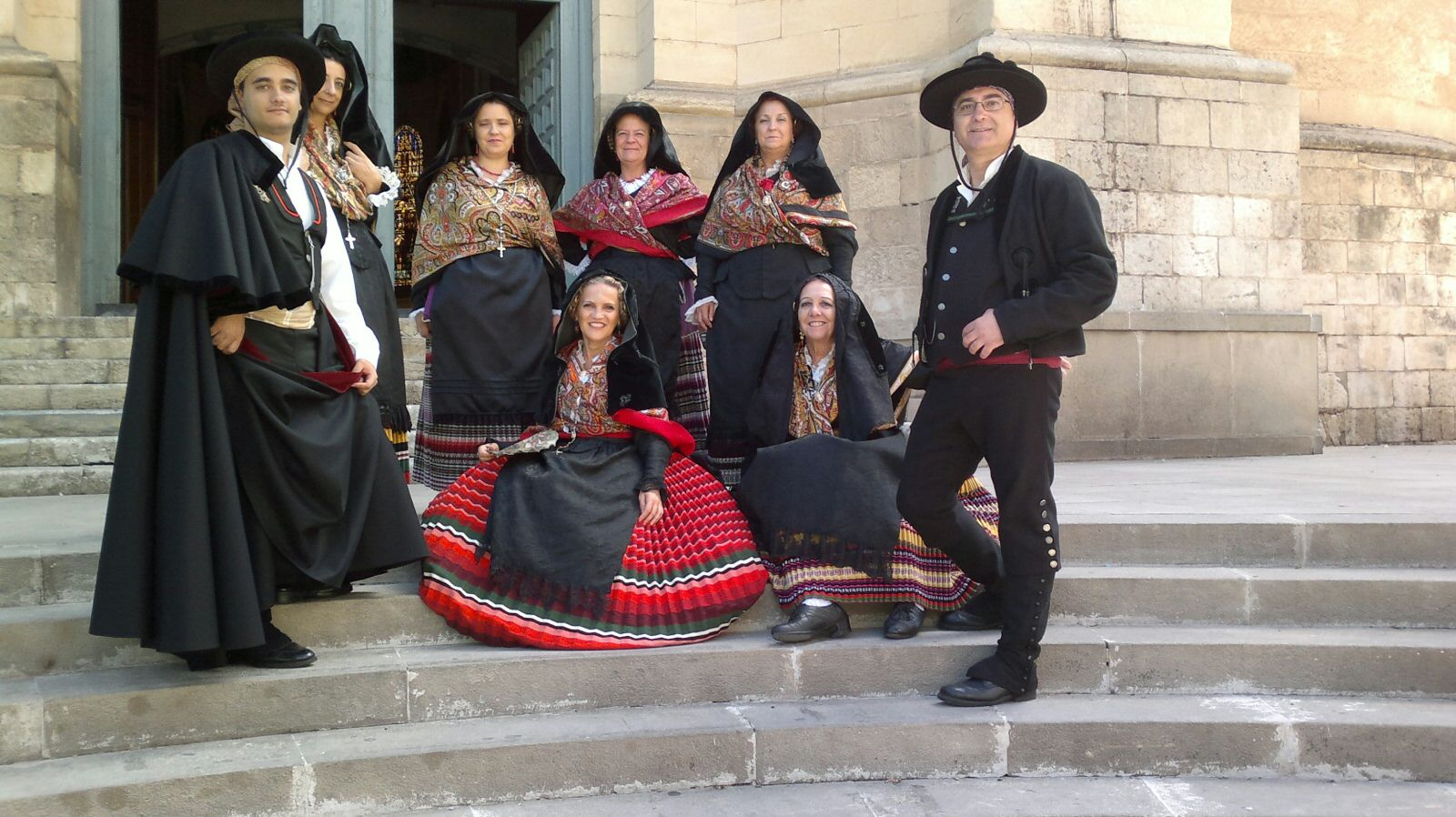
Miembros de un grupo de folclore luciendo el traje tradicional manchego durante la Feria de Albacete

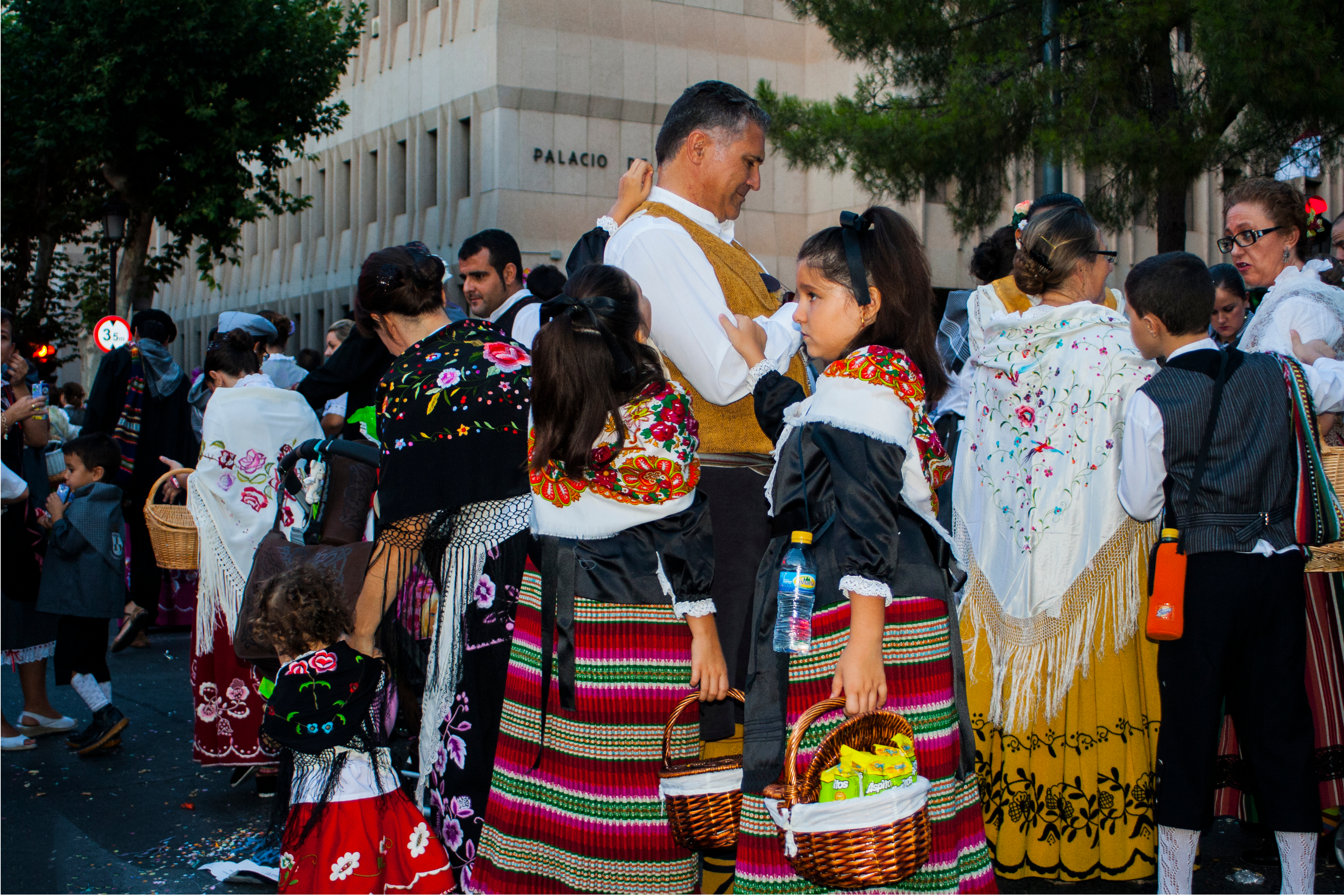
Personas con el traje típico manchego en la Cabalgata de la Feria de Albacete.

Cada año se celebra el Concurso Manchegos de la Feria con el fin de designar a las parejas que representarán a la ciudad de Albacete en todos los actos que acontecen en la Feria de Albacete. Numerosas parejas compiten por ser los Manchegos del Año. El acto de elección de los Manchegos de la Feria tiene lugar el 6 de septiembre tras el Pregón de la Feria.
Decenas de parejas de manchegos bailan las manchegas frente a la Puerta de Hierros del Recinto Ferial antes de abrirla y dar por inaugurada oficialmente la Feria de Albacete de cada año.
Los Manchegos de la Feria entran a formar parte de una asociación, la Asociación de Manchegos y Manchegas de la Feria de Albacete (AMFA), fundada en 2014, que aglutina a todos los manchegos elegidos en todas las ediciones de la Feria de Albacete y que tiene como misión difundir el folklore, las tradiciones y el mundo manchego de la ciudad, así como dar consejo y apoyo a los nuevos manchegos elegidos.

### Cartel de la Feria
Cada edición, la Feria de Albacete cuenta con un cartel que la representa y promociona. Los carteles de la Feria se conservan en el Archivo Municipal desde 1901 y constituyen un reflejo de la historia y las tendencias de la Feria y la capital.
El cartel de la Feria de Albacete de 2014 estuvo presente en la mayoría de los supermercados de España por su impacto en más de 15 millones de botellas de agua de la marca Aquadeus.

### Programa de la Feria
Los días previos al comienzo de la fiesta grande el alcalde de la capital presenta e inicia el reparto en el Ayuntamiento de Albacete del programa de la Feria de Albacete, en un acto multitudinario que provoca largas colas kilométricas con el fin de hacerse con el famoso folleto que reúne las actividades que componen el programa de la feria de esa edición y que tiene su continuación en los días siguientes.

## Costumbres y lugares

### Paseo Ferial

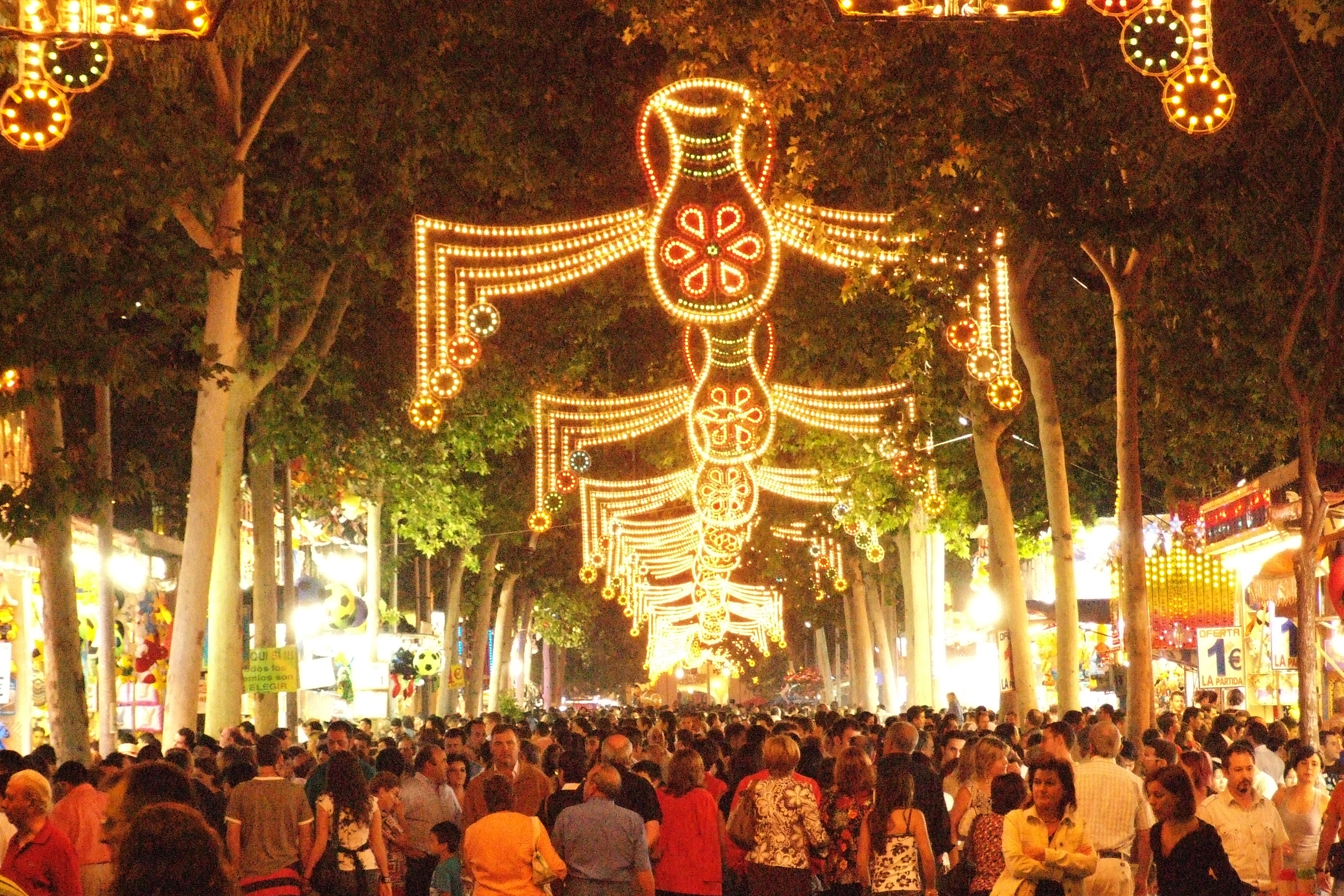
Paseo de la Feria en 2007

Al comienzo del paseo se instalan diversos juegos y tómbolas. Destaca la Tómbola de Cáritas, tradicionalmente conocida como Tómbola de Caridad, gestionada por Cáritas con fines benéficos, con premios donados y trabajadores voluntarios. Su origen se remonta a 1953, año en que fue creada con el propósito original de construir viviendas para las clases trabajadoras. En la actualidad la recaudación se destina a ayudar a personas del entorno albaceteño que están en especiales dificultades familiares, sociales o de desempleo. Siguiendo a las tómbolas se encuentran los juegos para los más pequeños. Mezclado con esta zona infantil se encuentran puestos de comida. Justo enfrente de estos últimos, al lado izquierdo del paseo y pasando el típico carrusel de caballitos, se encuentran ya las atracciones para jóvenes y mayores.

### Plaza de toros

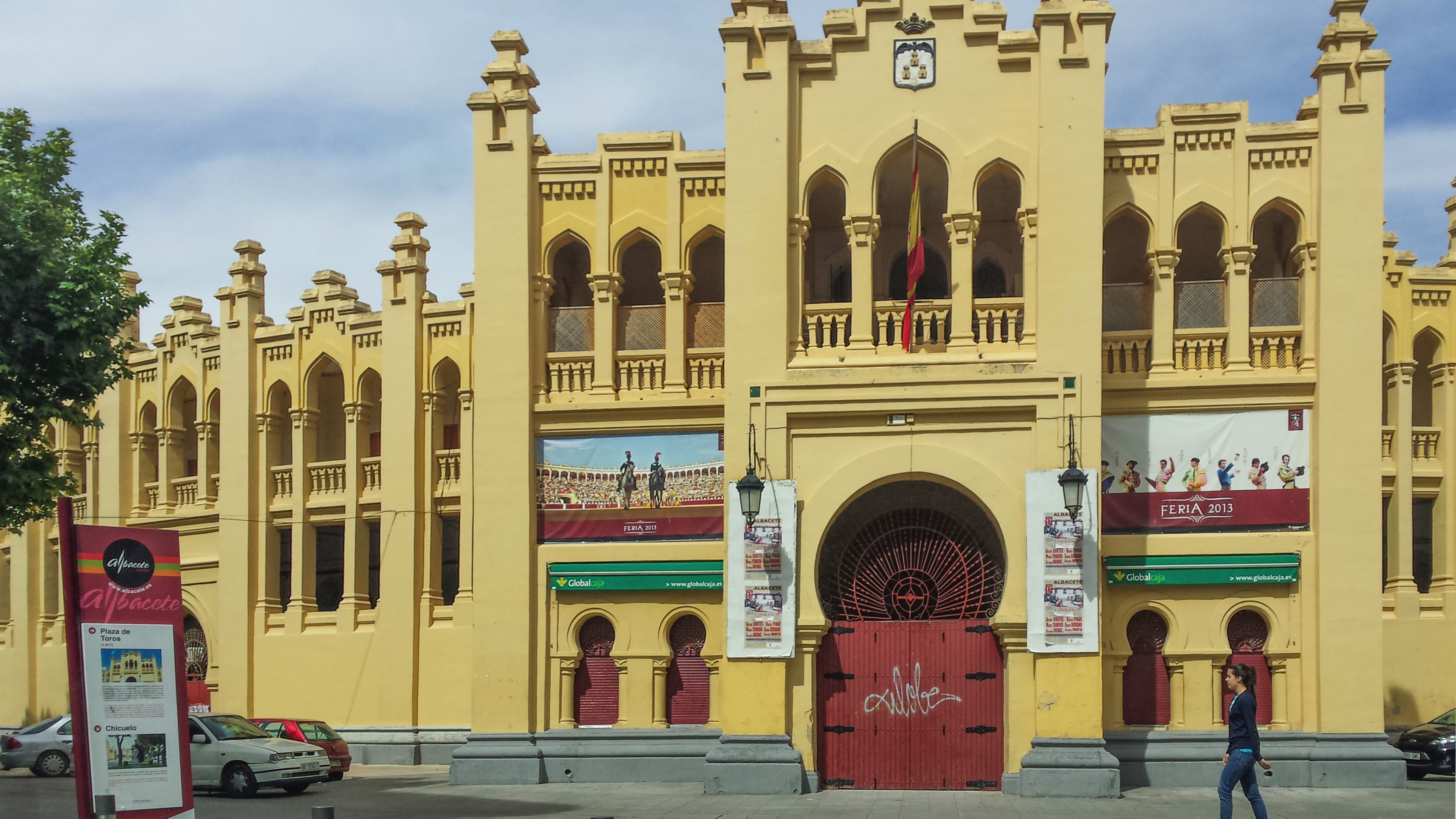
Puerta grande de la plaza de toros de Albacete

Separada por el parque de los Jardinillos de la mitad del paseo se alza la plaza de toros de Albacete. Se inauguró el 9 de septiembre de 1917. Contaba con casi 10 000 localidades en una época en que la ciudad tenía poco más de 20 000 habitantes. Obra de los arquitectos Julio Carrilero y Manuel Sainz de Vicuña, fue financiada por la suscripción popular de acciones promovida por el ayuntamiento. Históricamente, era la quinta plaza que tuvo la ciudad, si contamos como primera el cierre improvisado que se hacía de la plaza del Altozano, que aparece documentado ya en el siglo XVI. El resto de plazas fueron fruto de la iniciativa privada.
Década tras década fue aumentando el número de festejos que se realizaban coincidiendo con la feria: desde los 3 o 4 que se celebraban en los años 1930 hasta los 10 de la actualidad.

### Caseta de los Jardinillos
En la Caseta de los Jardinillos, situada a la derecha del final del paseo de la Feria, se desarrollan todas las noches los clásicos conciertos de feria en los que actúan algunos de los artistas más renombrados del panorama nacional e internacional. Cuenta con capacidad para 6300 espectadores: 3500 de pie, 1600 sentados y 1200 sentados en mesas.

### Capilla de la Virgen de Los Llanos

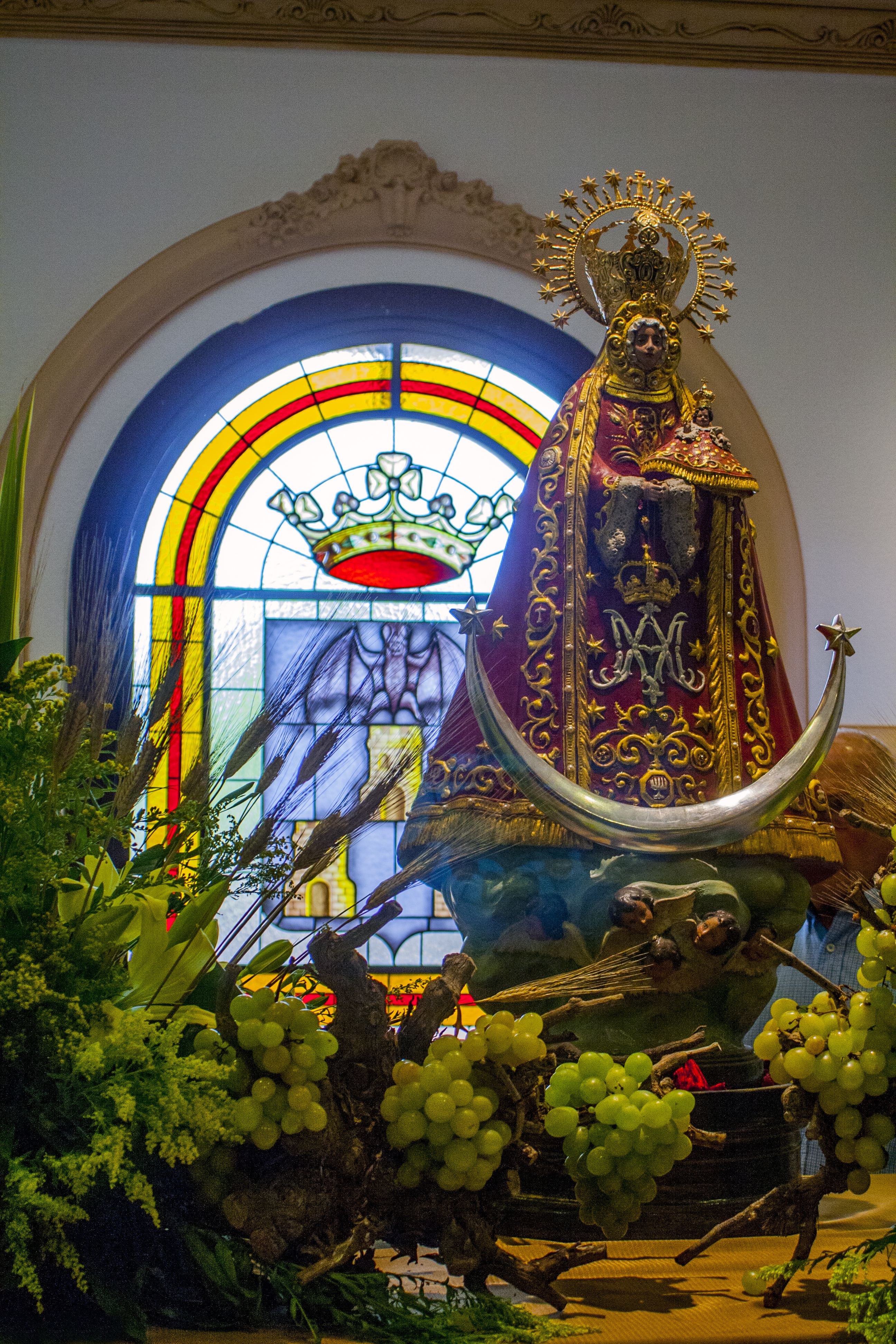
La Virgen de Los Llanos en su capilla de los Redondeles desde donde preside la feria que se celebra en su honor

La Virgen de Los Llanos preside desde su capilla del Recinto Ferial la feria que se celebra en su honor. Situada en el Recinto Ferial, fue habilitada como tal en 1952 y es uno de los símbolos de la Feria de Albacete, además de ser el escenario de la multitudinaria ofrenda de flores a la Virgen de Los Llanos, que tiene lugar el primer domingo de feria.

### Ejidos de la Feria

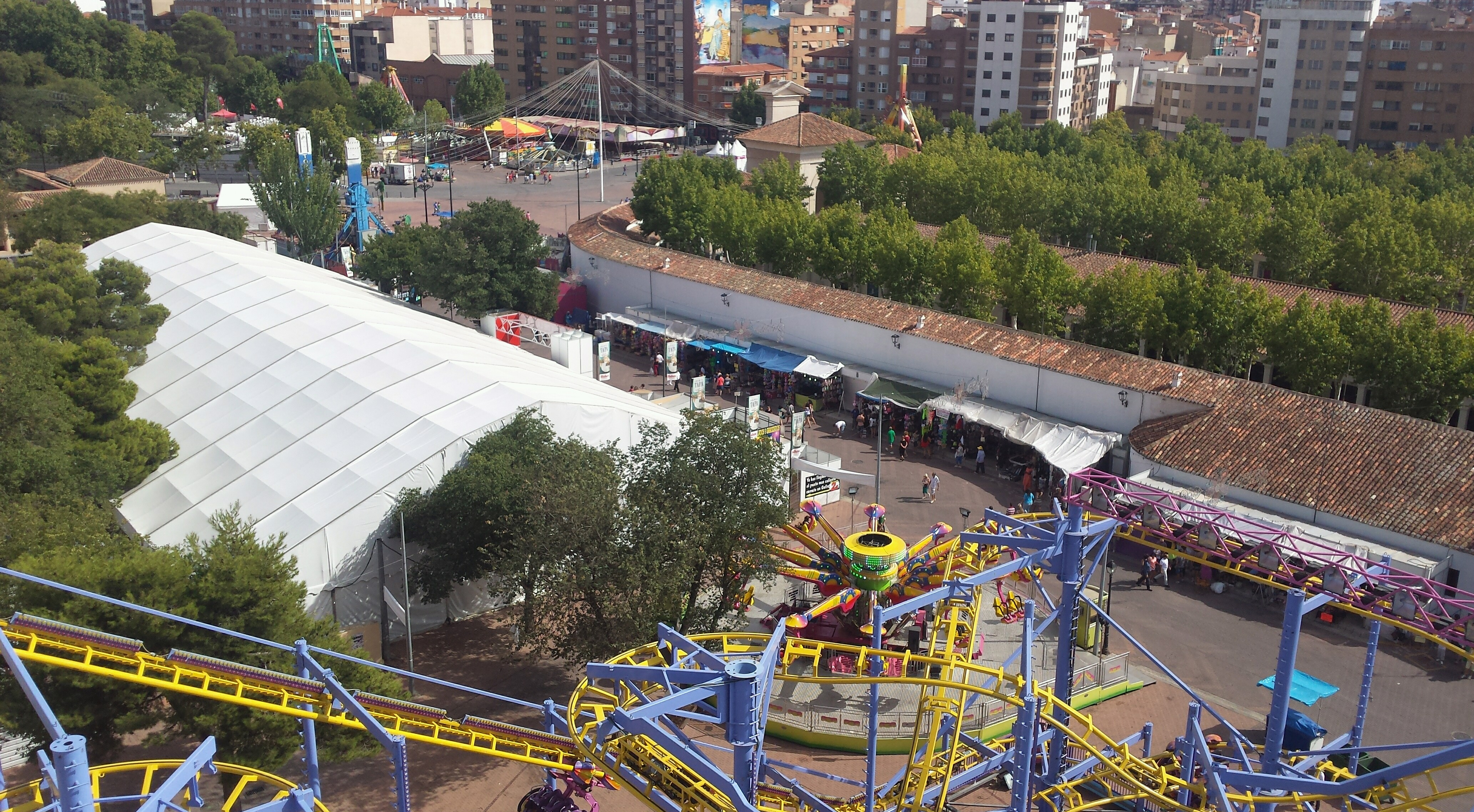
Vista panorámica desde una de las montañas rusas de la Feria de Albacete

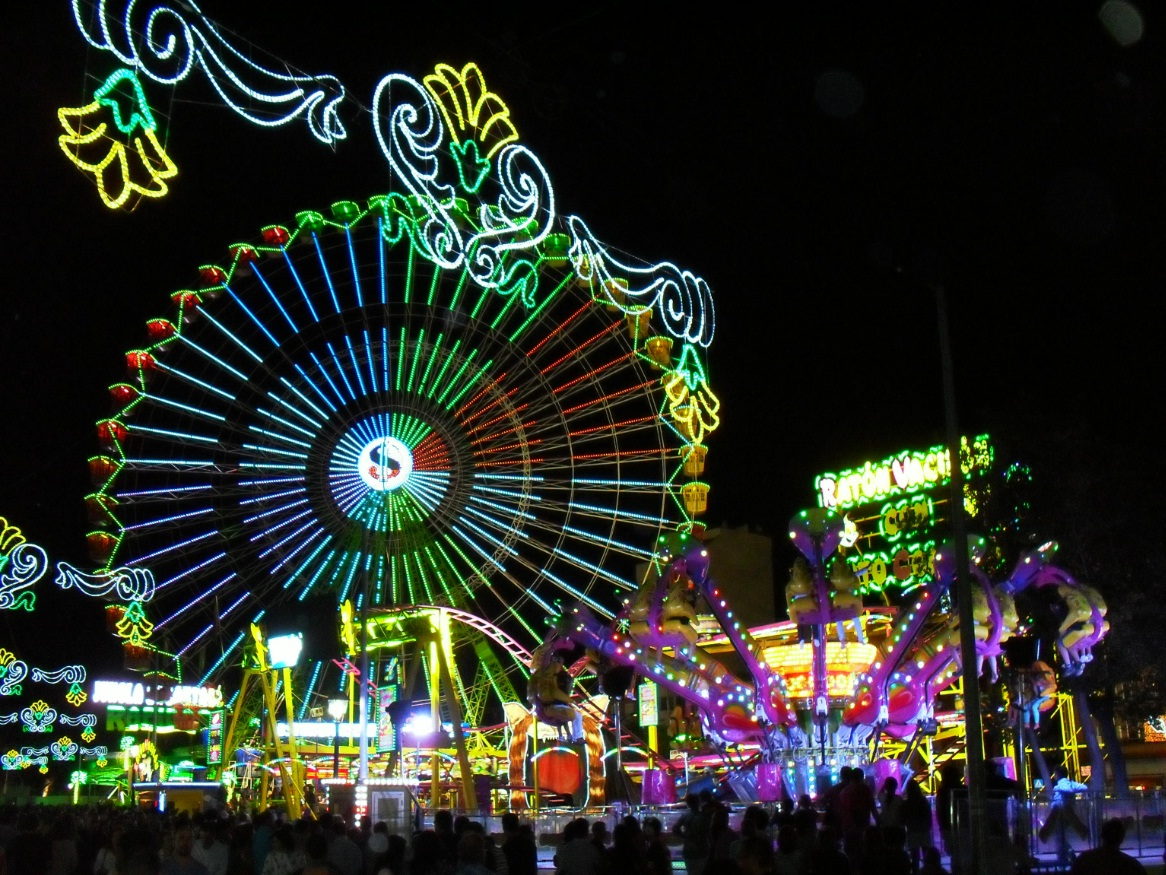
Atracciones ubicadas en los Ejidos de la Feria

Pasando el paseo entramos ya en la explanada que rodea al Recinto Ferial. Este era el sitio, conocido entonces y aún hoy como "la Cuerda", donde tiempo atrás los comerciantes exponían el ganado para su venta. Perdió su uso con la llegada de la mecanización del campo. 
Hoy en día, comenzando por el lado derecho, encontramos las instalaciones móviles de las televisiones locales, la carpa de música moderna y salsa, las atracciones de mayor tamaño y la Feria de la Tapa.
Las casetas con espectáculos abiertos, como las carpas de música rock, marcan una de las grandes diferencias con otras ferias nacionales. Rodeando por el exterior todo el Recinto Ferial encontramos puestos de artesanía ambulante y juguetes.

### Casetas de la Feria

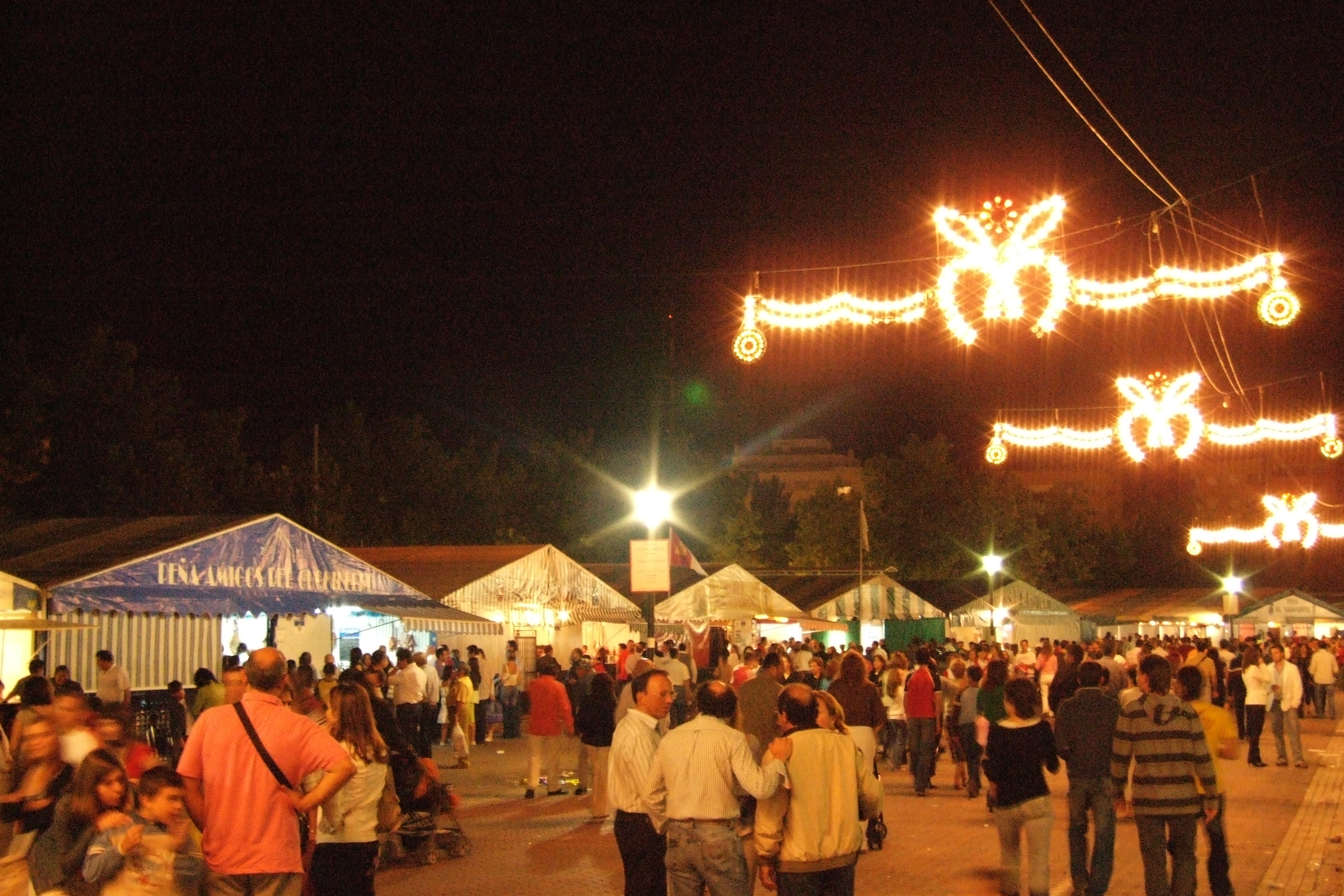
Casetas en los Ejidos de la Feria

Las casetas de la feria se sitúan en los Ejidos de la Feria, rodeando al Recinto Ferial de Albacete, y son de libre acceso. Las más tradicionales, más tranquilas, sirven comidas durante todo el día y cuentan con su propia programación de espectáculos, entre los que se incluyen las manchegas, el flamenco, las sevillanas o el karaoke. Es ya un clásico la cerveza con el plato de gambas cocidas. Las casetas de las discotecas, con la música a tope, sirven cubatas durante todo el día, especialmente desde las 15 horas hasta las 7 de la mañana, y cuentan con gogos o djs. Son típicos los mojitos y los cubatas después de comer en estas casetas y en el templete de la Feria al son de la música.

### Puerta de Hierros

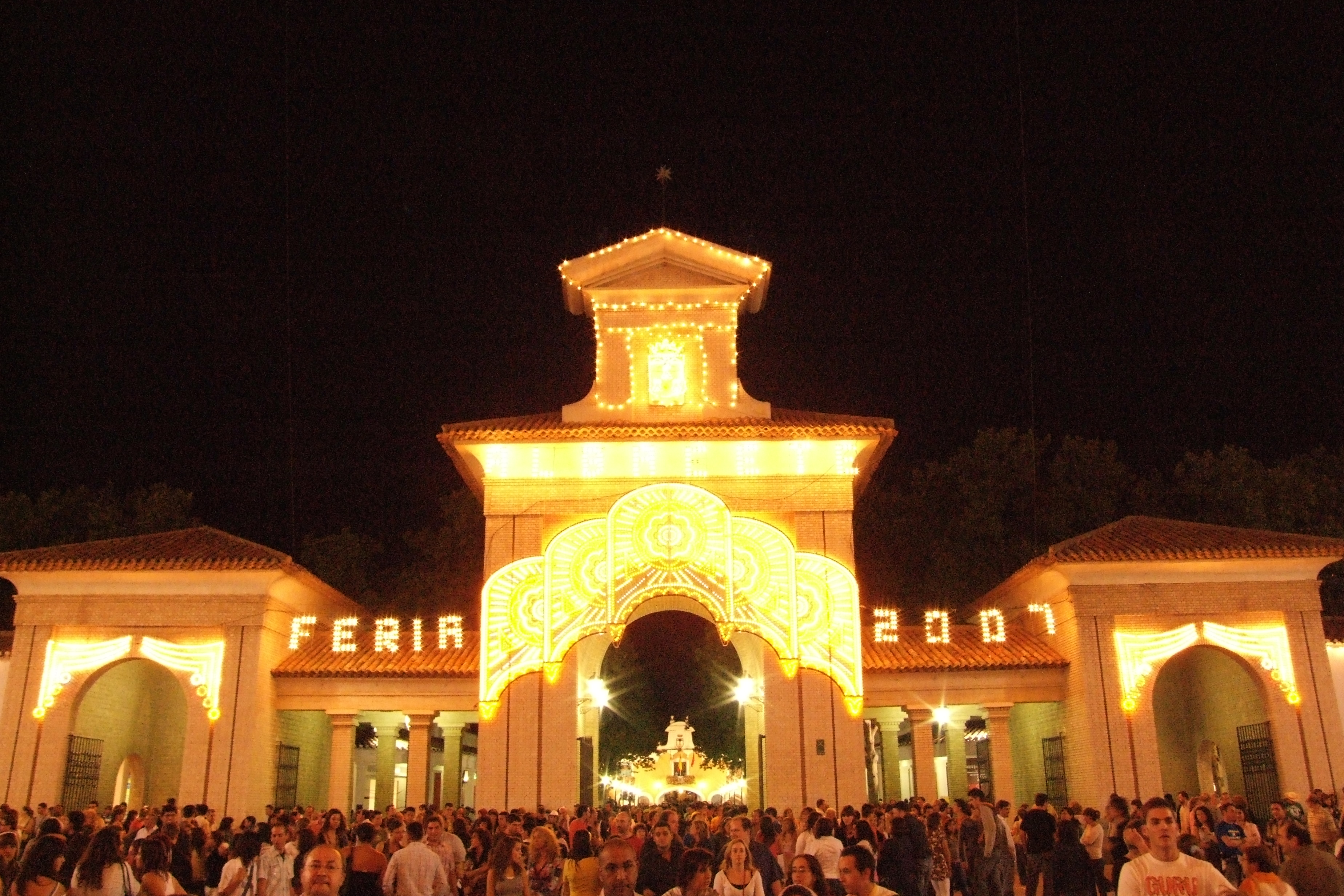
Puerta de Hierros en la Feria de Albacete de 2007

La Puerta de Hierros de Albacete es el gran símbolo de la Feria de Albacete. De estilo mudéjar, tiene unas dimensiones de 36 metros de largo por 25 metros de altura y en realidad se trata de nueve grandes puertas y cinco portadas principales ya que dos portadas incluyen tres puertas: la portada principal o puerta central, las portadas derecha e izquierda y las portadas situadas entre la puerta central y las puertas derecha e izquierda. Sobre la gran puerta central se sitúa el Pincho de la Feria y debajo el escudo de Albacete. La actual Puerta de Hierros fue construida durante la alcaldía de Ramón Bello Bañón. Antes existió otra puerta de hierros cuya réplica ahora sirve de acceso a los "Jardinillos".

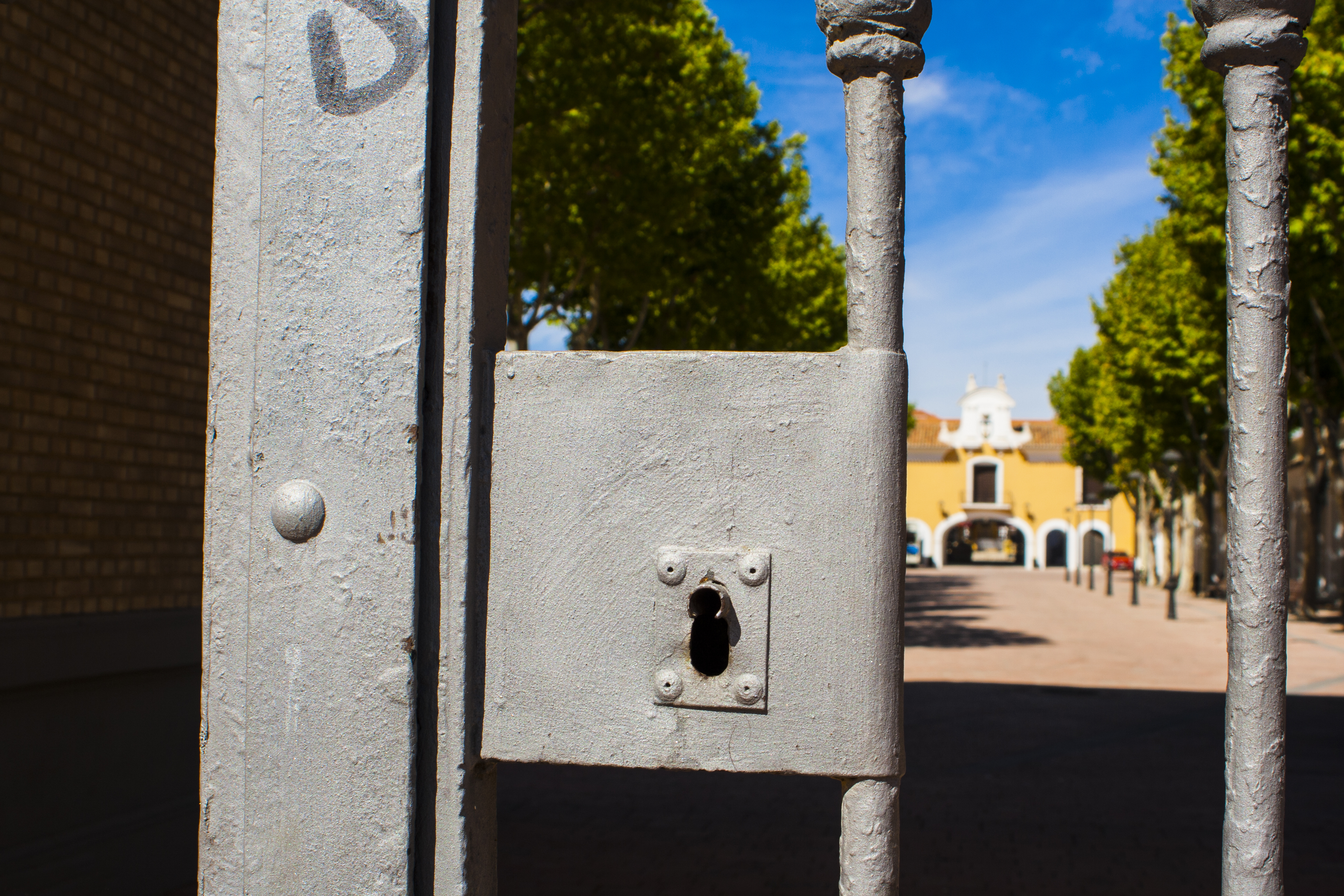
Cada 7 de septiembre el alcalde de Albacete abre la Puerta de Hierros, dando comienzo oficialmente la Feria de Albacete.

Su fachada es iluminada cada año con un colorido diferente y en ella se puede ver iluminado feria entre la puerta grande y la puerta de la izquierda, Albacete en la puerta grande así como el escudo de la ciudad y el año de la Feria de Albacete de cada edición entre la puerta grande y la de la derecha. 
Cada 7 de septiembre, a las 10 de la noche, el alcalde de Albacete inserta la llave de la feria en la cerradura principal y abre la Puerta de Hierros, quedando inaugurada oficialmente la famosa Feria de Albacete, que se prologa hasta el 17 de septiembre.

### Antigua Puerta de Hierros

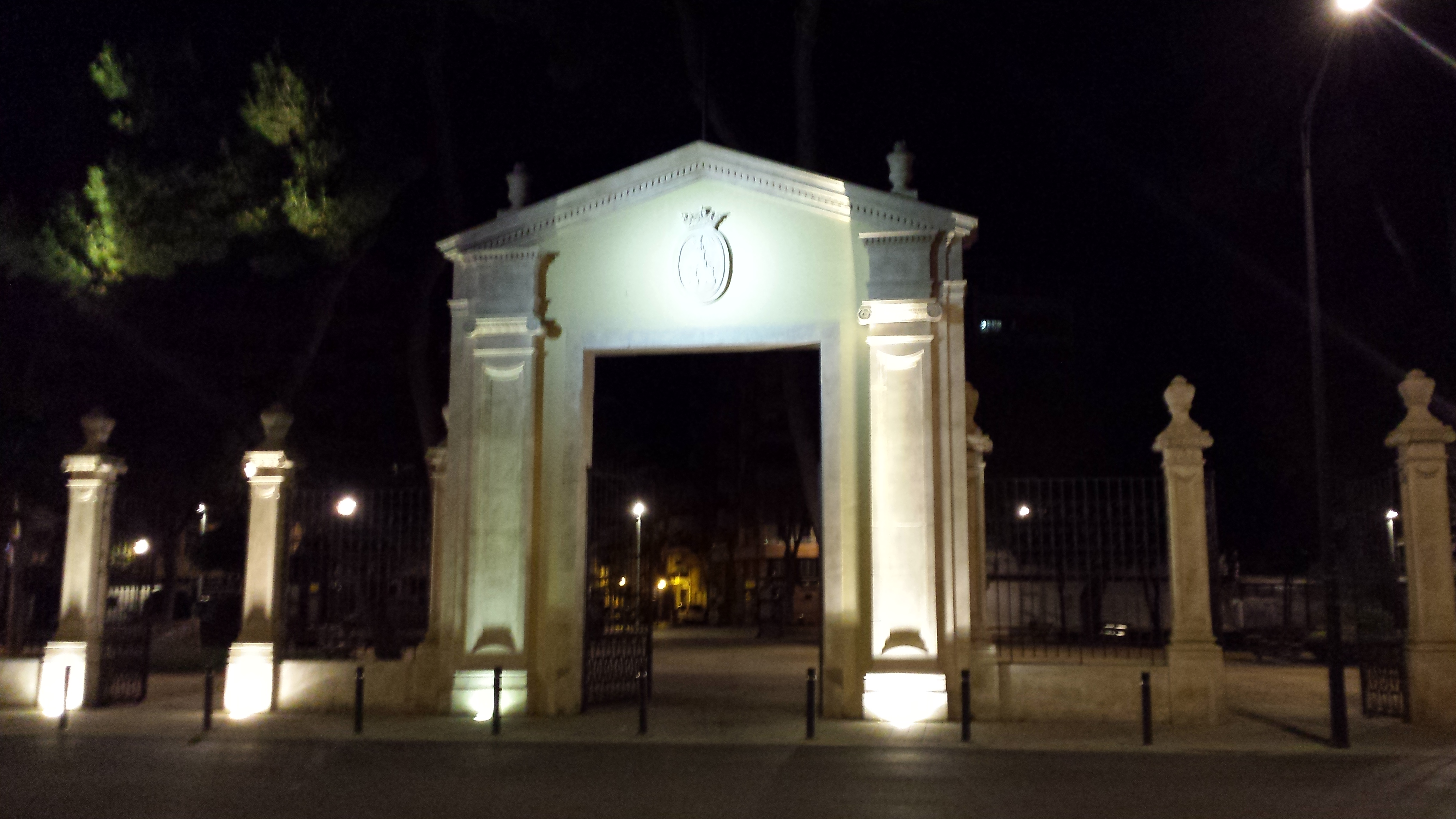
Vista de la Antigua Puerta de Hierros de Albacete

La Antigua Puerta de Hierros de Albacete, de estilo neoclásico, es una de las entradas al ferial y de sus portadas más emblemáticas. Está situada entre la calle Feria y el parque de los Jardinillos a caballo entre la plaza de toros y el paseo de la Feria, dos de los escenarios principales de la Feria de Albacete.
Se trata de una réplica de la puerta de hierros original que había en el Recinto Ferial antes de ser sustituida por la gran puerta actual. Fue situada en el lugar en 2010 con motivo de la celebración del tercer centenario de la confirmación de la Feria de Albacete.

### Templete de la Feria

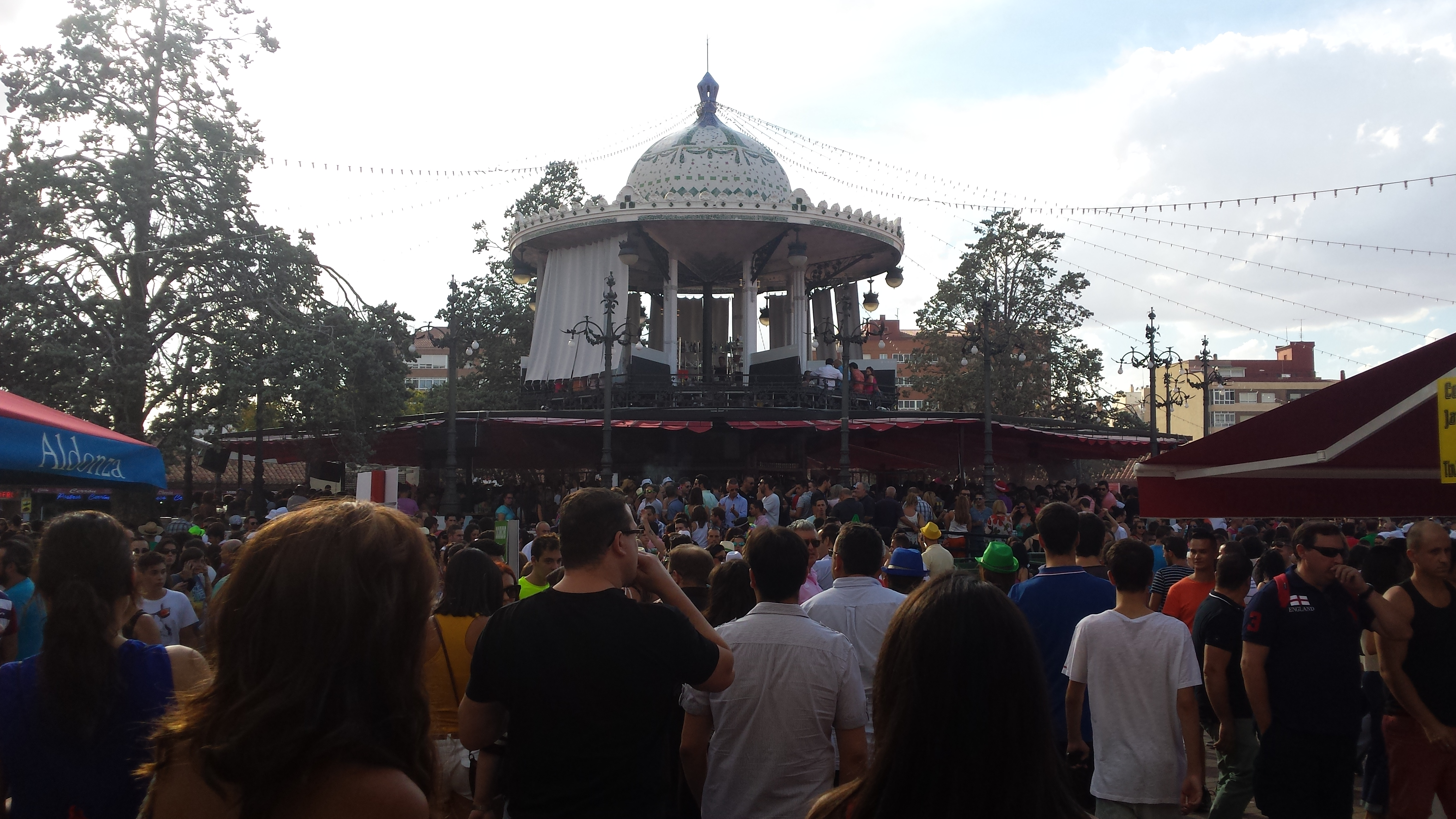
Vista del templete de la Feria en el círculo central o primer anillo del Recinto Ferial de Albacete

El templete de la Feria, situado en el centro del cuerpo de La Sartén, nombre con el que también se conoce al Recinto Ferial, es uno de los símbolos de la Feria de Albacete. De estilo modernista, fue obra del arquitecto Daniel Rubio, construido entre los años 1911 y 1913, aunque fue inaugurado en 1912 antes de completar sus últimos retoques.
Durante la feria se convierte en un emblemático lugar de masas, donde la fiesta y la diversión son las protagonistas durante todo el día, al ritmo de la música, gogos, sombreros de paja, mojitos o cubatas...

### Paseo central

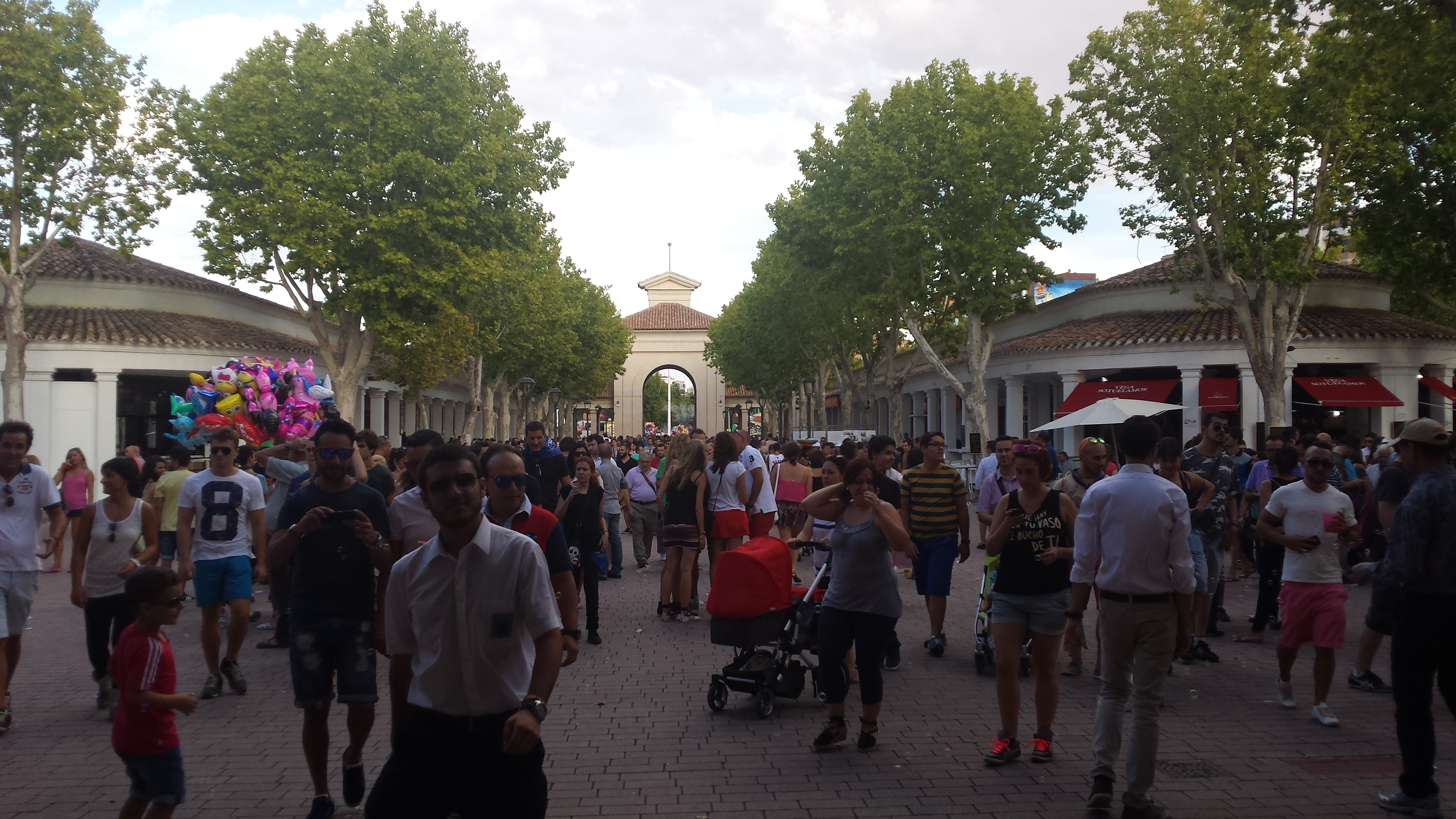
Vista del paseo central del Recinto Ferial con la Puerta de Hierros de fondo

El paseo central está situado en el rabo de la sartén del Recinto Ferial de Albacete, entre la Puerta de Hierros, al este, y la capilla de la Virgen de Los Llanos, al oeste. Está flanqueado a ambos lados por los stands feriales.

### Círculo central o primer anillo

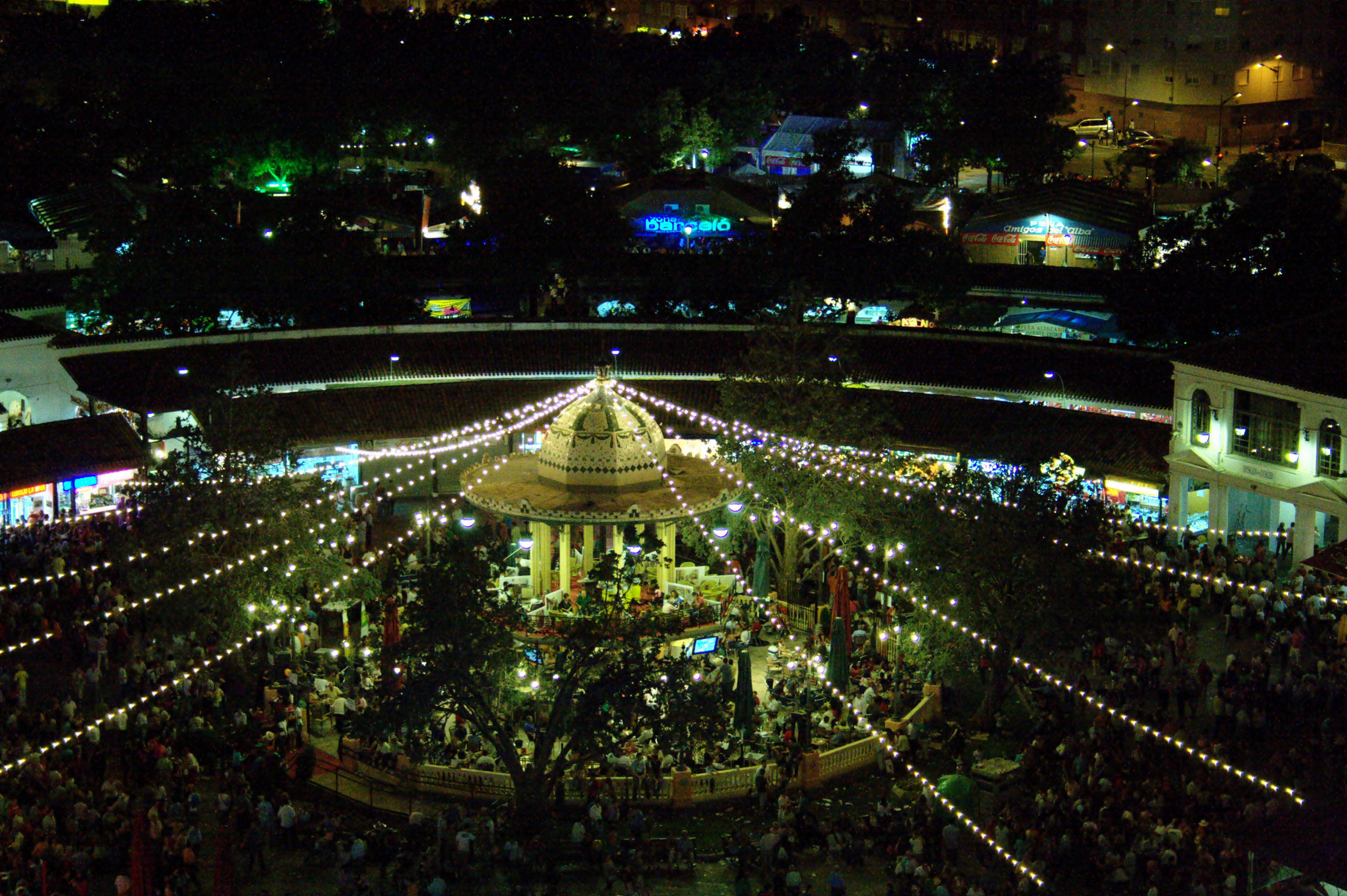
El círculo central, con el templete de la Feria, y los Ejidos de la Feria y sus carpas, de noche

Todas las noches hay fiesta en el Recinto Ferial, especialmente en el círculo central dónde, hasta el año 2007, todas las madrugadas el Toro de Fuego de Barrax prolongaba la diversión. Este era un toro estilo carretilla cargado de cohetes, manejado por una persona que lo empujaba. Ha desaparecido debido a su potencial peligro. No ha desaparecido la costumbre de repartir gratuitamente el caldico reparador (que antes precedía al toro de fuego) en el pabellón municipal.
Si deseamos prolongar la fiesta, las carpas situadas en los Ejidos de la Feria se mantienen abiertas hasta altas horas de la madrugada.
Y siempre estarán disponibles en estos días de festividad los stands dónde diferentes asociaciones y comercios exponen productos de toda índole. Algo muy típico de la feria son los miguelitos de La Roda, un dulce de hojaldre relleno de crema y recubierto por azúcar glas.
Su gran exposición de cuchillería está abierta al público con auténticas obras de arte de la cuchillería albaceteña y con diversa información. Una costumbre extendida entre los padres y abuelos de Albacete es el feriar a los niños, esto es, recorrer los amplios puestos situados en los anillos exteriores de la feria para comprarles un regalo.

### Segundo anillo

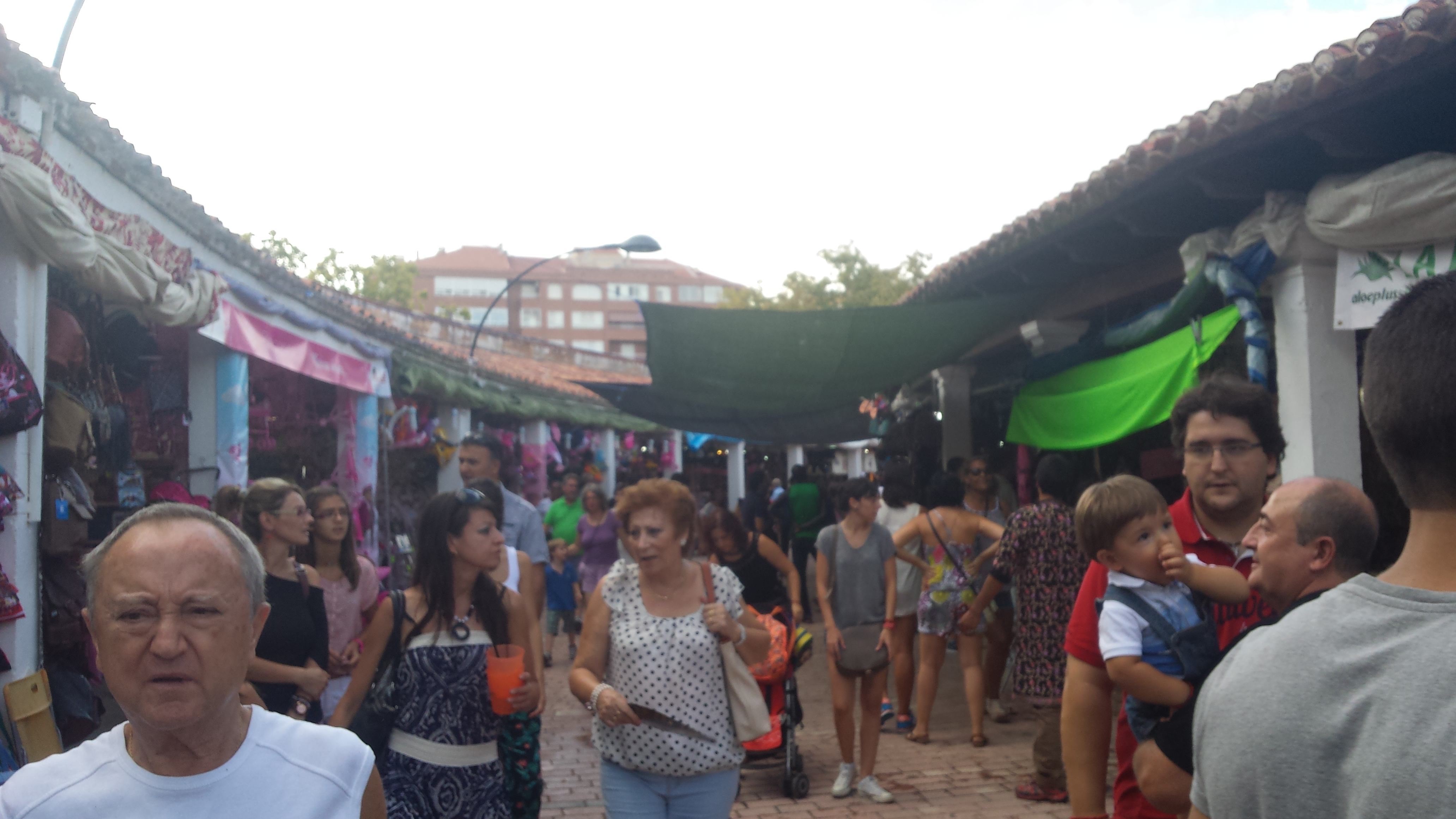
Segundo anillo del Recinto Ferial de Albacete

En el segundo anillo, situado entre el círculo central o primer anillo y el tercer anillo del Recinto Ferial, se encuentran los clásicos puestos de juguetes, artesanía, cerámica o de las típicas navajas de Albacete.

### Tercer anillo
El tercer anillo del Recinto Ferial es una de las zonas de mayor ambiente de la Feria de Albacete. Cuenta con un gran paseo central y, a ambos lados, está repleto de bares donde comer, cenar o tapear y pubs donde la fiesta está servida a cualquier hora del día, en donde nunca cabe ni un alfiler. Una zona de este círculo alberga un mercadillo en el que podemos encontrar productos de gran variedad.

### Plaza de Talabarteros

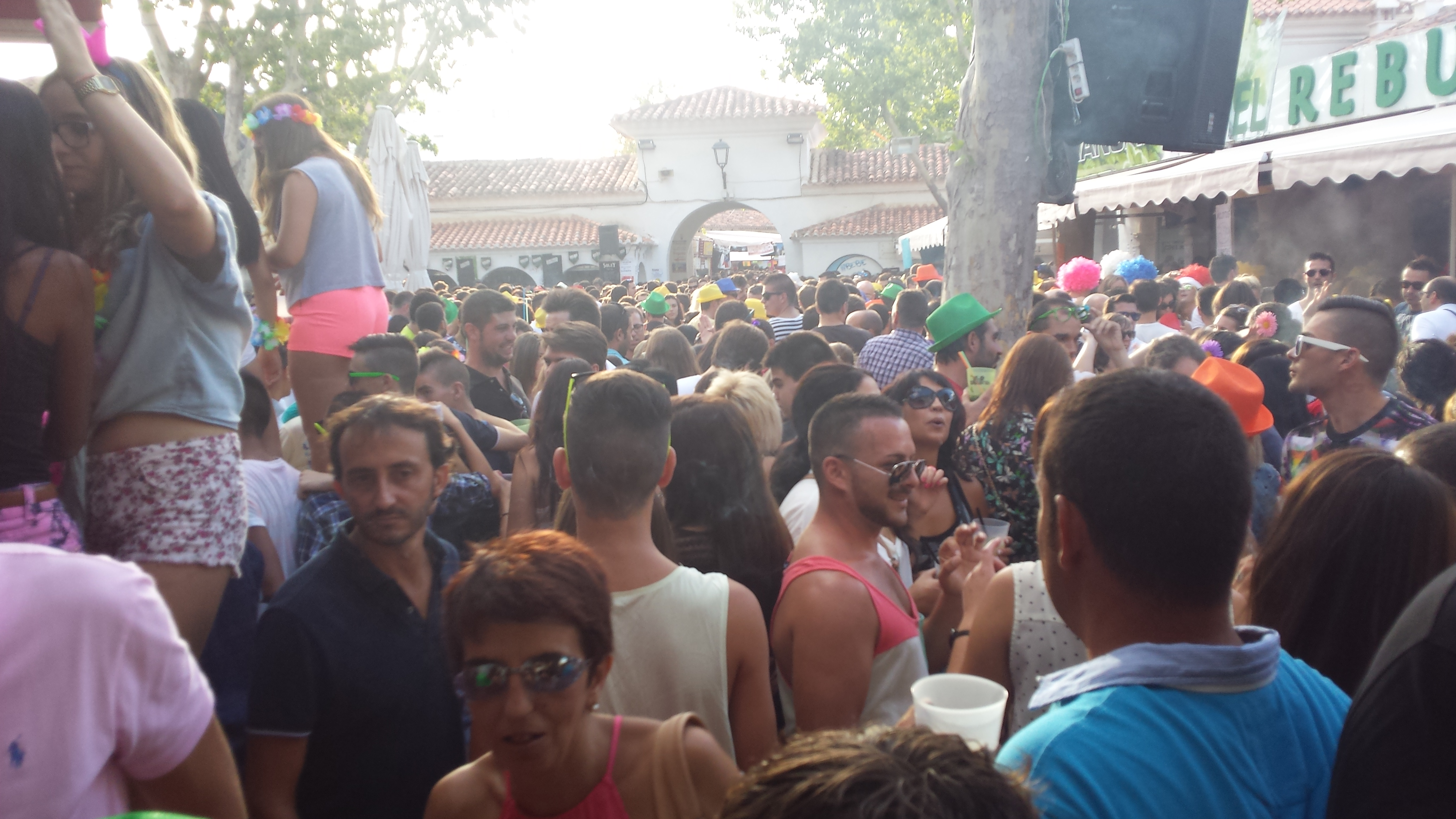
Vista de la plaza de Talabarteros del Recinto Ferial de Albacete

La plaza de Talabarteros es una plaza de un Recinto Ferial de Albacete, que, debido a sus grandes dimensiones, es como una pequeña ciudad dentro de la capital albaceteña que, durante la Feria de Albacete, es poblada por cientos de miles de personas. Situada al oeste del Recinto Ferial, donde se ubica el famoso Ateneo, en dicha plaza se reúnen miles de personas las 24 horas del día divirtiéndose al son de la música, mojitos y cubatas.

### La Lonja
La Lonja es una zona del Recinto Ferial de Albacete que recibe tal nombre porque siglos atrás se ubicaba en ella una antigua lonja. En ella se sitúan las Bodegas Internacionales de la Feria de Albacete.

### Zona Amnistía

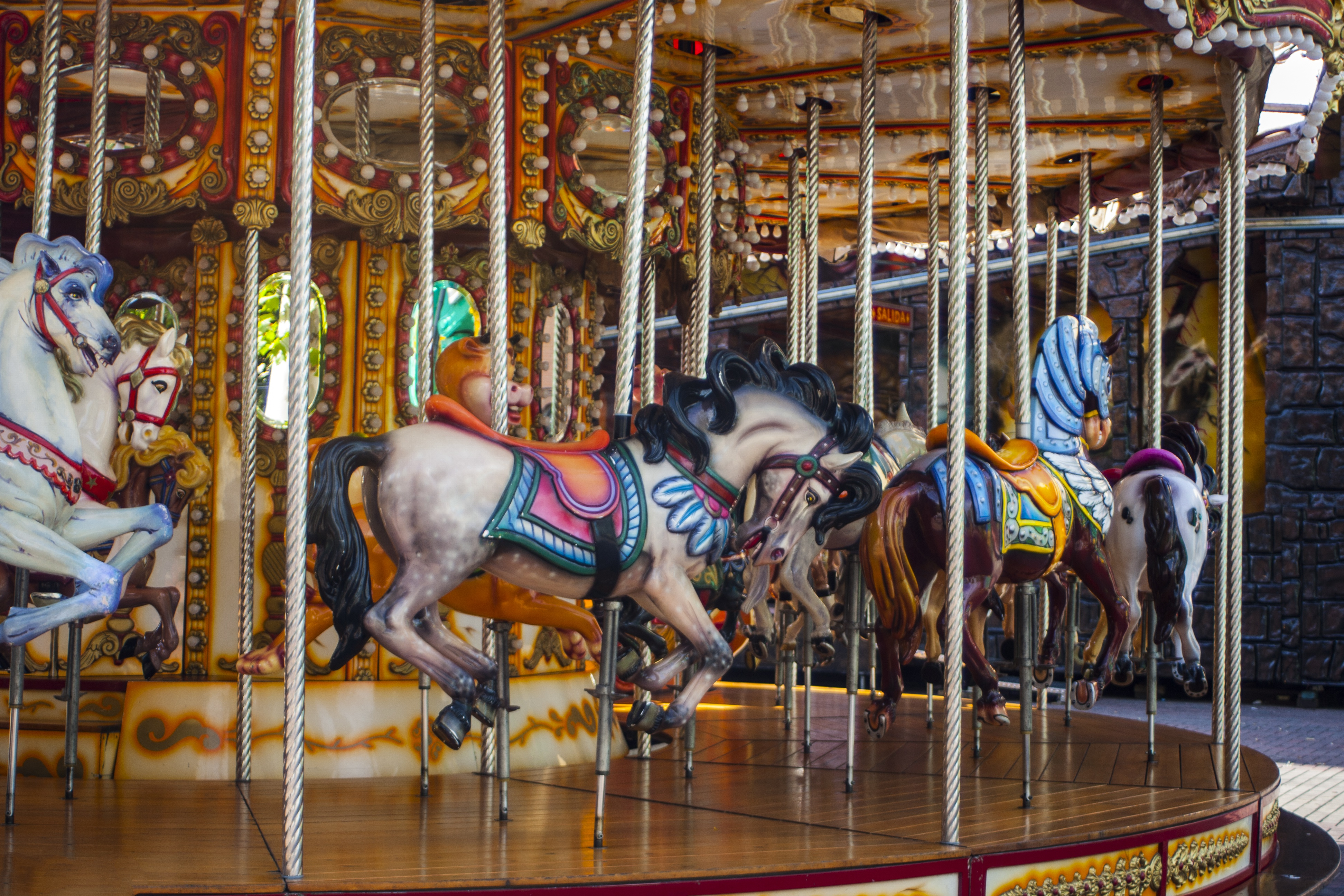
Clásicos caballitos de la feria

La Zona Amnistía Internacional es una plaza del Recinto Ferial ubicada al este del mismo en la que se reúnen miles de personas al ritmo de la música.

### Mercadillo de la feria o cuarto anillo
El mercadillo de la feria está situado en el denominado cuarto anillo de la feria, rodeando por el exterior todo el Recinto Ferial de Albacete, en los Ejidos de la Feria. Cuenta con 90 puestos de venta con artículos de regalo, bazar, marroquinería y artesanía que representan múltiples culturas y nacionalidades.

### Feria de Artesanía

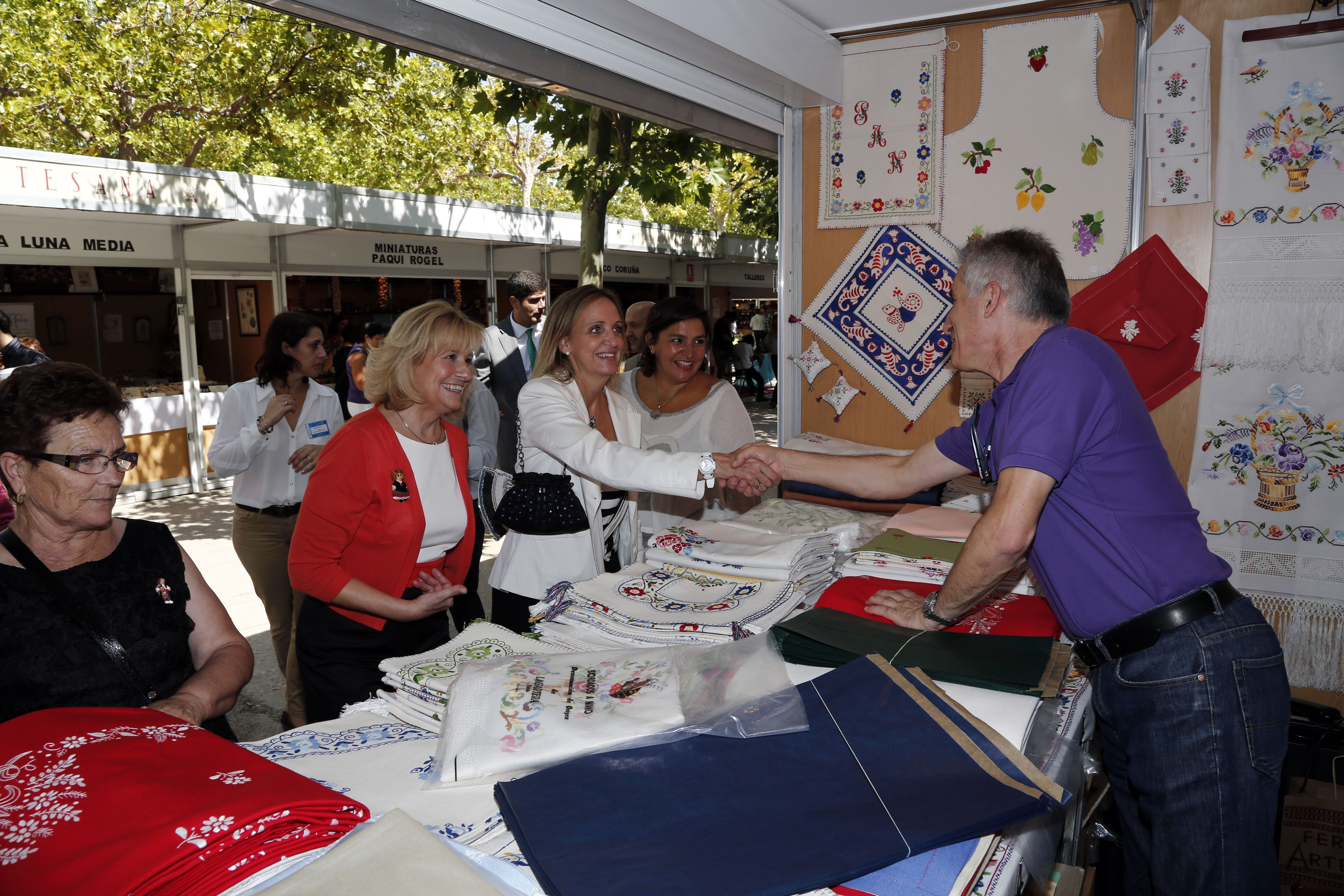
Feria de Artesanía de Castilla-La Mancha Artesana

La Feria de Artesanía de Castilla-La Mancha Artesana se desarrolla al sureste de los Ejidos de la Feria, en el quinto anillo. Cuenta con más de 50 stands con sectores muy variados. Su origen se remonta al año 1994, y, desde 1999, se convoca el Concurso de Artesanía que premia las mejores obras expuestas. Además, se realizan numerosos talleres artesanos demostrativos.

### Feria de la Tapa
La Feria de la Tapa está situada en una carpa de más de 3000 metros cuadrados al noreste de los Ejidos de la Feria. Cuenta con 36 establecimientos de tapas y bebidas en los que podemos disfrutar de los grandes manjares de la cocina albaceteña a un precio reducido. Además, cuenta con una zona de verbenas al aire libre.

### Pincho de la Feria

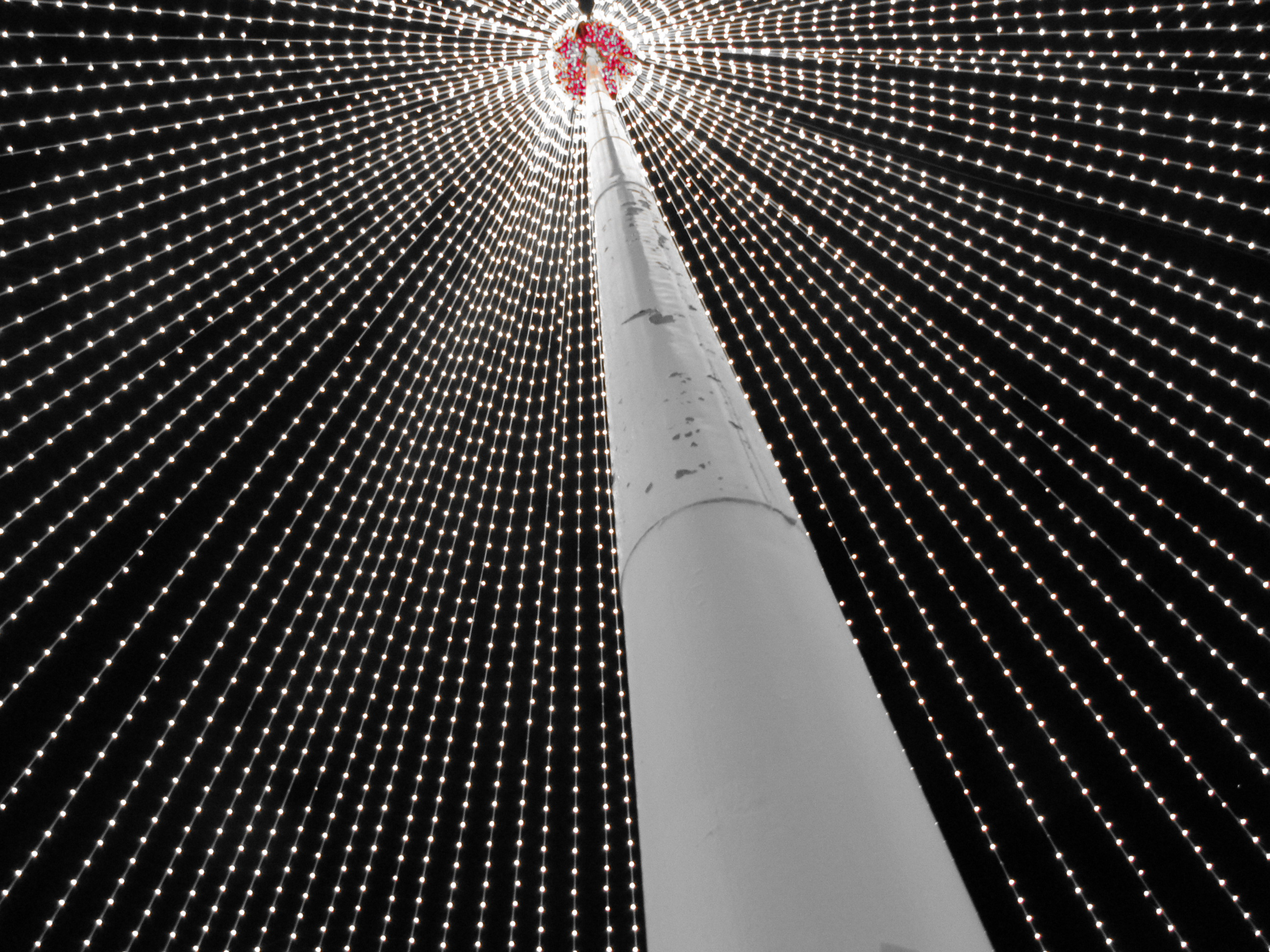
Pincho de la Feria

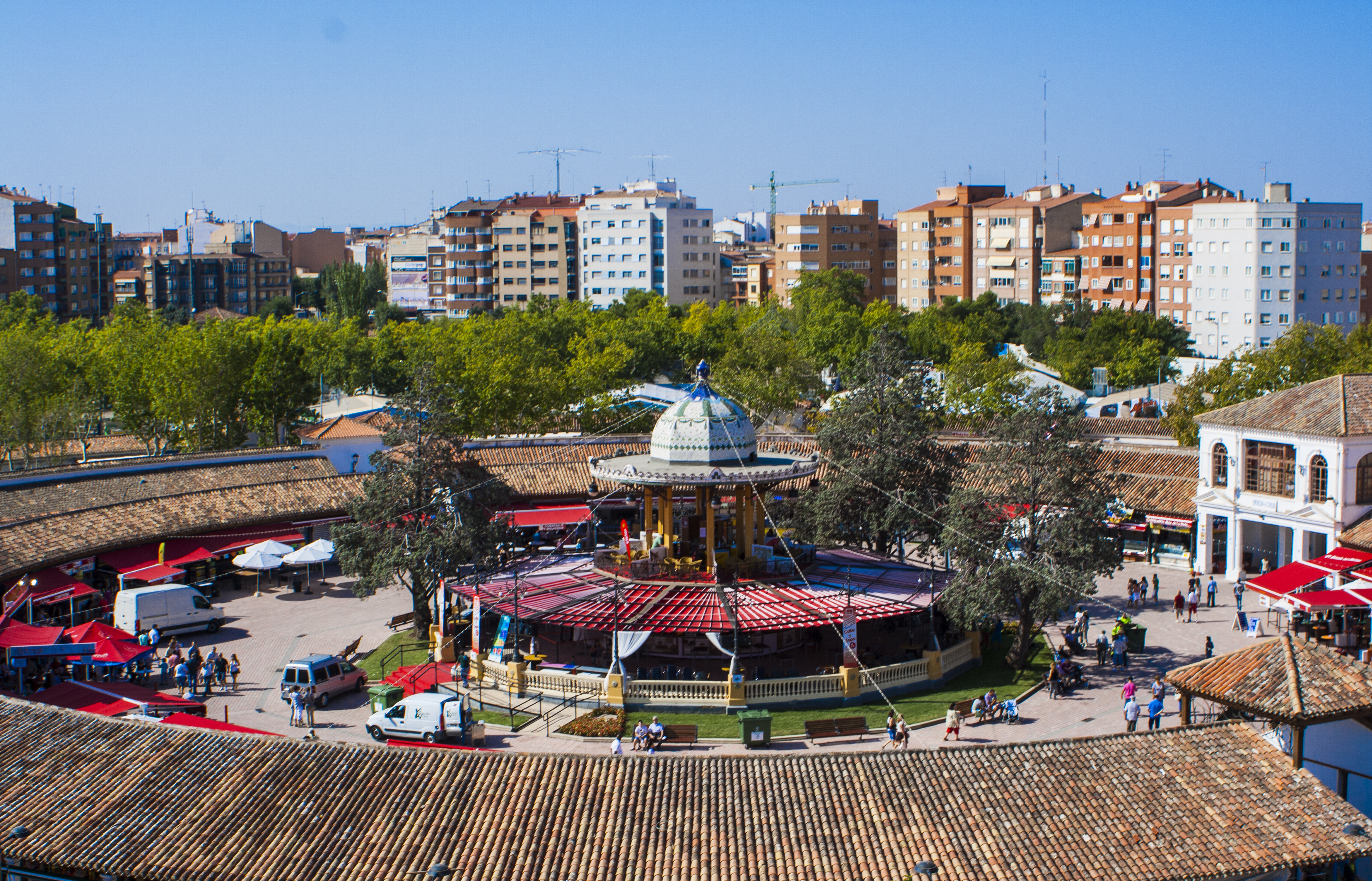
Vista del círculo central del Recinto Ferial de Albacete, el templete de la Feria y su Pincho de la Feria

El famoso Pincho de la Feria es el lugar de encuentro por excelencia de la Feria de Albacete. Aunque el verdadero Pincho de la Feria se encuentra ubicado en la parte superior central de la Puerta de Hierros, también es conocido erróneamente como tal el mástil de color blanco de gran altura situado frente a la Puerta de Hierros del Recinto Ferial que, durante la Feria de Albacete, está rodeado por largas tiras de luces que le confieren a la zona un aspecto altamente festivo. Destaca también el suelo en el que se asienta el mástil, en el que se dibuja una gran estrella de color gris de cuatro puntas en cuyo centro se ancla este lugar de quedada por antonomasia.

### Molino de la Feria
El Molino de la Feria es la "puerta de entrada" al paseo de la Feria. Se trata de una fuente formada por dos molinos y una noria giratoria inaugurada en 1979 en homenaje al agua. Es uno de los lugares de encuentro más importantes de la feria.

### Explanada de la plaza de toros
La explanada de la plaza de toros de Albacete es el lugar autorizado para la práctica del botellón durante la Feria de Albacete. En ella se dan cita hasta altas horas de la madrugada miles de albaceteños y visitantes. En 2019 la realización de botellones en la explanada de la plaza de toros dejó de estar autorizada.

## Fuegos artificiales

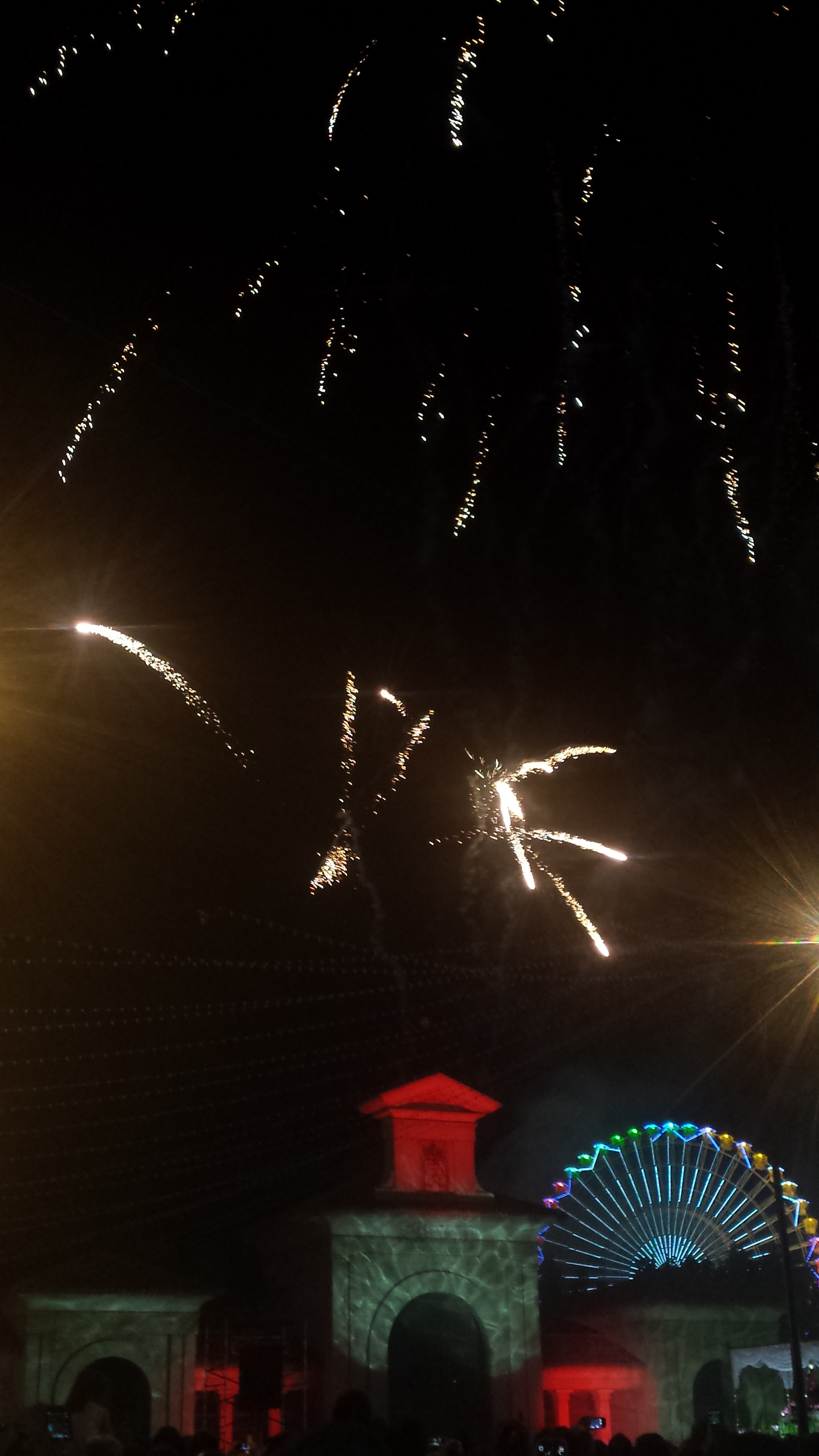
Fuegos artificiales que dan el pistoletazo de salida a la Feria de Albacete

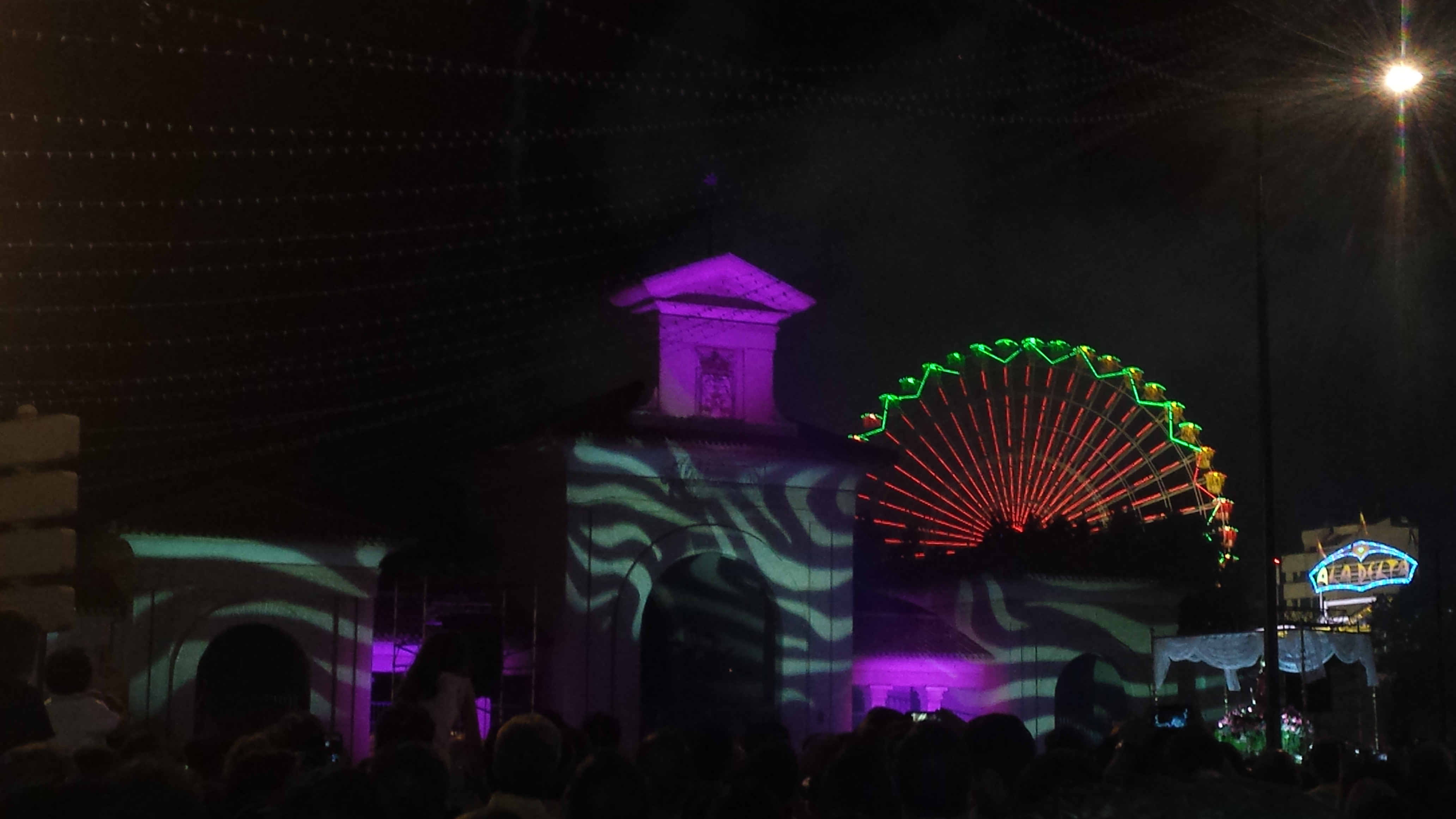
Espectáculo de luces sobre la Puerta de Hierros

La Feria de Albacete comienza y concluye con fuegos artificiales. Cada 7 de septiembre por la noche la apertura de la Puerta de Hierros que da inicio a la feria está marcada por el clásico castillo de fuegos artificiales previo, con espectáculo de luces y sonido incluido. 
El fin de feria, diez días más tarde, el 17 de septiembre, lo protagoniza el espectáculo piromusical que ofrece la Banda Sinfónica Municipal de Albacete en el templete de la música del paseo de la Cuba, en el Parque Lineal, concierto sincronizado con fuegos artificiales para cerrar la feria, aunque la fiesta se prolonga durante toda la madrugada.

## Los caballos: feria ecuestre

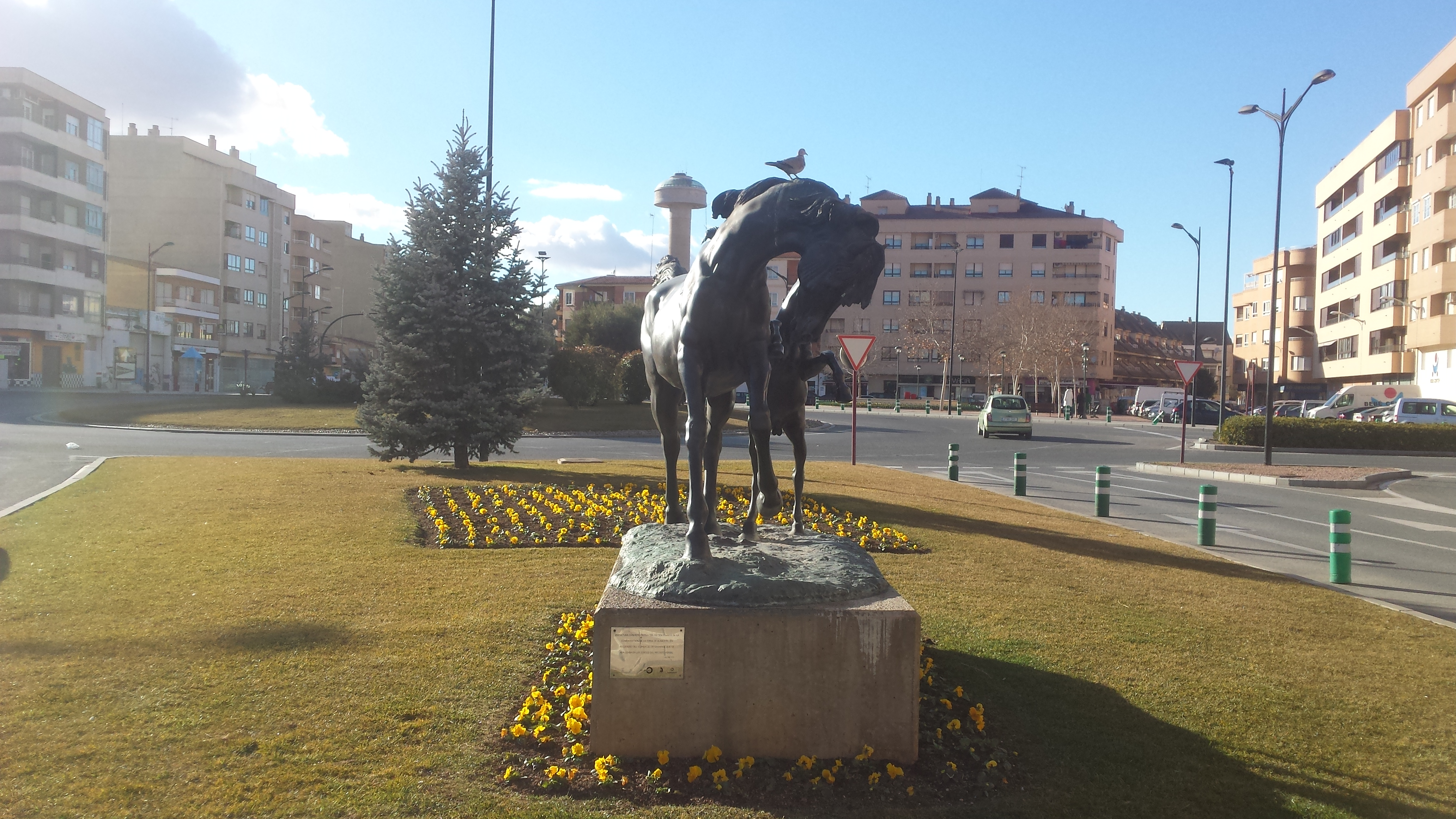
La Mulilla simboliza la vinculación de la Feria de Albacete con el mundo equino desde sus orígenes.

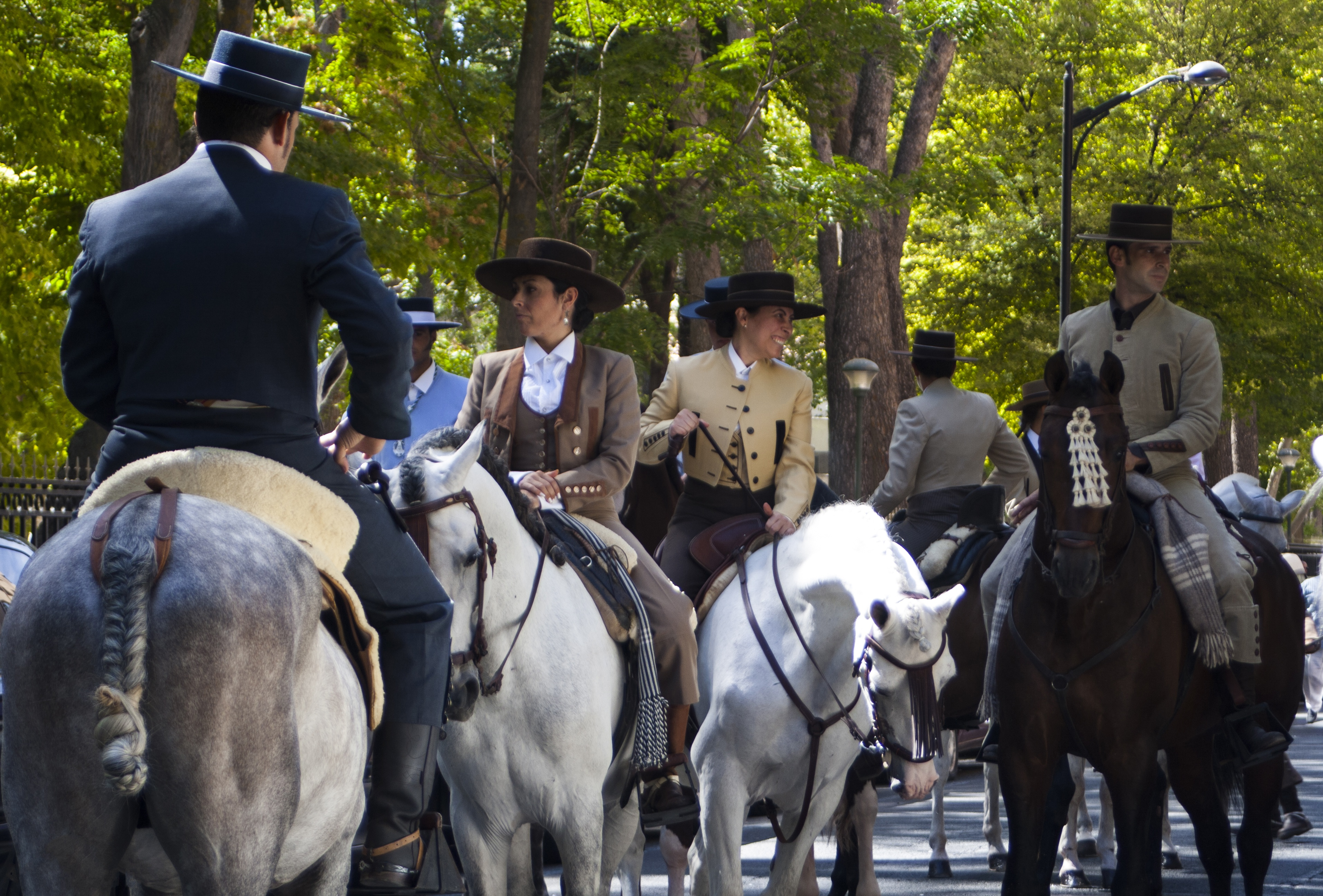
Los caballos pasean por la Feria de Albacete por el día. En la imagen, la Cabalgata Ecuestre de la feria.

Antiguamente acudían a Albacete muchos visitantes con sus caballos y carruajes para hacer negocios con animales, comprar productos agrícolas y divertirse en la feria.
Los caballos son parte fundamental de la Feria de Albacete durante el día. Los jinetes pasean sus caballos por los Ejidos de la Feria luciendo sus trajes, monturas y enganches, que le dan otro color a la feria. Son los conocidos paseos a caballo de la Cuerda. 
El día de la Cabalgata Ecuestre cientos de jinetes desfilan con sus caballos desde el parque Abelardo Sánchez hasta los Ejidos de la Feria. También se celebra el Concurso Ecuestre, en el que se premia al mejor jinete, la mejor amazona o el mejor enganche.

## Feria taurina

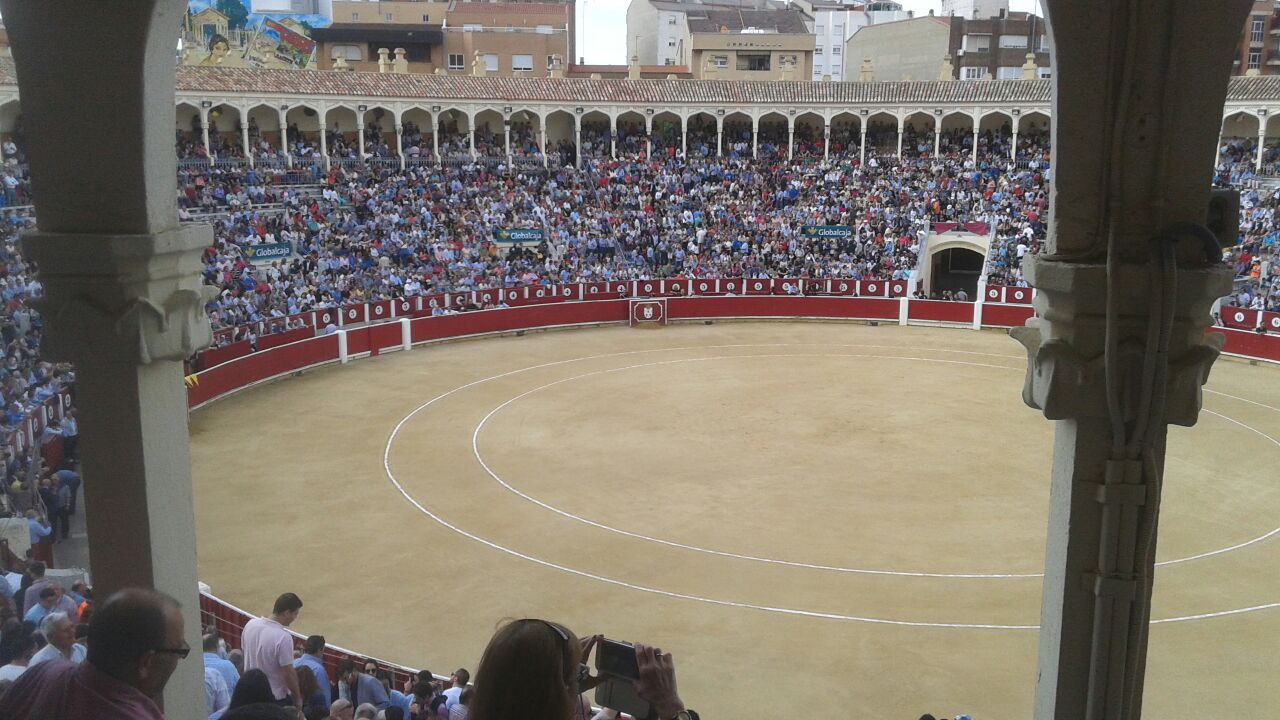
Vista interior de la plaza de toros de Albacete

Albacete cuenta con una de las ferias taurinas más importantes de España, la Feria Taurina de Albacete, en donde se dan cita durante diez días las principales figuras del toreo mundial. La bella plaza de toros de Albacete, con capacidad para 12 000 espectadores, es el escenario, situada junto al paseo de la Feria. La feria taurina incluye, además de las habituales corridas, rejones y novilladas con picadores.

## Las vaquillas
Todos los días de feria a las 10 de la mañana tienen lugar las populares Vaquillas en la plaza de toros de Albacete. También se celebran eventos de Gran Prix, concursos de recortes, etc. Es habitual prolongar la fiesta hasta el amanecer y desayunar churros para asistir a Las Vaquillas. La entrada es gratuita.

## Feria deportiva

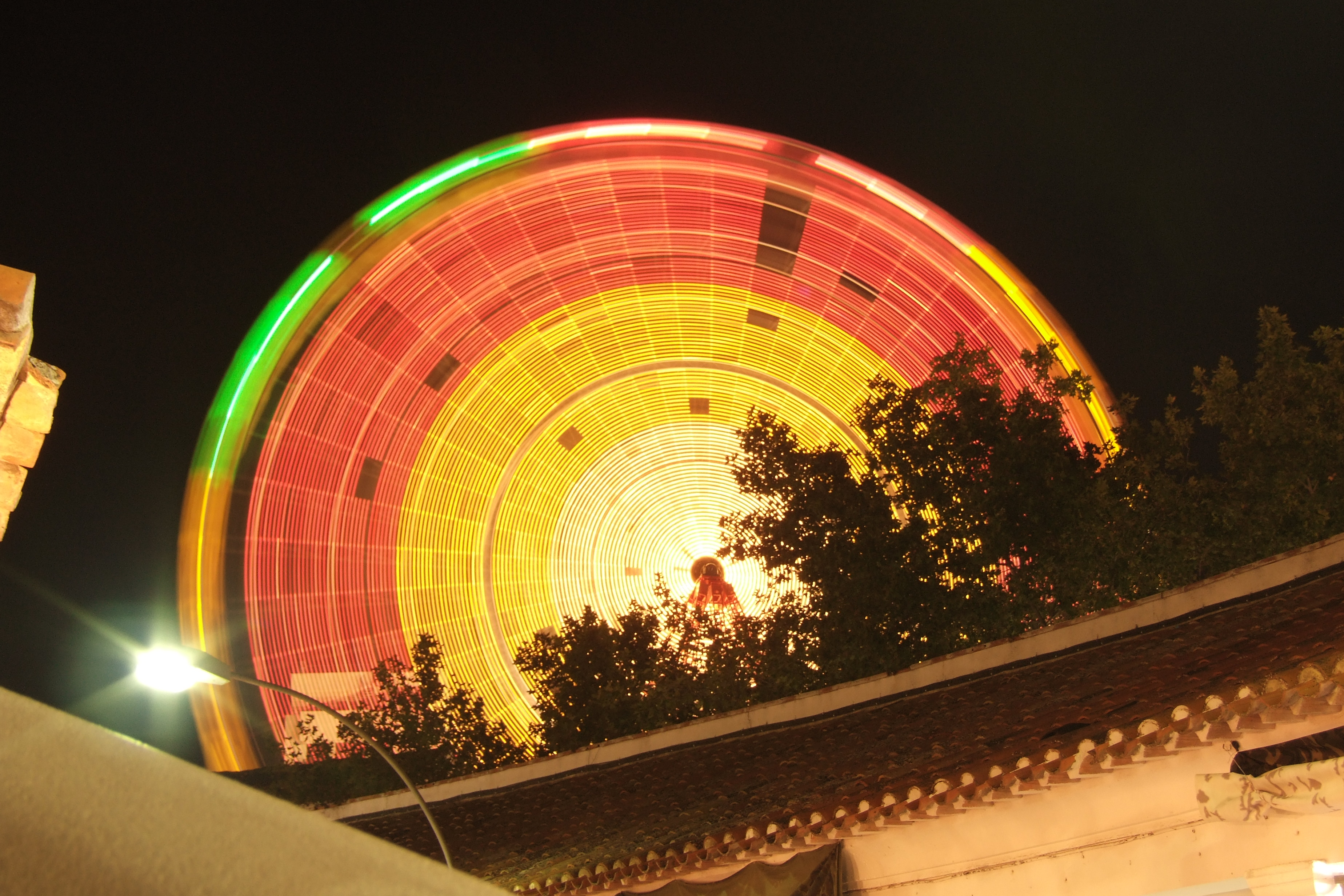
Vista de la noria girando desde Los Redondeles

Tradicionalmente, coincidiendo con la Feria de Albacete se desarrollan numerosos eventos de carácter deportivo en diversos puntos de la urbe manchega que reciben el nombre de Feria Deportiva, entre los que se incluyen el Torneo Feria de Albacete -de baloncesto- entre equipos de la Liga ACB que en 2014 enfrentó a Real Madrid y Estudiantes, partidos oficiales de Liga y Copa del Rey en el Estadio Carlos Belmonte, el Trofeo BMX Feria de Albacete, fútbol sala, la Prueba Ciclista Feria de Albacete, el Trofeo Internacional de Tenis Ciudad de Albacete (cuna de grandes tenistas como Rafael Nadal, Manolo Santana, Juan Carlos Ferrero, Marat Safin o David Ferrer entre otros muchos), el SuperSeven Feria de Albacete, la Vuelta Ciclista a España, diversos eventos del mundo del motor en el Circuito de Albacete como el Campeonato de España de Velocidad o la multitudinaria Exhibición de Natación Sincronizada en la piscina olímpica del Complejo Deportivo Carlos Belmonte.

## Fiesta

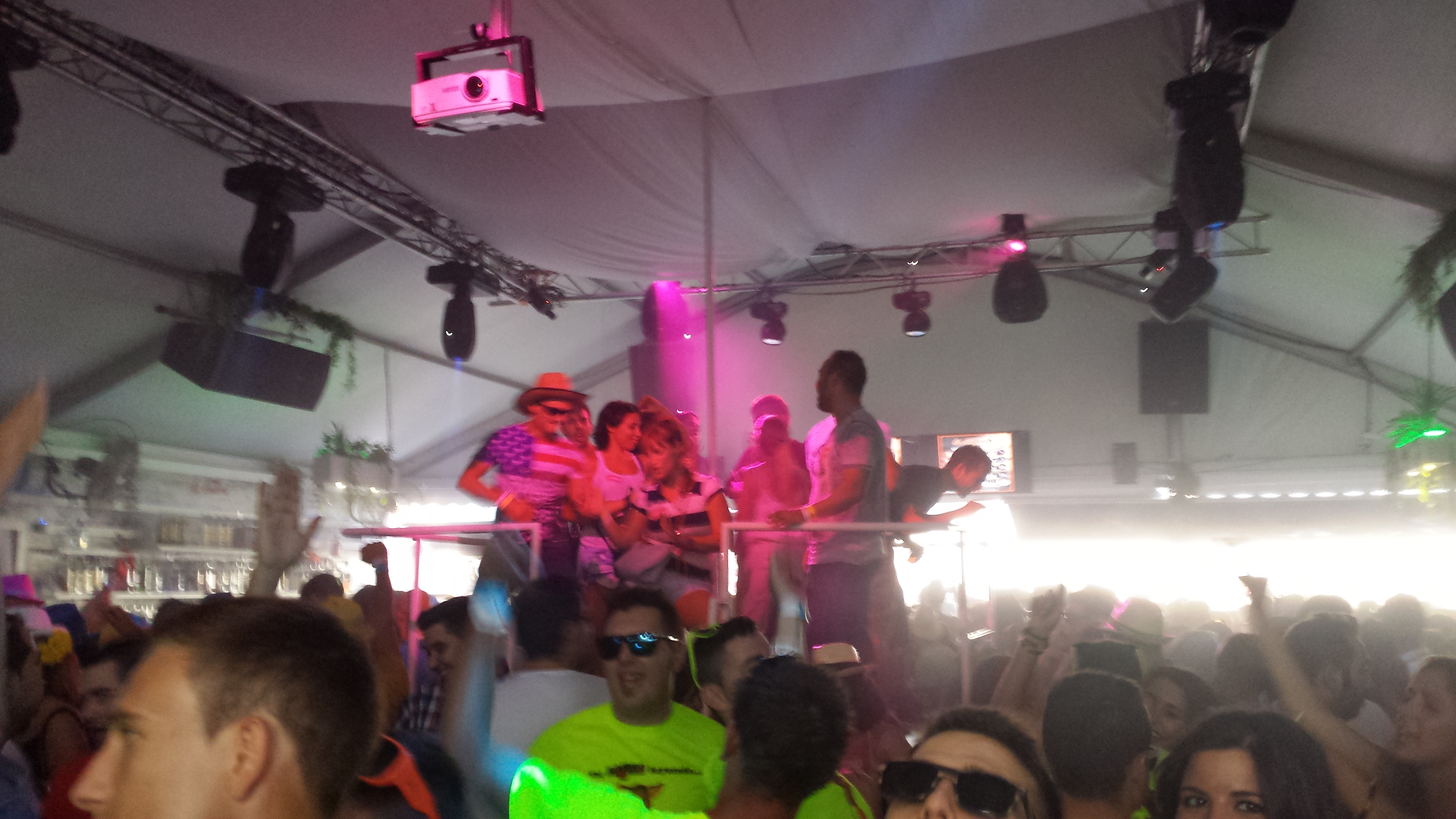
Vista interior de una carpa de discoteca de la Feria de Albacete, en los Ejidos de la Feria

La Feria de Albacete cuenta con una gran oferta de diversión. Entre los lugares más conocidos de la fiesta, dentro del Recinto Ferial, se encuentra el Ateneo, siempre lleno a rebosar, donde la protagonista es la música y los cubatas durante todo el día hasta el amanecer. Otro de los lugares más famosos es el Templete de la Feria, en el centro del círculo central, en el que, durante el día, se sirven los famosos mojitos de la feria al son de la música de djs y gogos, donde la gente baila, y por la noche se sirven cubatas y chupitos, y cuenta con una zona vip en la primera planta. En este lugar, como en muchos otros, se reparten los típicos sombreros de paja de la feria. 
En el lado contrario del Ateneo se encuentra Amnistía, con un ambiente más maduro y música alternativa. Todo el anillo externo del Recinto Ferial cuenta con decenas de pubs donde la fiesta está servida a cualquier hora del día y donde el ambiente es espectacular. Fuera del Recinto Ferial, al suroeste de los Ejidos de la Feria, se encuentran las casetas de discoteca de la feria, donde son típicos los mojitos durante el día y los cubatas durante todo el día, al ritmo de la música. Es la zona donde se congregan los más jóvenes, siempre llena hasta la bandera. 
Por la noche la explanada de la plaza de toros de Albacete se convierte en el botellódromo oficial autorizado de la feria, donde miles de jóvenes beben y se divierten hasta altas horas de la madrugada.

## Conciertos

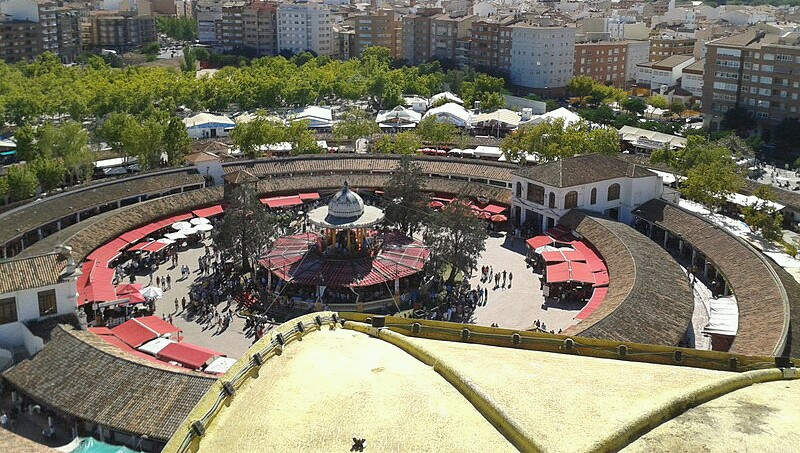
El Recinto Ferial de Albacete es una edificación ferial permanente única en el mundo, declarada Bien de Interés Cultural con la categoría de monumento. En la imagen, vista oeste del Recinto Ferial.

Numerosos escenarios de la capital albaceteña situados en el epicentro de la fiesta grande acogen durante la Feria de Albacete conciertos de primer nivel protagonizados por los artistas de moda del momento.
En la Caseta de los Jardinillos, situada al final del paseo de la Feria, se desarrollan todas las noches los clásicos conciertos de feria en los que actúan algunos de los artistas más renombrados del panorama nacional e internacional. Al noroeste de los Ejidos de la Feria se encuentra la carpa Viva la Feria, en donde todos los días de la feria se celebran conciertos para los más jóvenes.
Otro de los clásicos de la feria es la Fiesta Máxima FM con la presencia de los mejores djs del momento. 
En el Auditorio Municipal de Albacete se desarrolla durante los días de feria el Festival Nacional de Bandas de Música, que en 2019 alcanzó su 109.ª edición.
Otros eventos destacados son el Festival de Jazz, el Festival Internacional de Títeres y fiesta infantil o la Muestra Internacional de Folklore Ciudad de Albacete en la que participan grupos de folklore de todo el mundo.

## Espectáculos

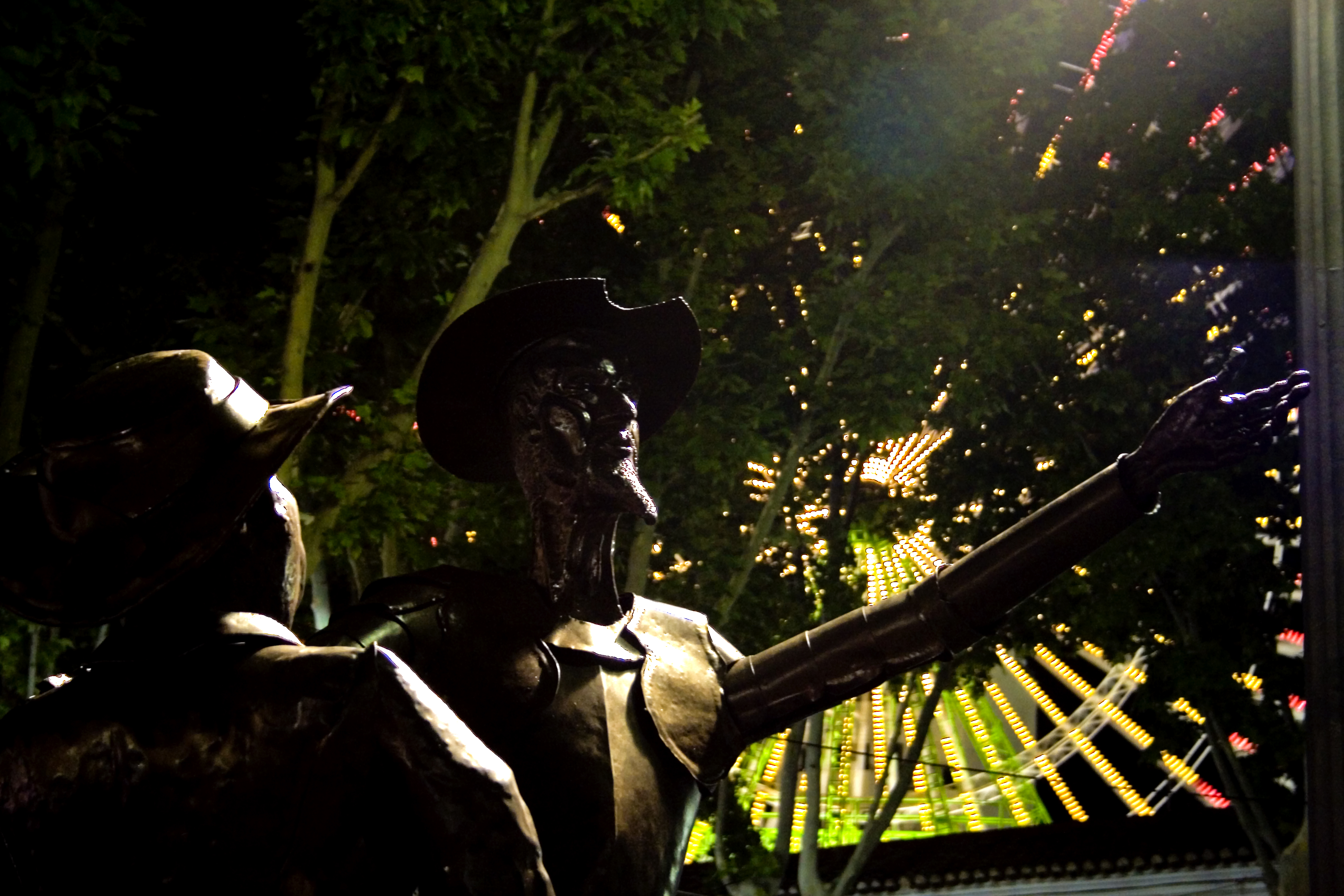
Don Quijote, Sancho Panza y la noria

Dentro del aura cultural que envuelve a la Feria de Albacete tienen un papel destacado el teatro, la danza, el arte, el circo y los espectáculos en general. Durante la fiesta grande desembarcan en la capital manchega importantes compañías teatrales nacionales e internacionales.
Numerosos escenarios de la ciudad acogen las representaciones teatrales de la Feria de Albacete como el monumental Teatro Circo de Albacete, el Palacio de Congresos de Albacete, el Teatro de la Paz, la Caseta de los Jardinillos o la Posada del Rosario.
Uno de los clásicos de la Feria de Albacete es el circo, que en el pasado se situaba en los Ejidos de la Feria y en los últimos años hace escala en diversos puntos de la urbe manchega.

## Cultura

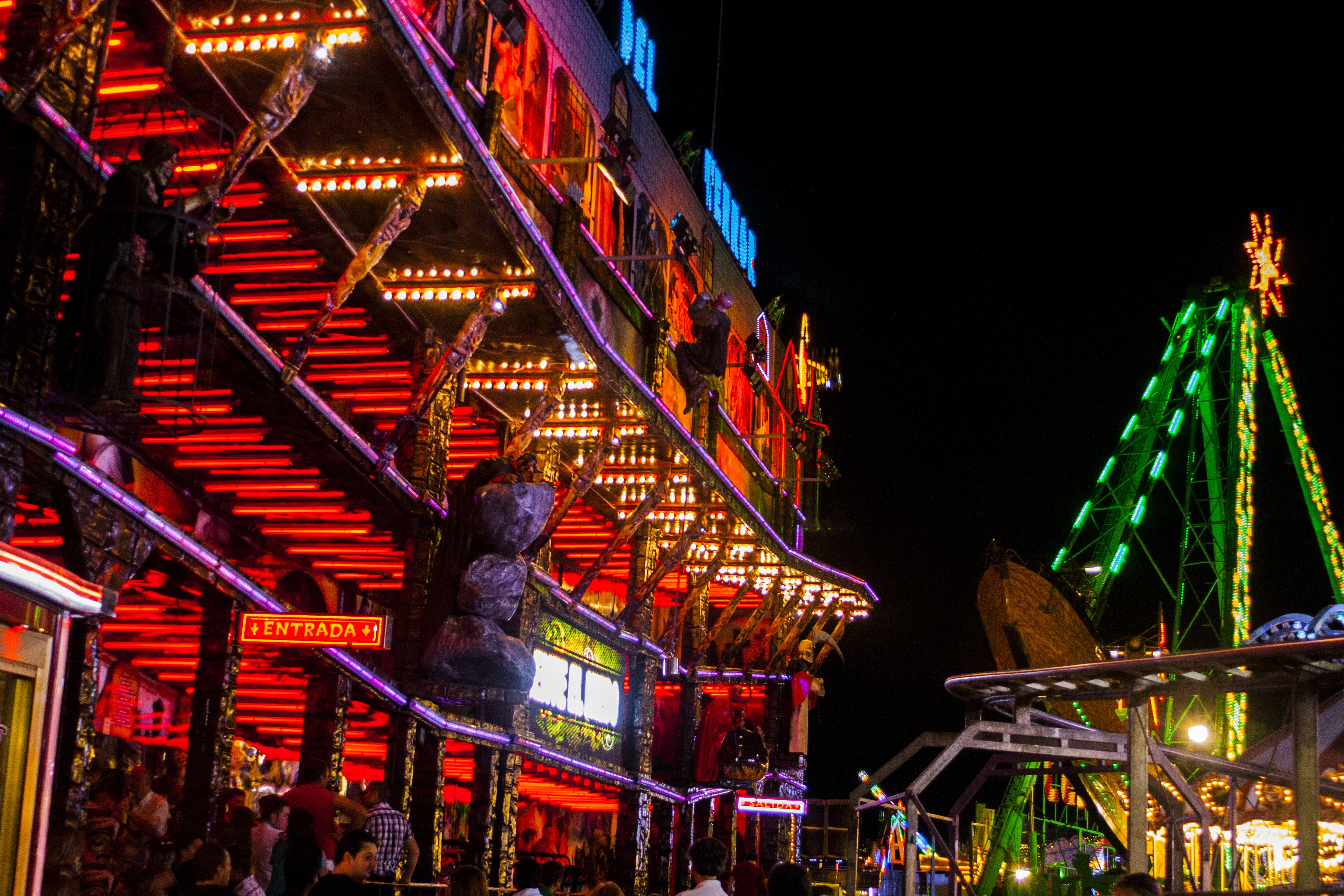
Atracciones de la feria

La Bienal de Artes Plásticas Ciudad de Albacete es uno de los certámenes artísticos más prestigiosos e importantes de España. La muestra, a la que acuden cientos de artistas de todo el mundo, se expone en el Museo Municipal de Albacete. Se celebra cada dos años desde 1986.
El concurso de pintura rápida Rincones del Recinto Ferial es punto de encuentro de artistas nacionales e internacionales.
Ibercut, la Feria Internacional de Cuchillería de Albacete, nació en 2009 y se desarrolla en el Centro Cultural La Asunción, a la que acuden artesanos de todo el mundo. En ella se exhiben y venden productos artesanales únicos, se imparten conferencias a cargo de los mayores expertos en la materia y se realizan talleres en vivo para conocer los secretos que envuelven al arte de la cuchillería. En este sentido, el Recinto Ferial de Albacete cuenta con un Salón de la Cuchillería donde se exponen auténticas obras de arte.

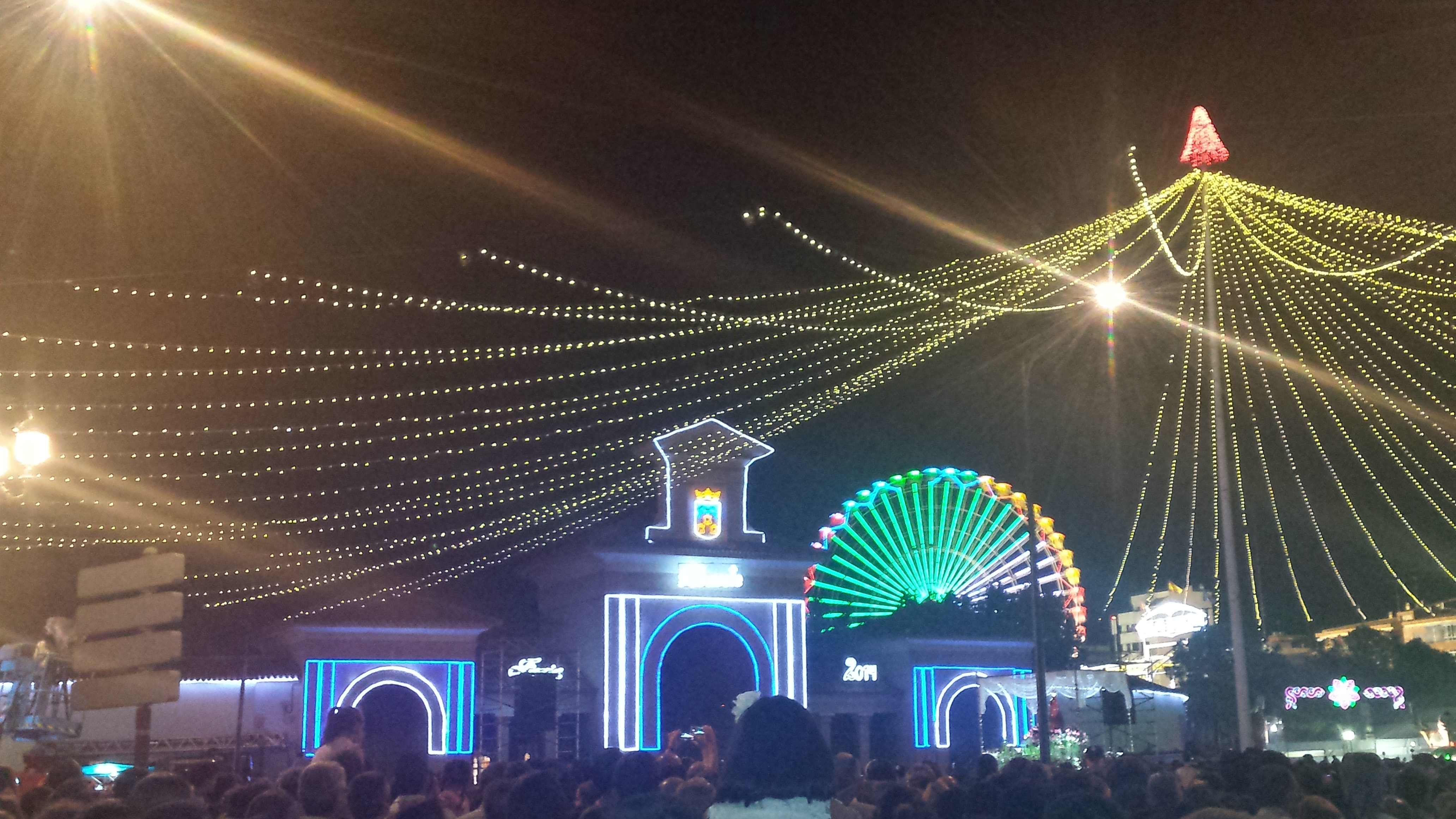
Feria de Albacete de 2014

Filmoteca de Feria es el nombre bajo el que la Filmoteca de Albacete organiza una programación especial con motivo de la Feria de Albacete en su emblemática sede del Cine Capitol, en la plaza del Altozano, en pleno Centro de la capital.
El Pabellón Municipal del Recinto Ferial de Albacete es un amplio espacio cultural en el que tienen lugar multitud de eventos, exposiciones o actuaciones musicales.
El Pabellón Provincial de la Diputación de Albacete es otro gran recinto cultural situado en el Recinto Ferial de Albacete, el cual cuenta con sala de exposiciones, salón de actos y servicio de restauración, en el que tienen lugar multitud de eventos, como exposiciones, presentaciones de libros, conferencias, actuaciones musicales...
Además, stands como el de la antigua CCM, el de la Universidad Popular, el del Ateneo o el de la Universidad de Castilla-La Mancha, situados en el Recinto Ferial de Albacete, organizan también numerosas actividades culturales.
Otro evento que acoge anualmente la Feria de Albacete es la Concentración Nacional de Automóviles Clásicos y Antiguos.

## Vestimenta

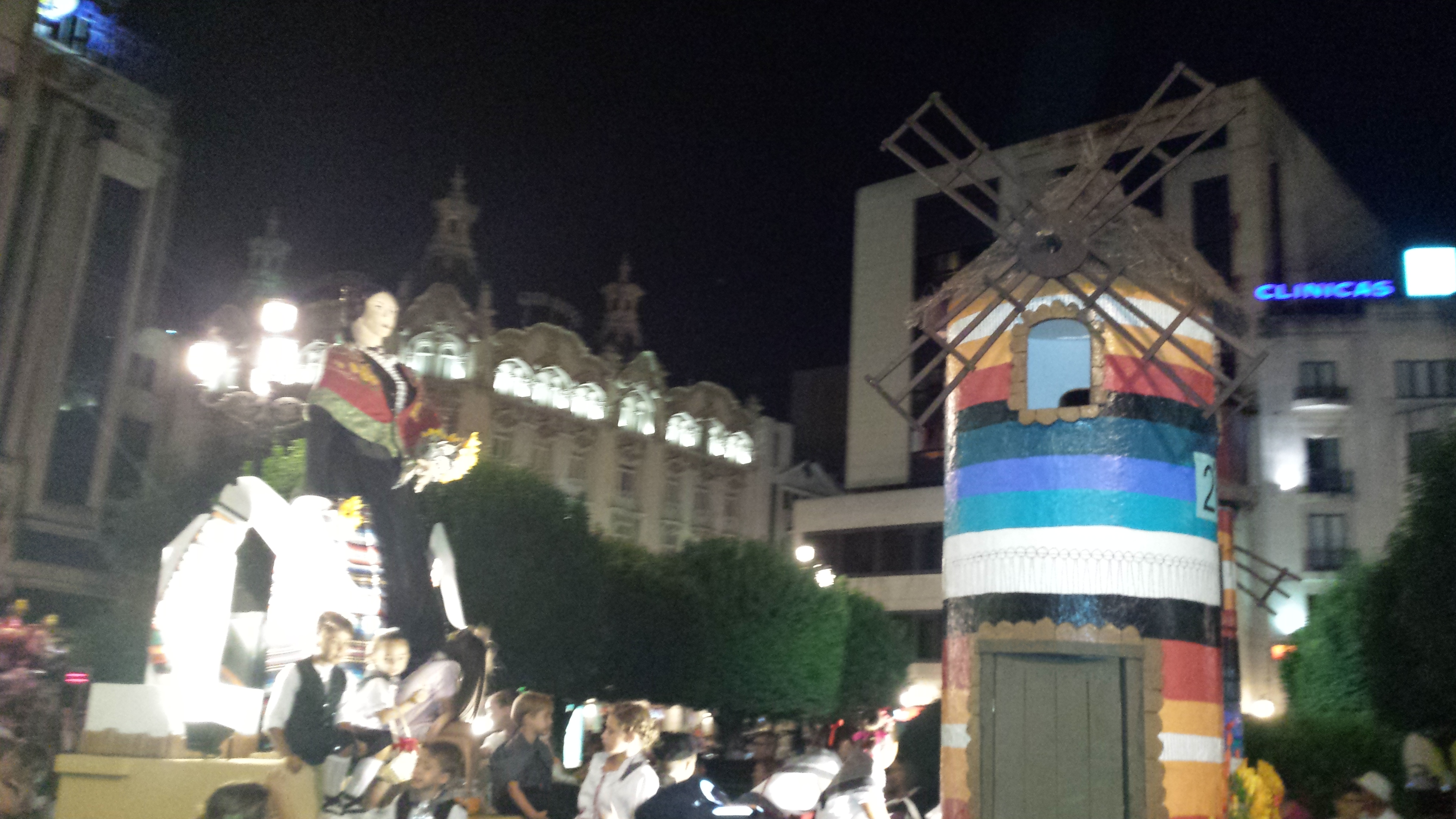
Manchega gigante con el traje típico en una carroza de la Cabalgata de la Feria de Albacete

Los trajes típicos de la Feria de Albacete son los de manchega, serrana y espigadora, en sus versiones masculina y femenina. Estos trajes son a su vez los clásicos de la capital manchega.
Albacete ha desarrollado a lo largo de su historia un modo de vestir propio. El traje típico manchego es su máxima expresión. Este traje se usaba en los siglos XVIII y XIX y fue rescatado en el siglo XX para su utilización en actos conmemorativos y solemnes. Se caracteriza por las líneas sencillas y sobrias, y abunda el color negro y el blanco, combinados con colores variados de tonos pardos. El peinado característico es el llamado de pleita con un rodete en cada sien.
Otros trajes que forman parte de la cultura tradicional de la feria son el de espigadora, cuyo origen se remonta al año 1987, y el de serrana. En este sentido destaca el tradicional acto de exaltación del traje manchego de la Feria de Albacete.

## Cante y baile por manchegas

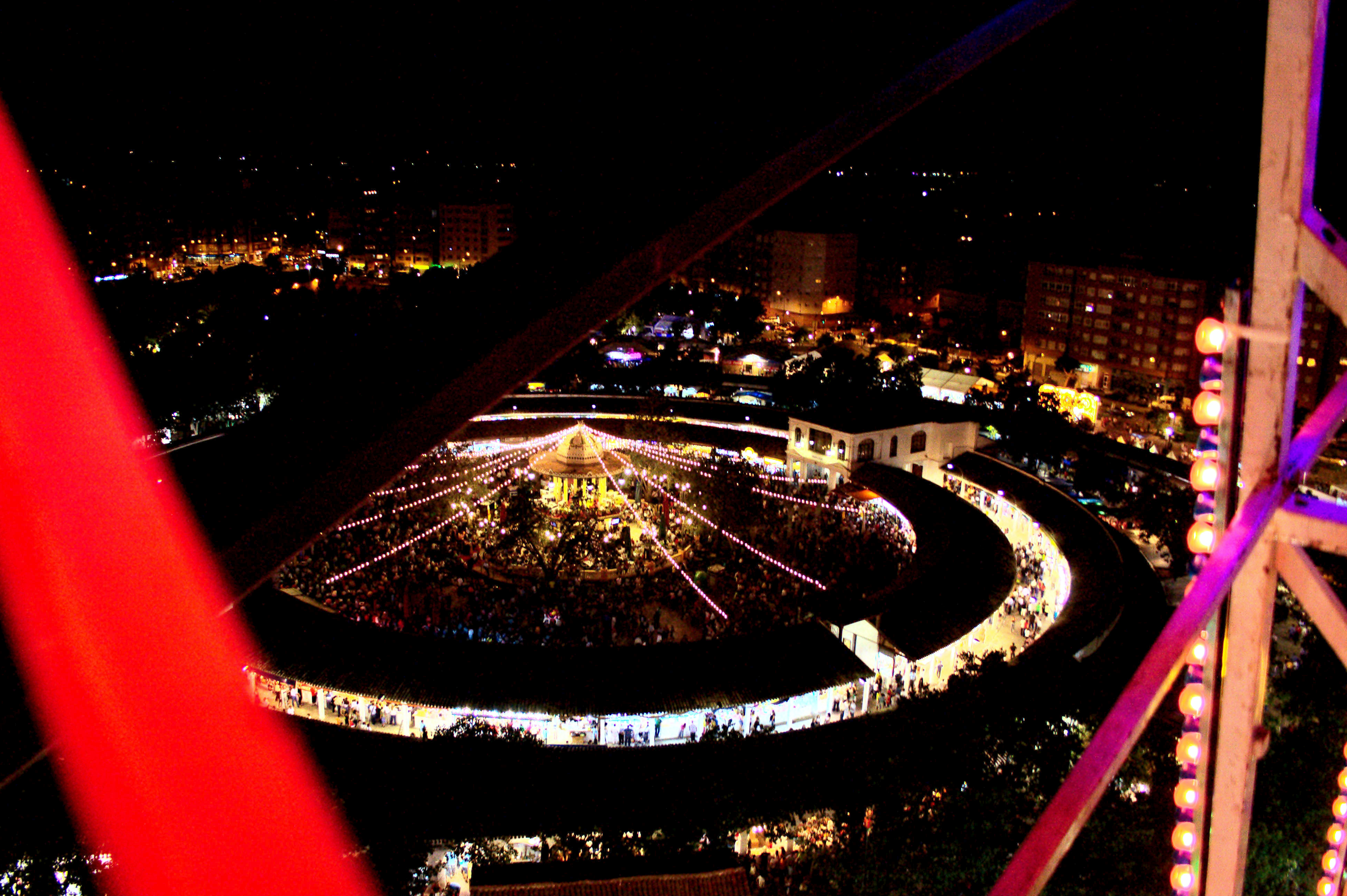
Imagen nocturna del Recinto Ferial desde la noria, de 60 metros de diámetro

Las manchegas son el cante y baile típico de la Feria de Albacete. Se trata de las tradicionales seguidillas de La Mancha. La más famosa de la feria es la denominada Para bailar manchegas se necesita...
Las seguidillas manchegas se componen de tres partes: una introducción y dos tercios. Los pasos del baile son variados: cruzado atrás, zapateado, girado lateral, salticado, cruzó descruzo, malataraña... 
Las mujeres llevan los brazos a la altura del pecho con movimientos a derecha e izquierda, mientras que los hombres llevan los brazos cogidos atrás.
Otro baile típico de la Feria es la jota manchega. Esta variedad tiene como característica propia que tiene rasgos de ronda. 
Asimismo, en las diferentes carpas de la feria se bailan otros bailes regionales típicos como por ejemplo el flamenco o las sevillanas, especialmente en la Casa de Andalucía.

## Fecha de celebración

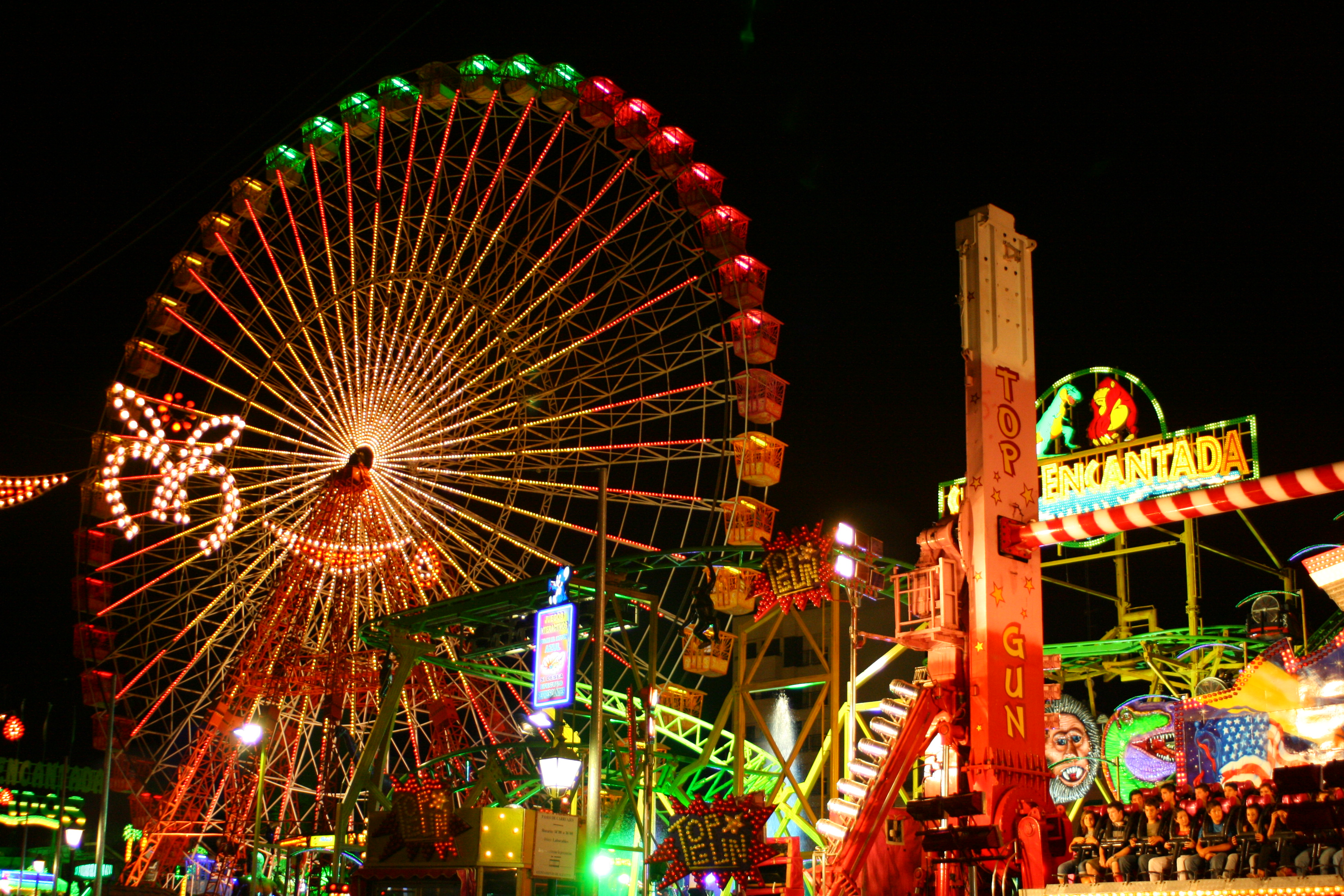
La Feria de Albacete se celebra del 7 al 17 de septiembre desde hace más de tres siglos

La Feria de Albacete se celebra desde hace más de tres siglos del 7 al 17 de septiembre sea cual sea el día de la semana en que éstos caigan. Sin embargo, no siempre ha sido así. En 1901 el Ayuntamiento de Albacete acordaría celebrar la Feria de Albacete del 7 al 20 de septiembre dando carácter oficial a la prórroga de cuatro o cinco días que se venía concediendo desde hacía años.
En 2010, con motivo de la celebración del tercer centenario de la confirmación de la Feria de Albacete por parte de Felipe V, se celebró del 7 al 19 de septiembre para abarcar así dos fines de semana. En la de 2011 y en la de 2016 se prolongó un día más, hasta el 18 de septiembre, para que acabase en domingo.
En los últimos años ha surgido un gran movimiento que reclama al Ayuntamiento de Albacete que la Feria de Albacete abarque de forma permanente dos fines de semana con el fin de que el impacto económico de la misma sea mucho mayor. Con dicho fin se planteó una consulta popular. En 2020 y 2021 no se celebró a consecuencia de la pandemia de COVID-19, al igual que durante la guerra civil.

## Repercusión

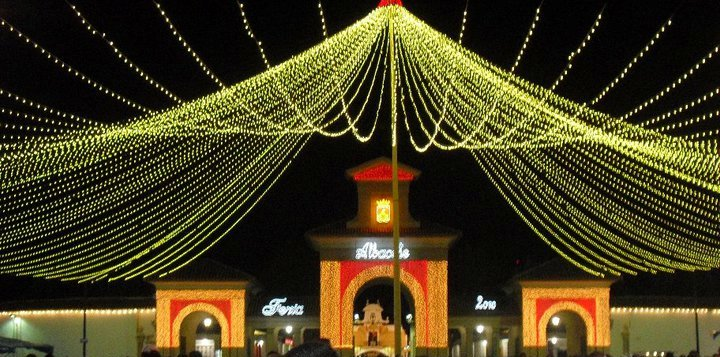
Feria de Albacete de 2010

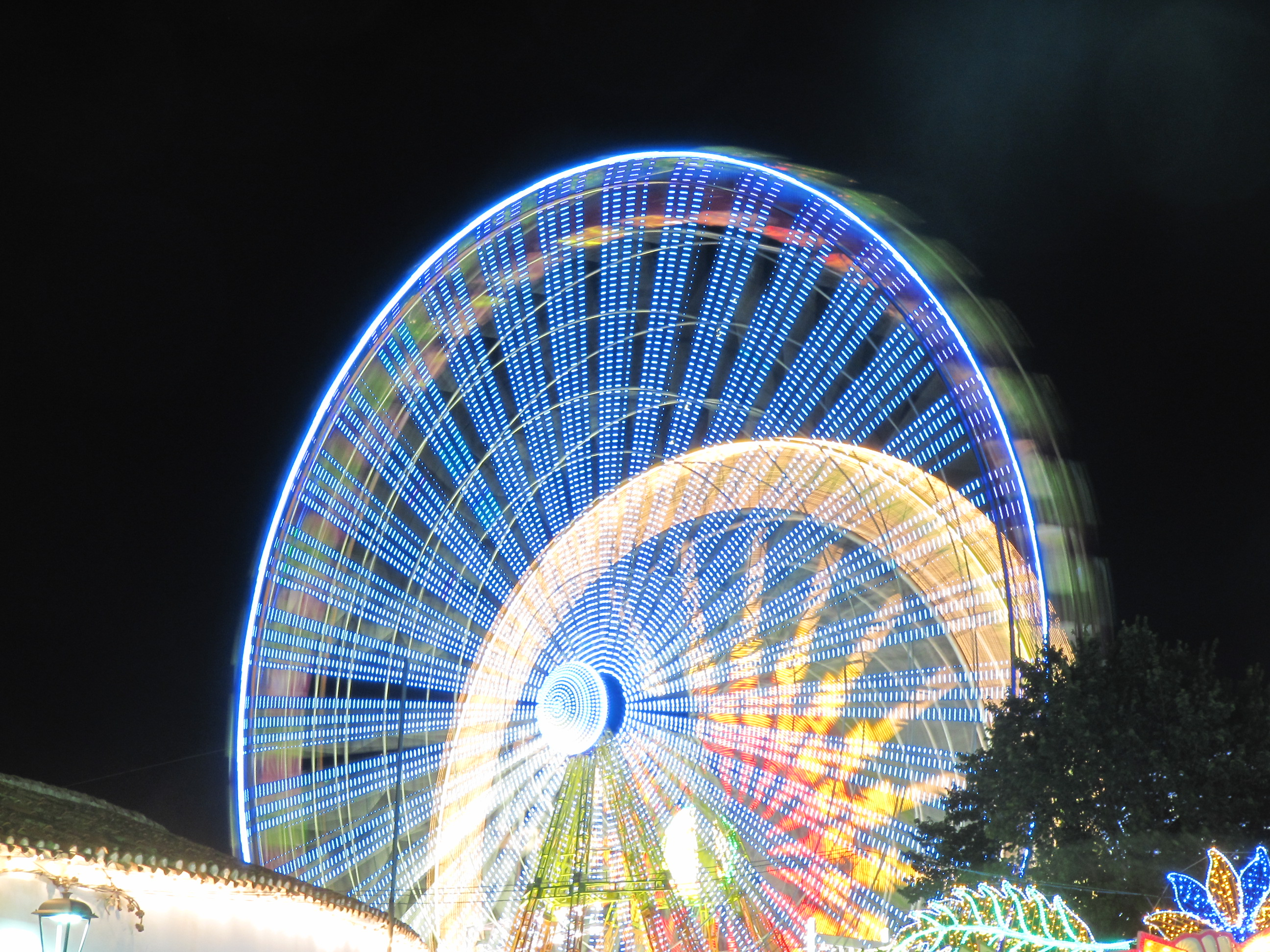
Vista de las dos norias grandes de la Feria de Albacete de 2010

La Feria de Albacete es una fiesta multimillonaria, que mueve grandes cifras durante los diez días que dura, y es un puntal para el turismo de la ciudad y la comunidad autónoma. Es el evento más importante y de mayor envergadura de Castilla-La Mancha y el que más visitantes congrega con gran diferencia.
En la Feria de Albacete de 2016 la ciudad acogió a más de 2 700 000 personas con motivo de tal celebración en la que se movió un volumen de negocio cercano a los 100 millones de euros.
La Feria de Albacete cuenta con la programación de más de 500 actividades, la participación de 800 asociaciones y genera 5000 puestos de trabajo. Los hoteles alcanzan el lleno. Unas 300 personas cada día velan por la seguridad de la feria entre Policía Local, Policía Nacional, Guardia Civil, Bomberos, SESCAM y Cruz Roja. En la Feria de 2014 la Policía realizó 2.359 intervenciones. El Punto de Atención a Urgencias Médicas que instala el Servicio de Salud de Castilla-La Mancha (SESCAM) en la Feria de Albacete atendió en 2013 a 635 personas por traumatismos, heridas, cortes, quemaduras o intoxicaciones etílicas. Asimismo, Renfe programa trenes especiales para asistir a la Feria de Albacete.

## Premios y distinciones

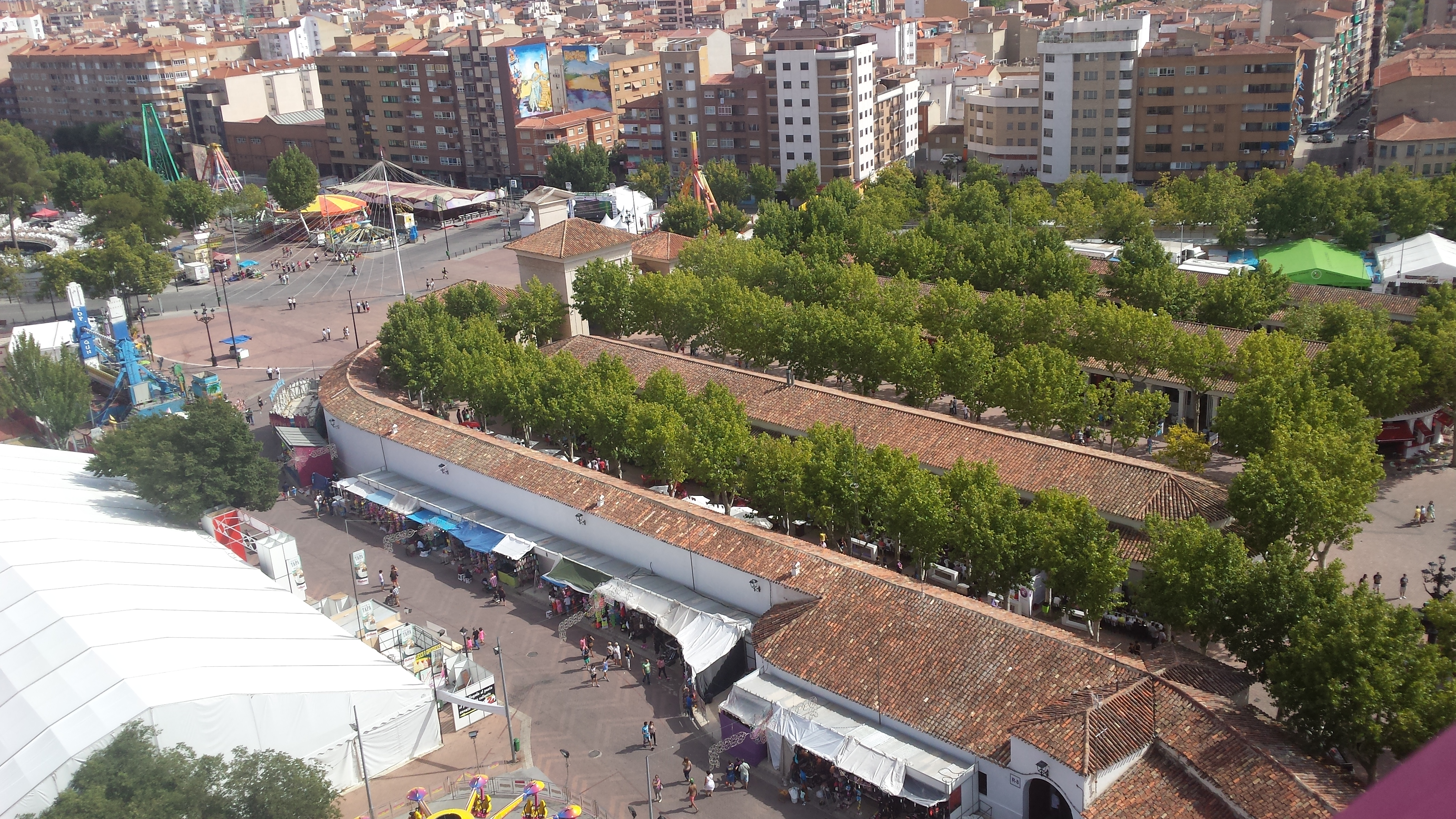
La Feria de Albacete está declarada de Interés Turístico Internacional.

El 1 de septiembre de 2008 la Feria de Albacete fue declarada de Interés Turístico Internacional "al tener acreditada una antigüedad y continuidad de al menos tres siglos, el arraigo popular con una participación masiva de la ciudadanía y de en torno a 800 asociaciones, la originalidad, la diversidad, la repercusión en medios de comunicación nacionales e internacionales y tener la declaración de Interés Turístico Nacional desde hace más de cuarenta años, concretamente desde 1967".
En 2009 la Feria de Albacete fue elegida la mejor fiesta de España en el Concurso de Fiestas Populares de Telecinco, con un total de 1 200 856 votos, por delante de fiestas como Las Fallas, la Feria de Abril o San Fermín, entre otras muchas. En 2013, 2015 y 2017, se volvió a imponer, esta vez en el Concurso de Antena 3 a la Mejor Fiesta de España, superando con holgura a otras fiestas como el Carnaval de Tenerife, la Feria de Agosto de Málaga, El Pilar o Sant Jordi.
En 2010 la Feria de Albacete recibió la Medalla de Oro de Castilla-La Mancha en el tercer centenario de su confirmación. En 2014, obtuvo el galardón de los Premios Taurinos de Castilla-La Mancha en la Categoría de la Defensa y Promoción de la Fiesta, entregado por la presidenta de Castilla-La Mancha, María Dolores Cospedal.

## Gastronomía

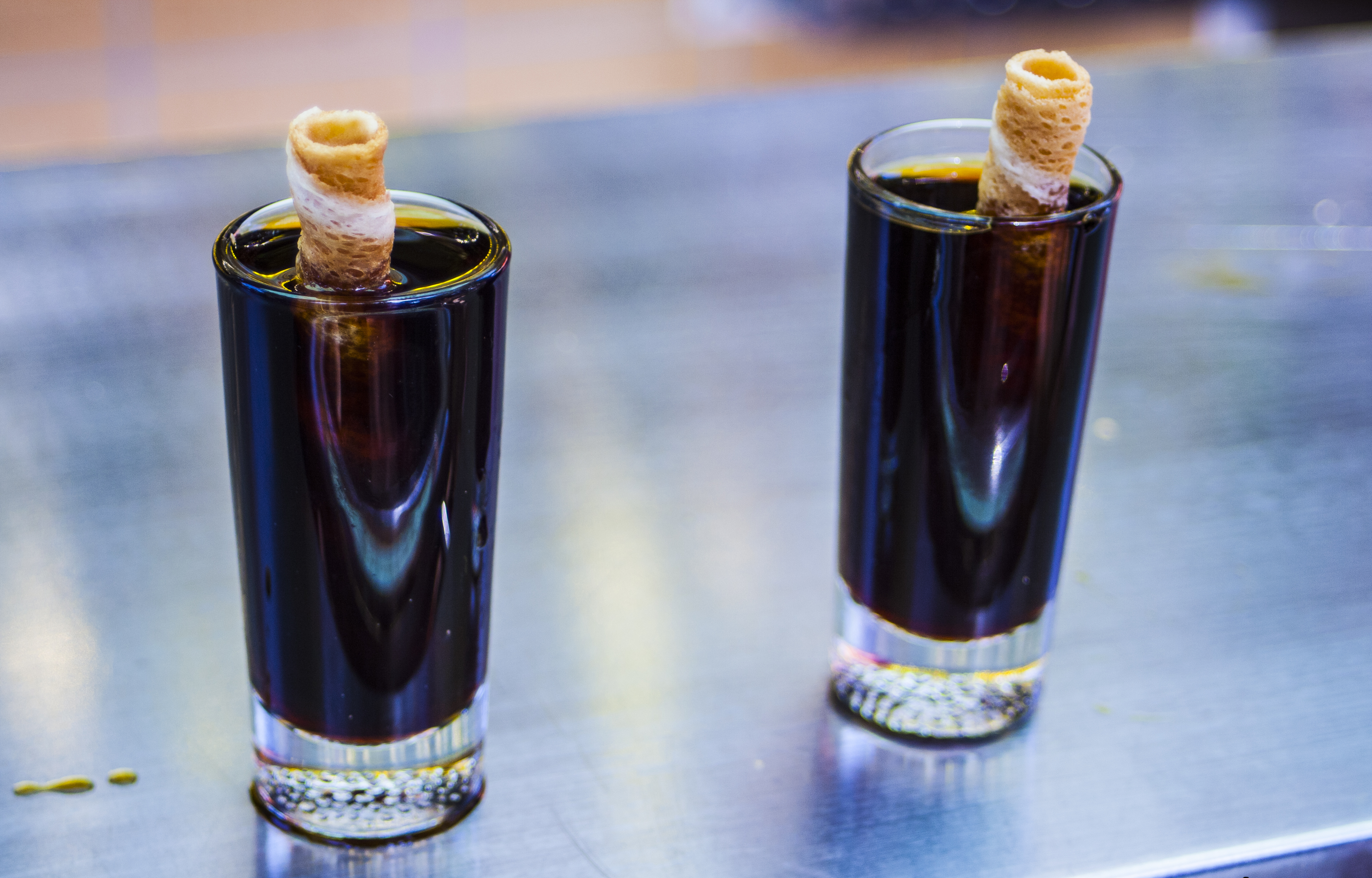
Típicos chatos de vino de la feria con su barquillo

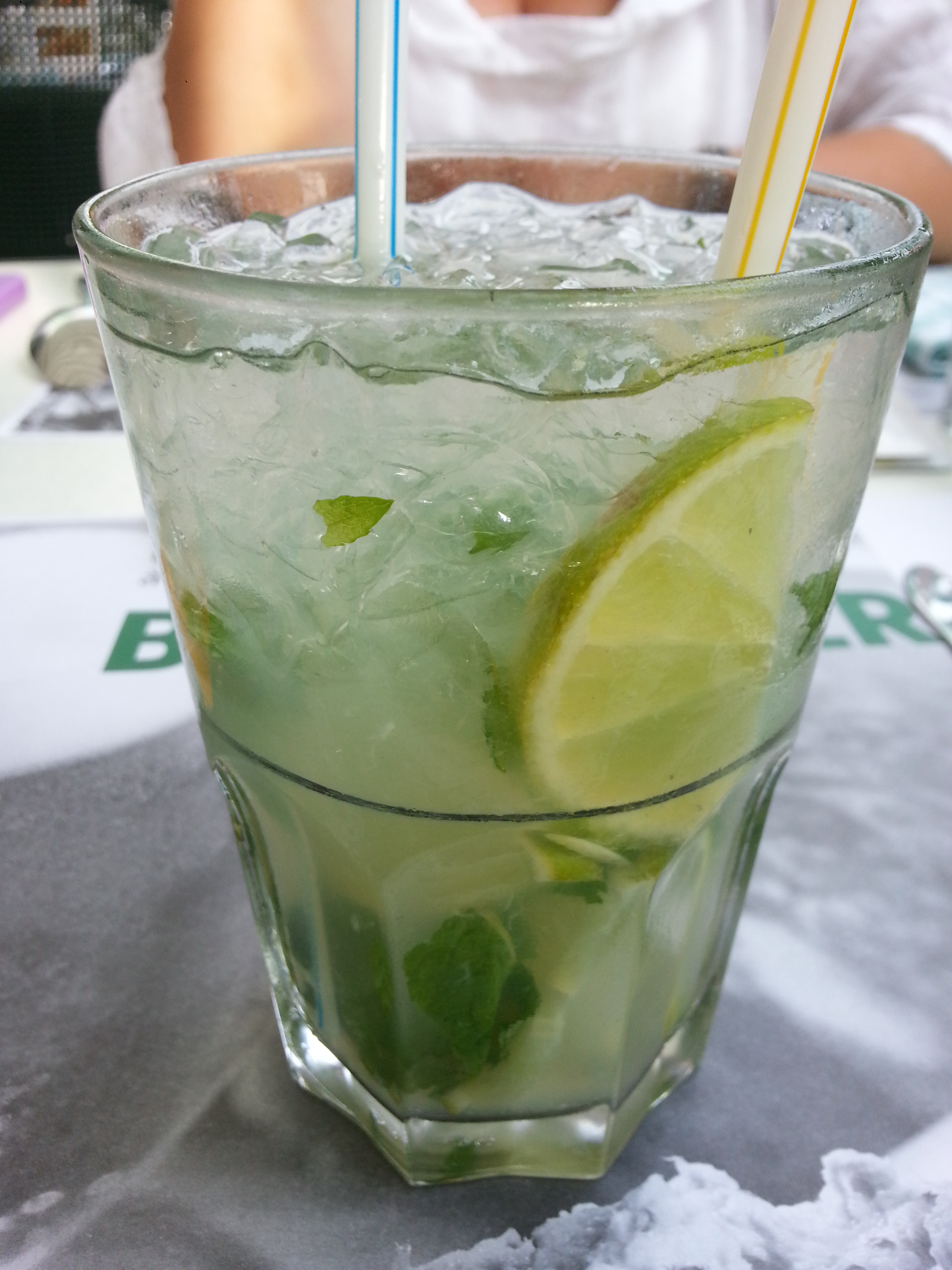
El mojito, originario de Cuba, es la bebida estrella de la Feria de Albacete.

Entre los platos típicos que se pueden degustar en la Feria de Albacete destacan las gambas y el marisco en general, la fritura, el jamón, el queso y el embutido en general, el queso frito, los chorizos y las morcillas, el pollo asado, la paella, el rabo de toro, las judías con perdiz, el gazpacho manchego, el lomo de orza con ali-oli, los cascos de patata, los suspiros con jamón, las berenjenas de Almagro, el ajo de mataero, etc, en definitiva, las tapas, sin olvidarse de los clásicos bocadillos de jamón, jamón york y queso, vegetales, de morcilla... 
Otros productos típicos son el algodón dulce, los miguelitos de La Roda, la sidra, los cafés, los mojitos, los cubatas, los chupitos, los chatos de vino, el chocolate, los churros, los buñuelos, las panochas, los helados, los gofres...
En 2010, con motivo de la celebración del tercer centenario de la confirmación de la Feria de Albacete, Mahou creó la botella de cerveza conmemorativa de tal efeméride.
Durante la feria se sirven miguelitos de La Roda, un gran reclamo para los turistas en cuanto a la gastronomía.

## La Feria en la literatura

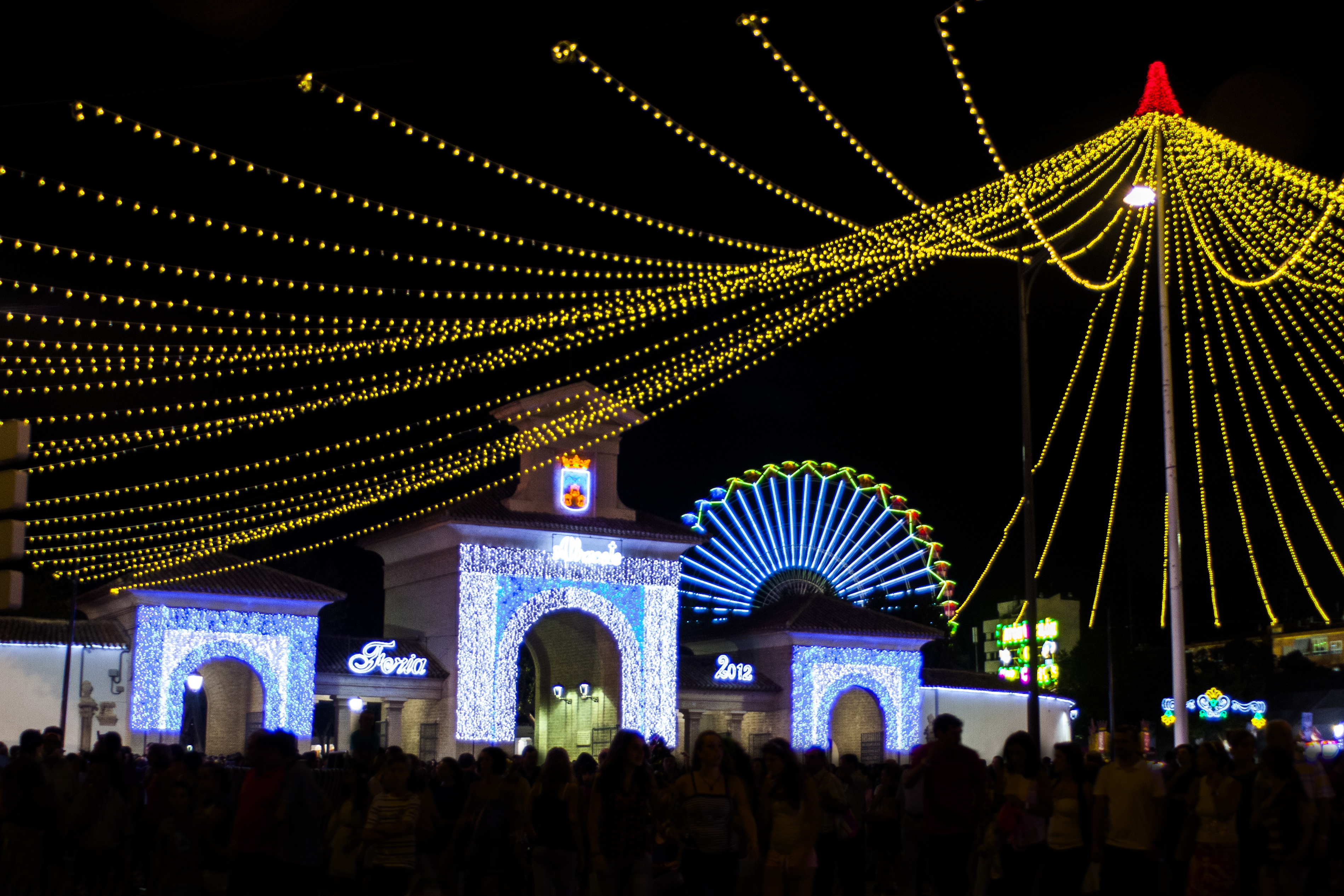
Puerta de Hierros del Recinto Ferial durante la Feria de Albacete de 2012

El marqués de Molins se refirió en el siglo XIX en varias ocasiones a la Feria de Albacete. Sobre el bullicio de la feria, del que huía hacia la tranquilidad, describía lo siguiente:

"en que, como vastísima caravana, ó más aún como innumerable y desordenado campamento, millares de tiendas ponen el sitio á unas pacíficas murallas, levantadas en medio del desierto."

Sobre los trenes que llegaban cargados de gente con destino a la Feria de Albacete escribió:

"á comprar… á vender… á reír… á engañar… á vivir, en fin."

El alcalde de Madrid, José Luis Martínez-Almeida, tras realizar una visita oficial a la Feria de Albacete en 2022, declaró que la feria de la capital manchega es «una de las más espectaculares de España».

## Galería de imágenes

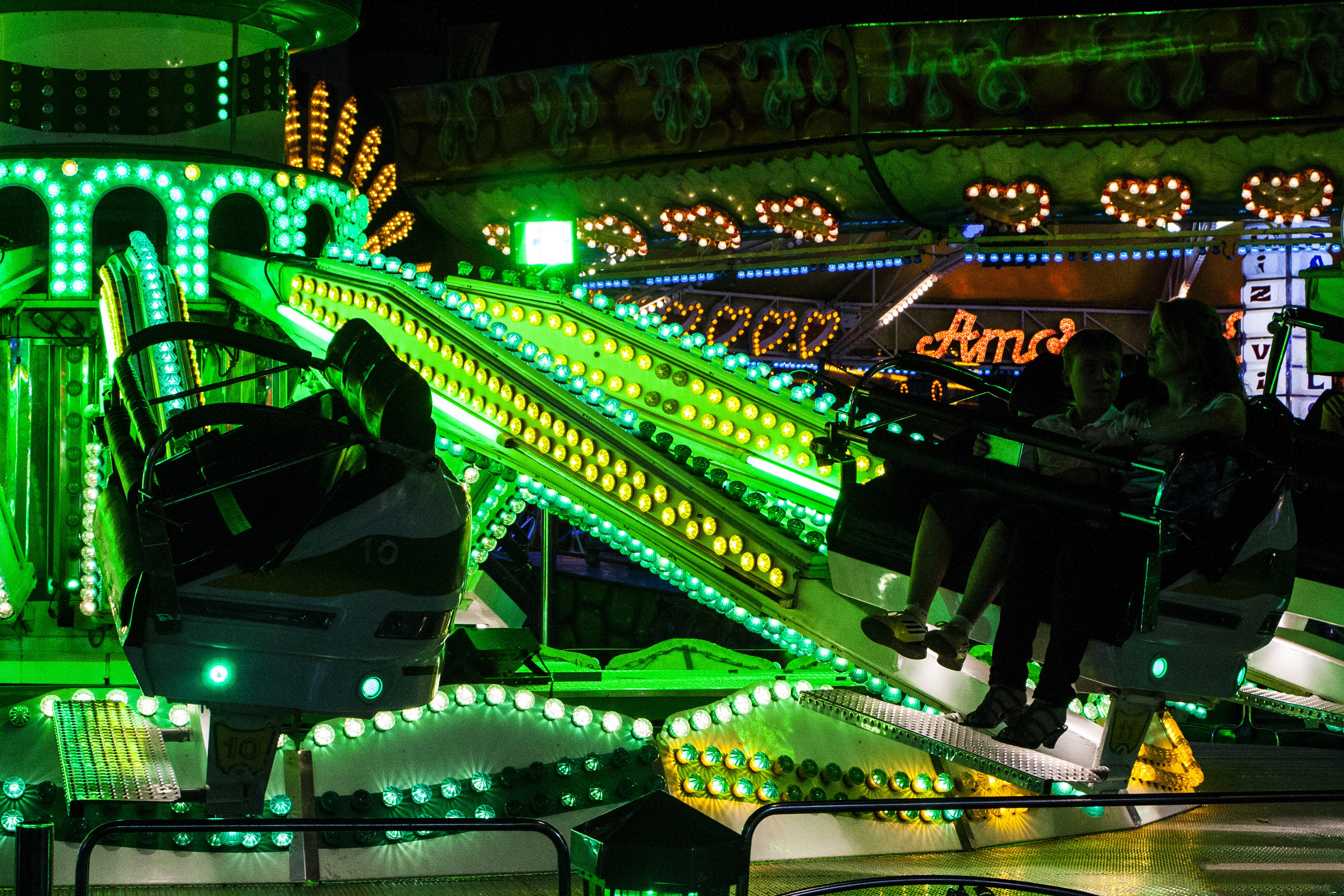
El Saltamontes y Las Catacumbas de la Feria de Albacete
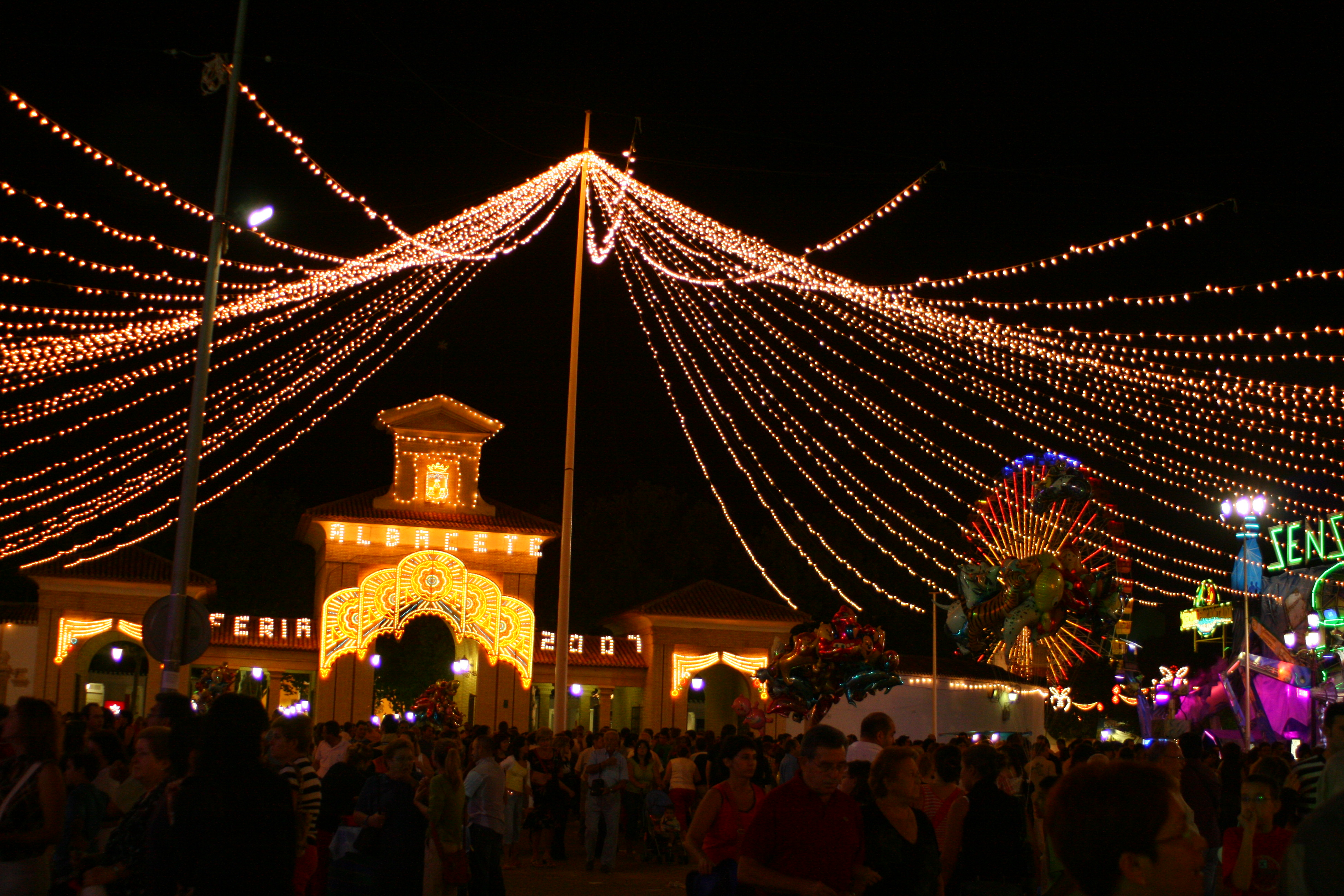
Feria de Albacete de 2007
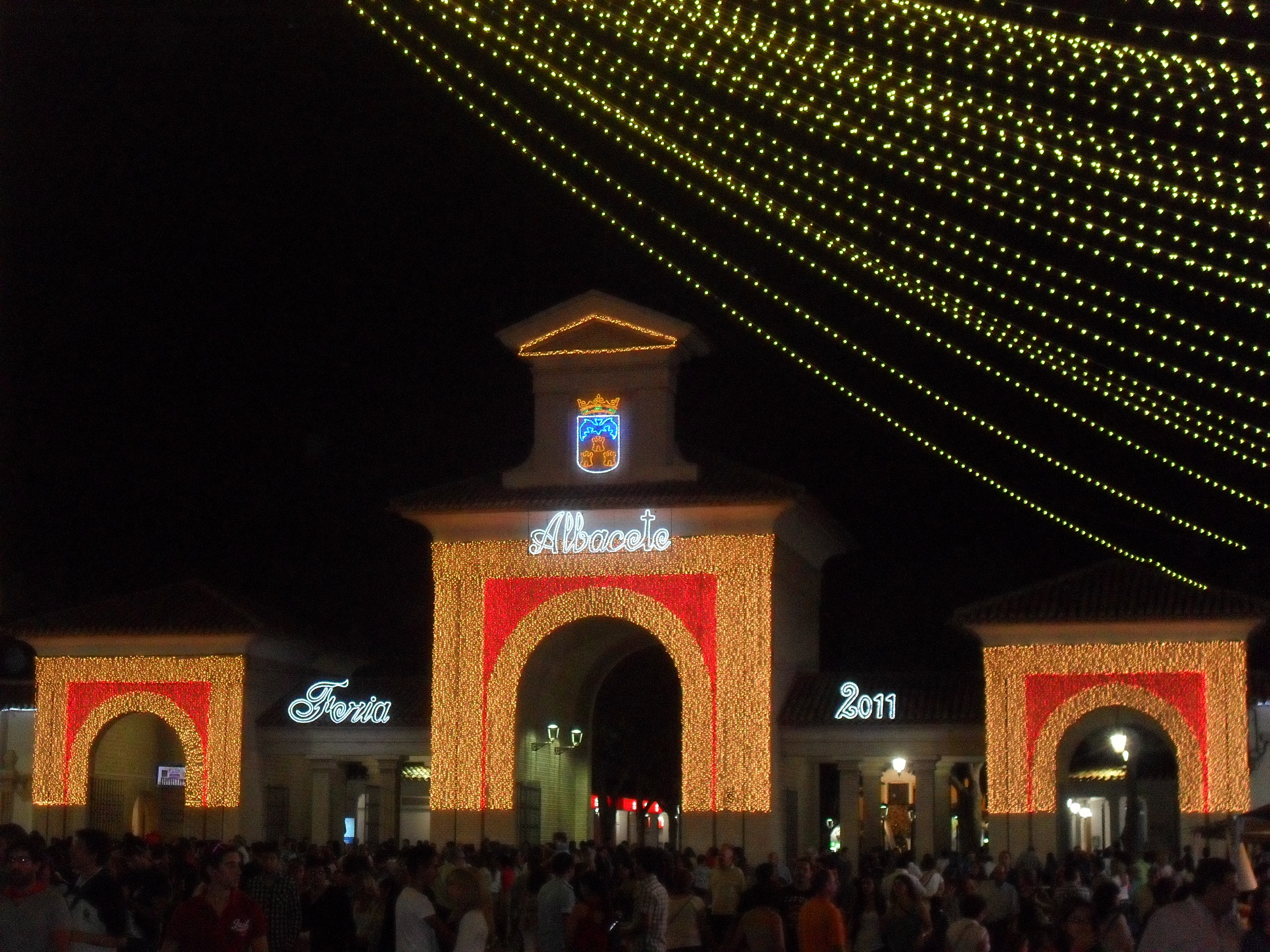
Feria de Albacete de 2011
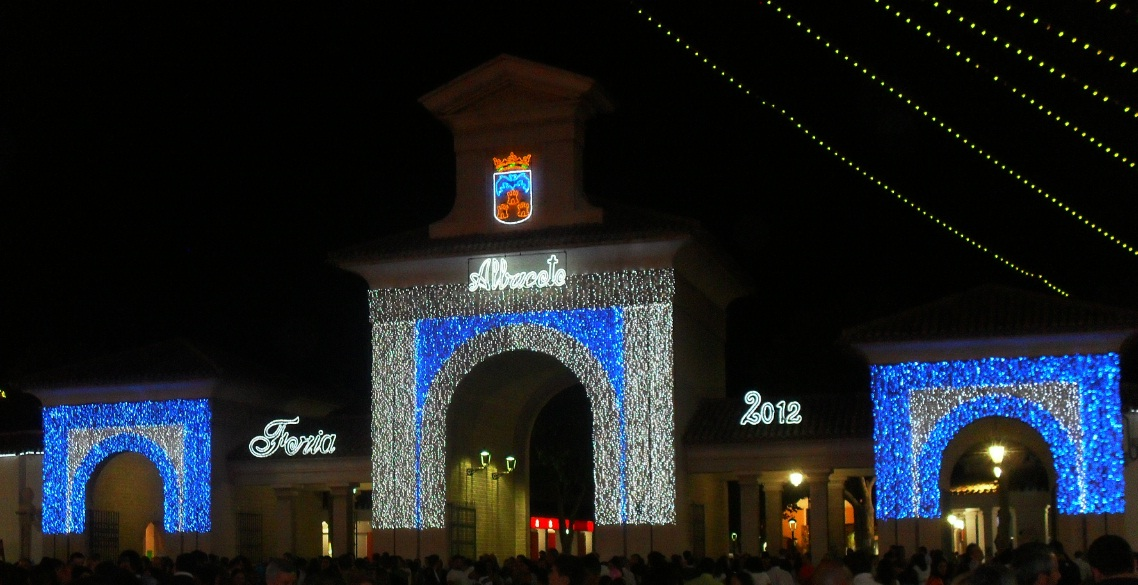
Feria de Albacete de 2012
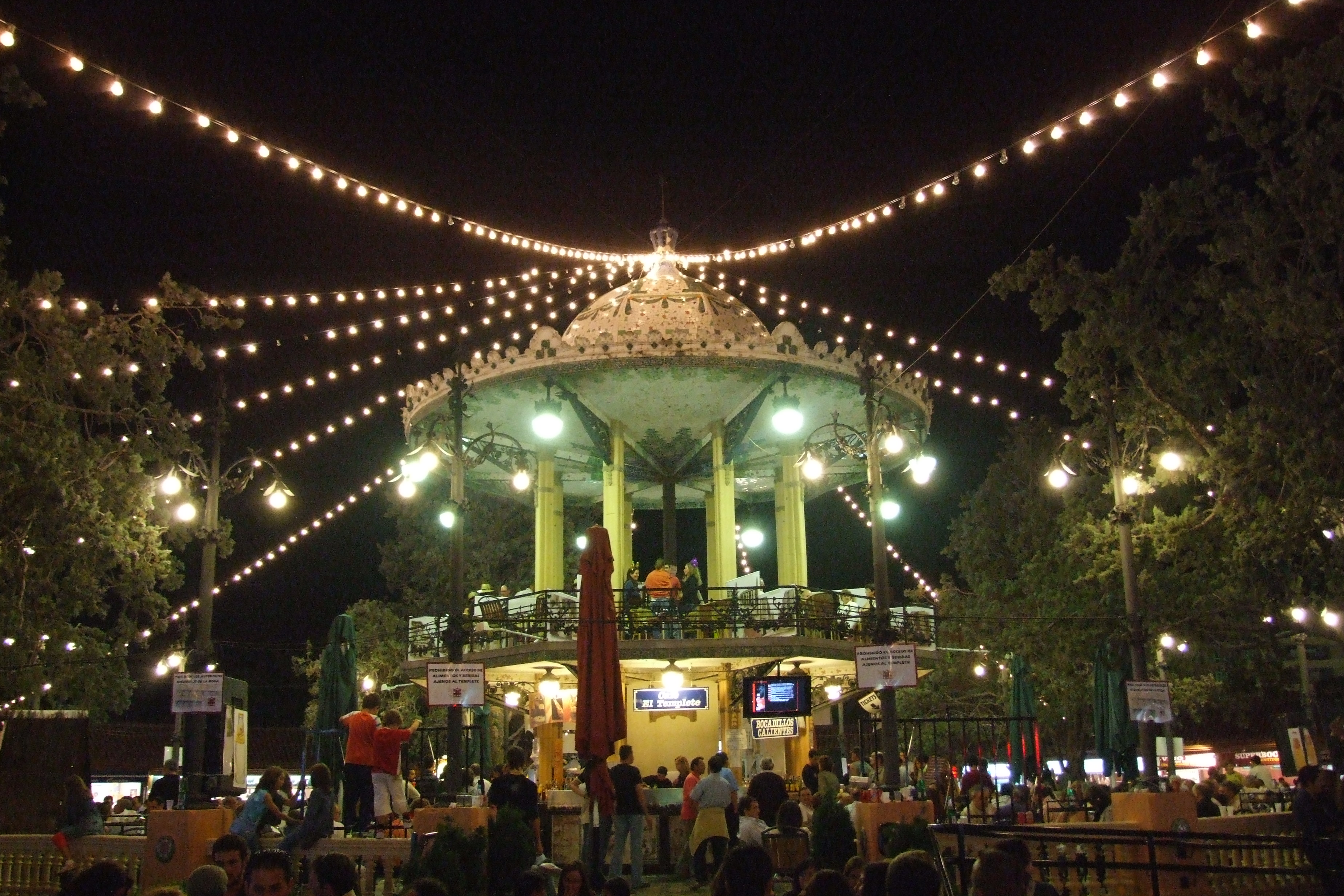
El Templete de la Feria
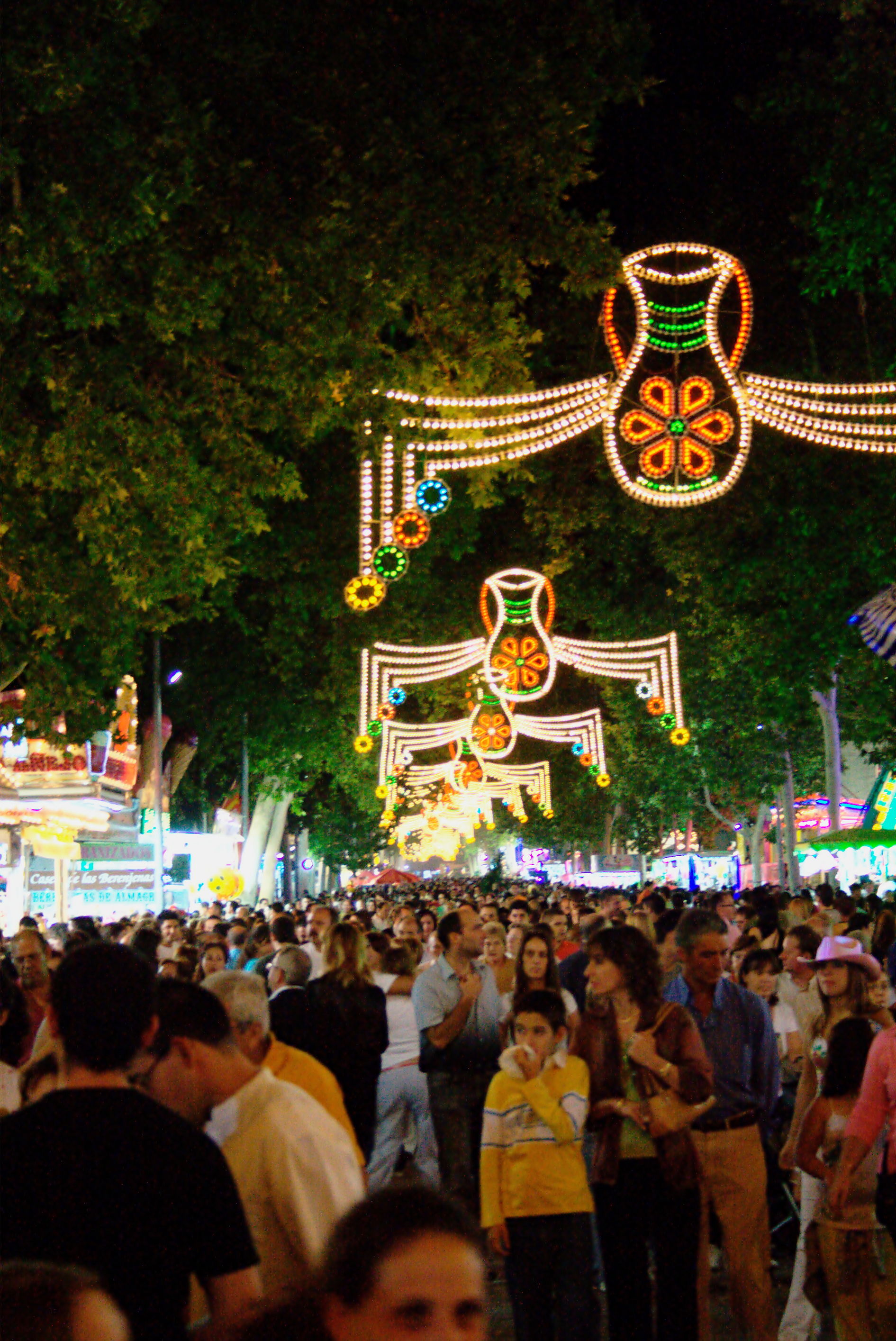
Paseo de la Feria en 2007
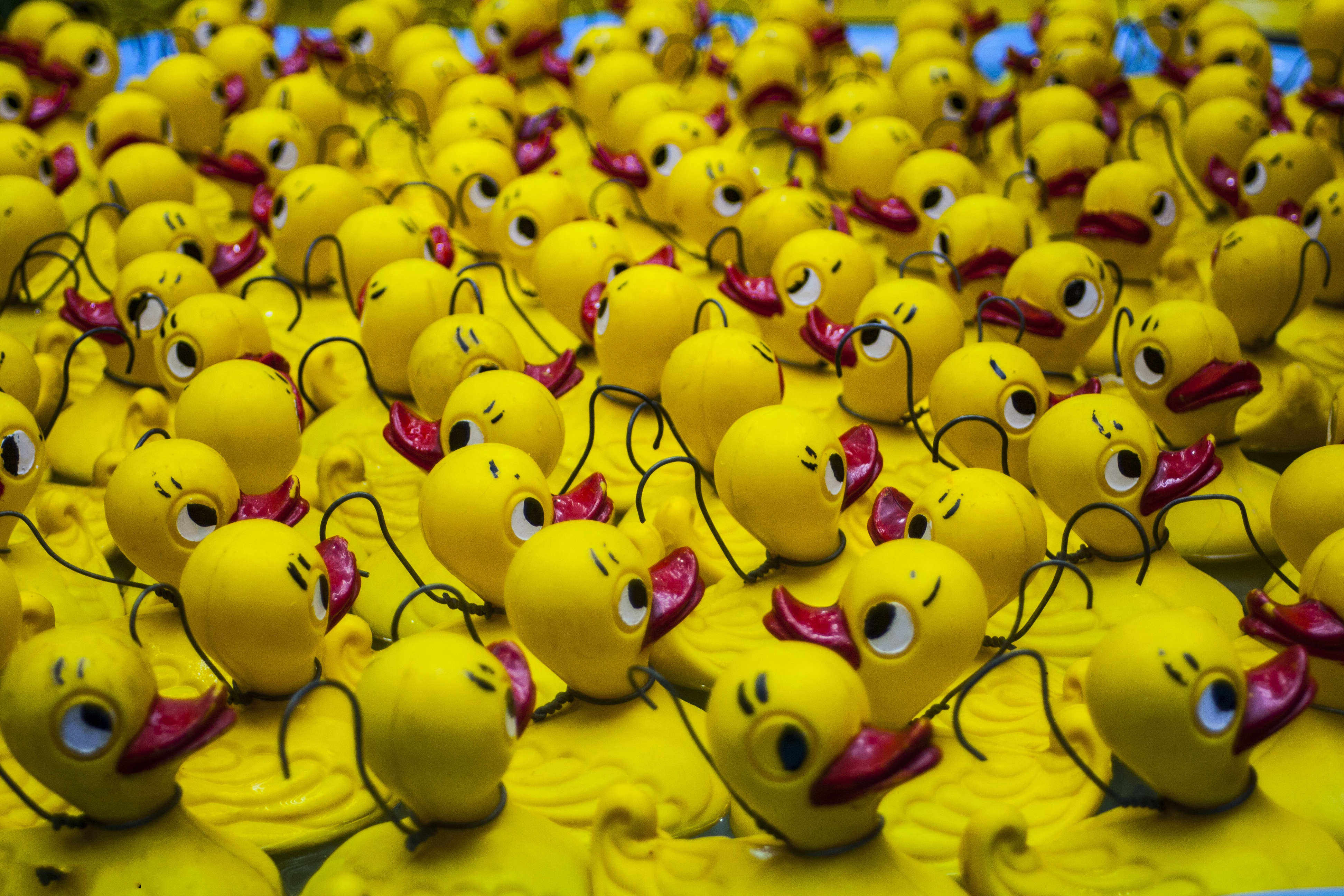
Los Patitos de la Feria
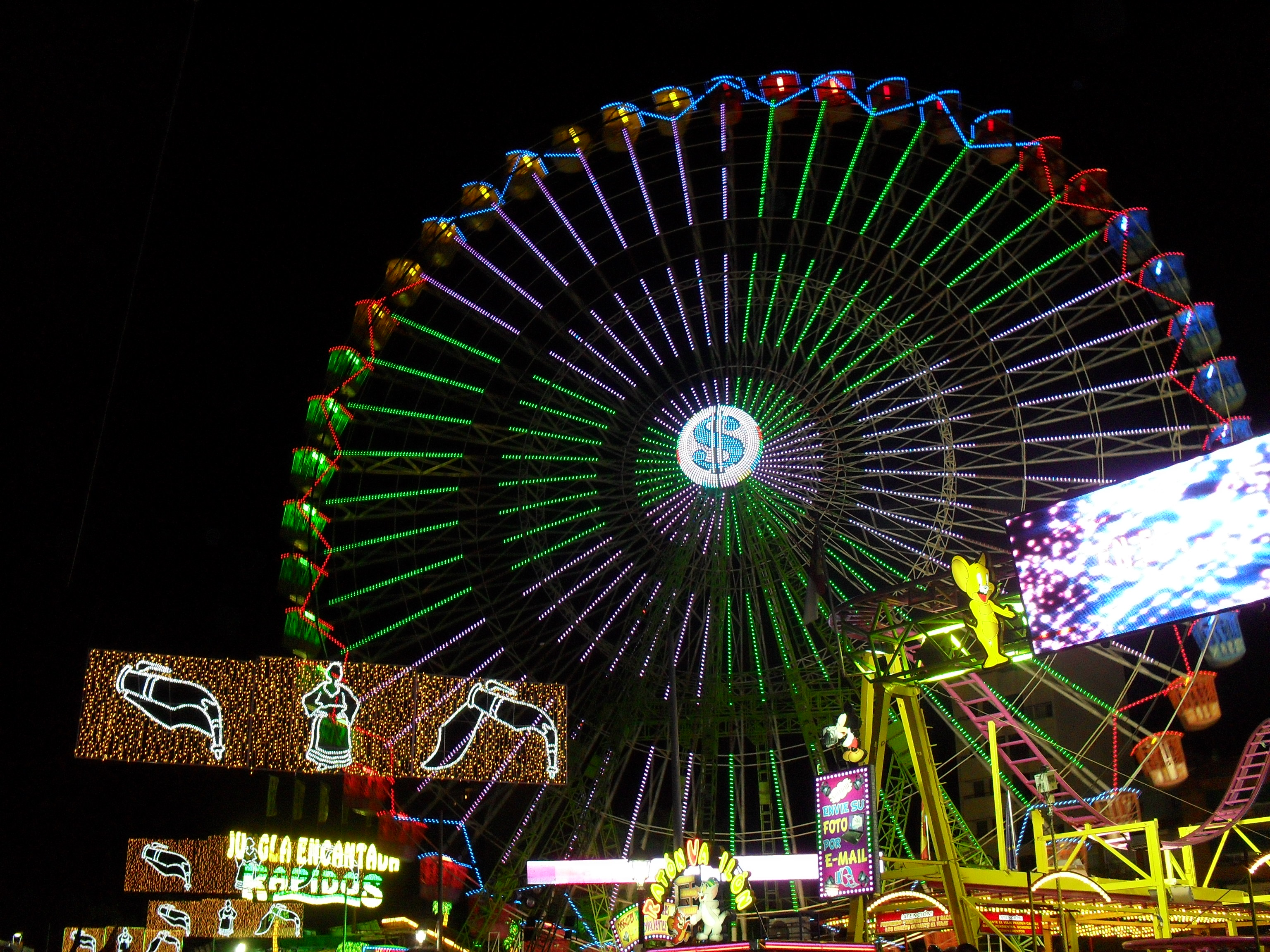
Atracciones de la Feria de Albacete de 2011